# Портрет

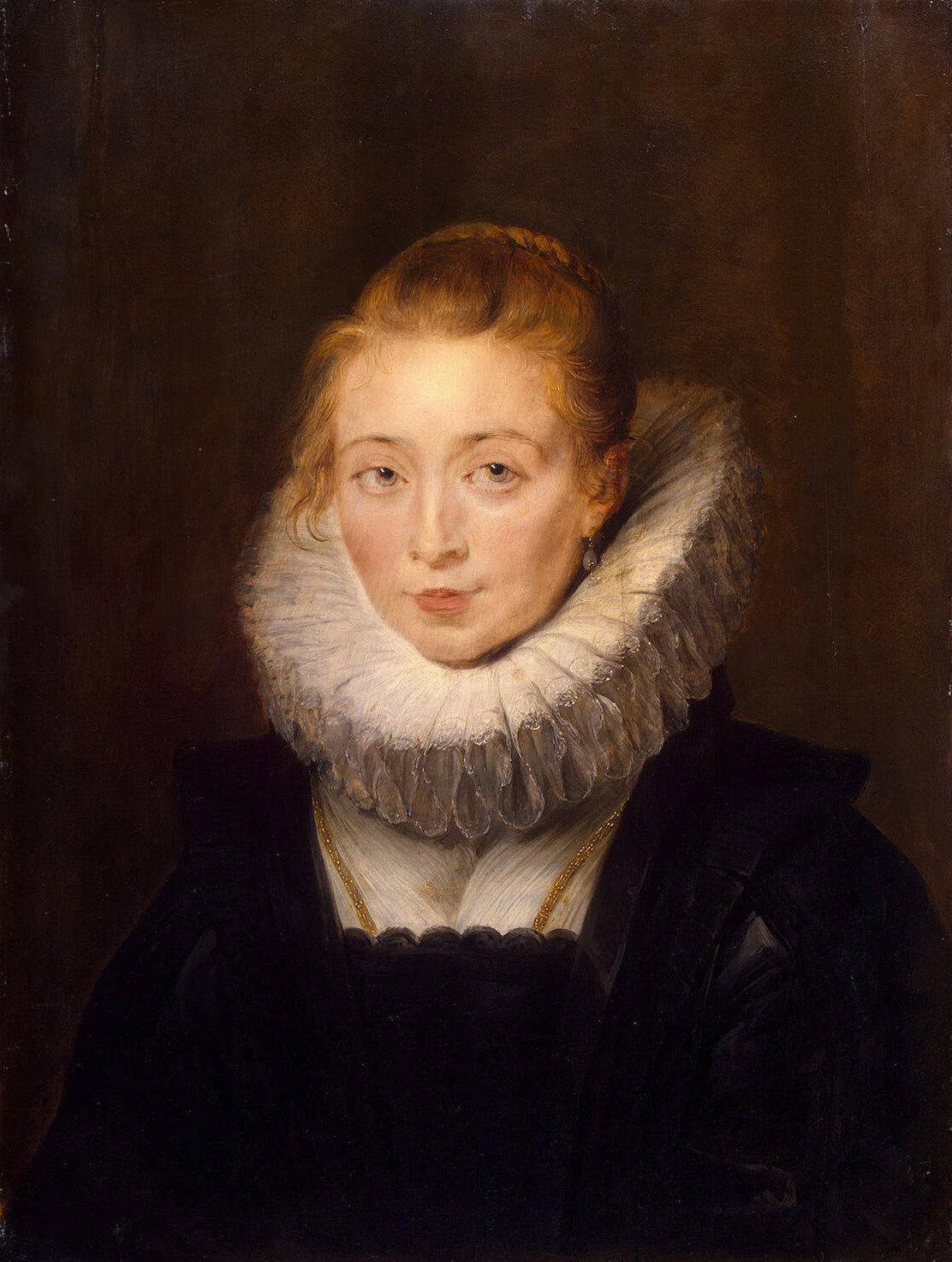
Питер Пауль Рубенс. Портрет камеристки инфанты Изабеллы. 1625. Дерево, масло. Государственный Эрмитаж, Санкт-Петербург

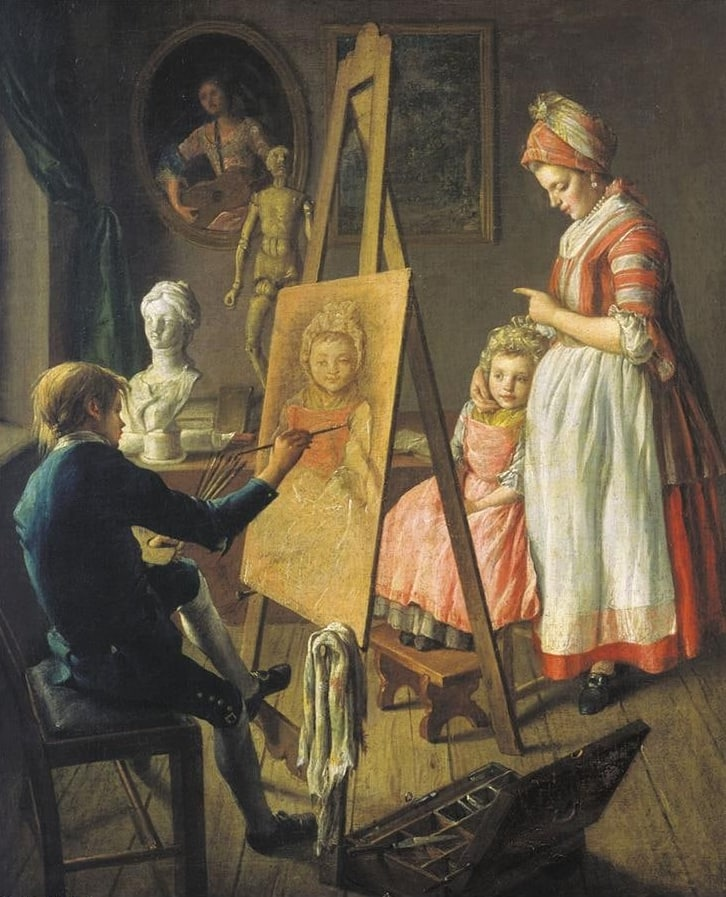
Иван Фирсов. Юный живописец. 2-я пол. 1760-х гг. Холст, масло. Государственная Третьяковская галерея, Москва

Портре́т (фр. portrait, от старофранц. portraire — «воспроизводить что-либо черта в черту», устар. парсуна — от лат. persona — «личность; особа») — изображение или описание какого-либо человека либо группы людей, существующих или существовавших в реальной действительности, в том числе художественными средствами (живописи, графики, гравюры, скульптуры, фотографии, видео), а также в литературе и криминалистике (словесный портрет).
Портрет в литературе — одно из средств художественной характеристики персонажа. В литературном портрете писатель выражает своё идейное отношение к ним и раскрывает типический характер своих героев путём изображения их внешности: фигуры, лица, одежды, движений, жестов и манер.
В изобразительном искусстве портрет — самостоятельный жанр, целью которого является отображение визуальных характеристик модели. «На портрете изображается внешний облик (а через него и внутренний мир) конкретного, реального, существовавшего в прошлом или существующего в настоящем человека». Портрет — это повторение в пластических формах, линиях и красках живого лица и одновременно при этом его идейно-художественная интерпретация.
Данная статья посвящена портрету в изобразительном искусстве.

## Термин
В европейской культуре слово «portrait» первоначально означало «изобразительное воспроизведение» любого объекта, относясь к концепции воспроизведения в целом. Например, в книге образцов и эскизов «Livre de portraiture» Виллар де Оннекур (XIII век) использует соответствующее французское слово "counterfeit" (от лат. "contrafacere" — «имитировать») не только для изображений человеческих существ, но и также для животных. Разделение животного и человеческого мира относительно слова «портрет» произошло намного позже того момента, когда портрет установился как жанр и раннеренессансные циклы uomini illustri («знаменитые мужи») стали распространёнными. Французский гравёр Абрахам Босс XVII века, например, всё ещё использует «portraiture» как «общее слово для картины и гравюры», уравнивая слово «portrait» в этом смысле с «tableau» («изображение, картина»).
Первым, кто предложил употреблять термин «портрет» исключительно для «изображения (конкретного) человеческого существа», был Андре Фелибьен, друг Пуссена. Фелибьен также предложил использовать термин «figure» для изображений животных, в то время как слово «représentation» применялось для изображений растительных или неорганических форм, то есть растений и минералов. Это изменение — появление «современного», антропоцентричного словоупотребления, которое проводит чёткую черту между человеком и иными созданиями, возможно, обозначает конец «симбиоза» между человеком и животными. (Напомним, что в Средние века животные считались с точки зрения юридического права субъектами, их могли вызывать на допрос, судить и пытать). Иерархическая конструкция, предложенная Фелибьеном, предполагает, что индивидуализация может касаться исключительно человеческого существа. Артур Шопенгауэр обсуждает вопрос того, что животные по своей сути не могут быть портретируемы: «У животных есть только родовой характер, а не индивидуальный». Портреты могут быть написаны лишь с человеческого существа, чья внешность демонстрирует чисто эстетическое созерцание.
Изображения лиц Иисуса Христа, Богоматери и святых не являются «портретами», поскольку они написаны не с конкретного человека, не с натуры, а являются обобщающими идеальными образами. Исключения — портреты святых Нового времени, созданные при их жизни или вскоре после смерти по воспоминаниям, либо же «портреты в образе какого-либо святого» (см. Поджанры портрета).

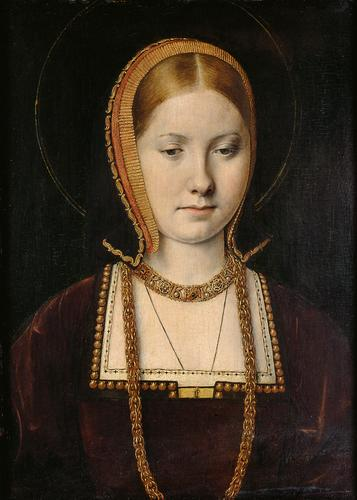
Михель Зиттов. «Портрет принцессы Екатерины Арагонской» — в обычной придворной одежде
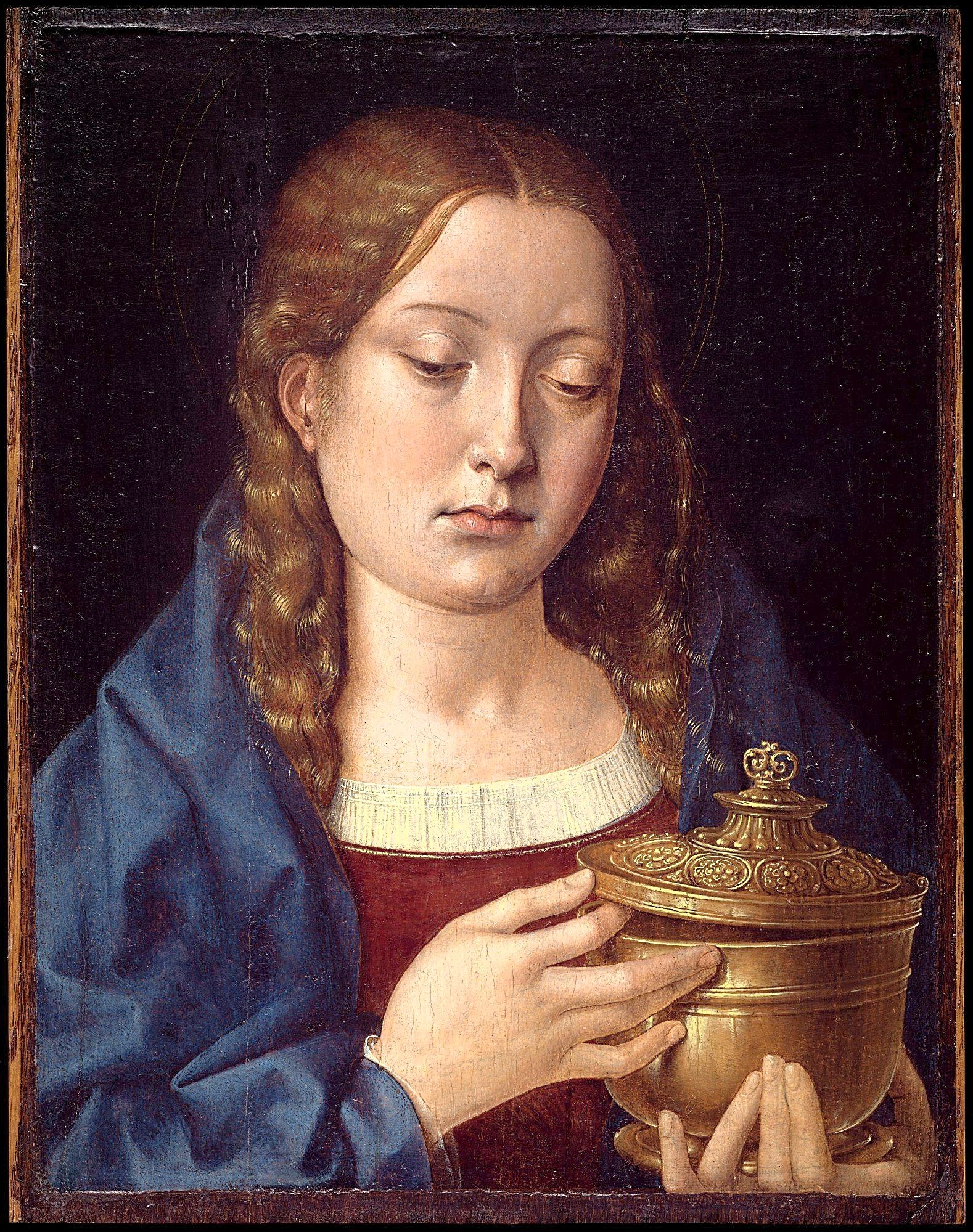
Михель Зиттов. «Портрет принцессы Екатерины Арагонской в образе святой Марии Магдалины» — в вымышленной новозаветной одежде и с атрибутом, сосудом с миррой.
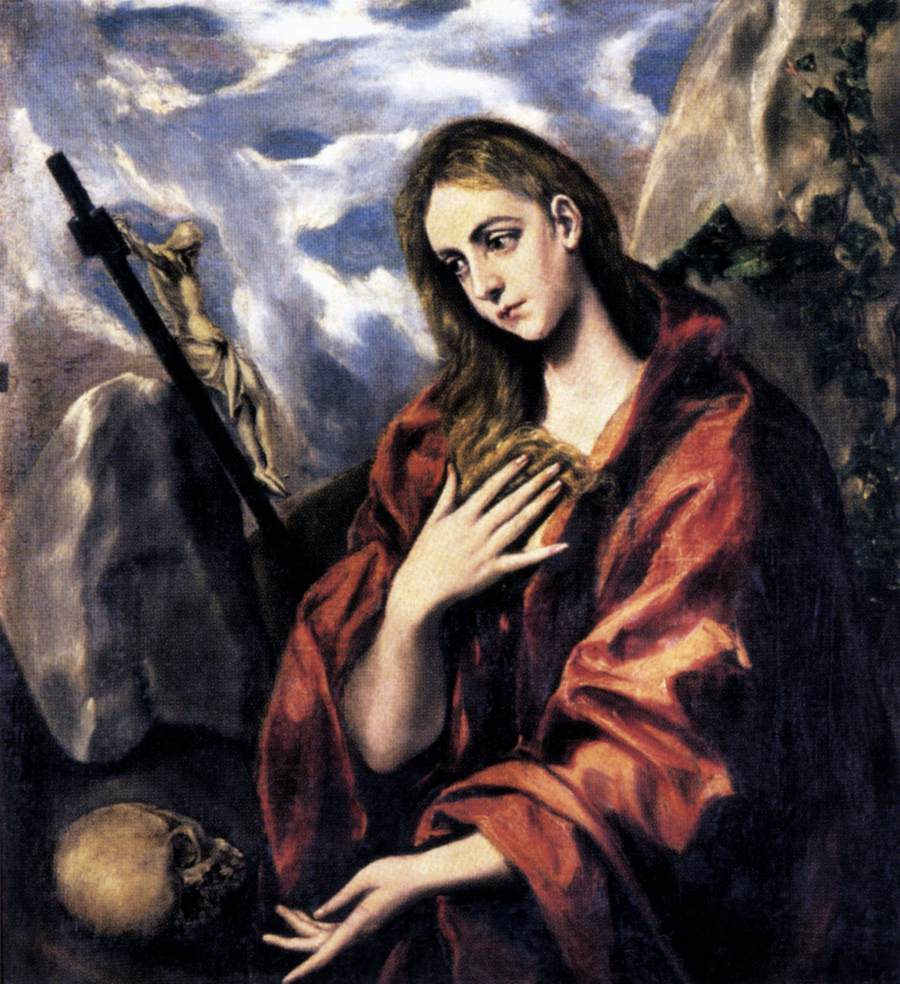
Эль Греко. «Святая Мария Магдалина» — обычная религиозная картина с вымышленной женщиной
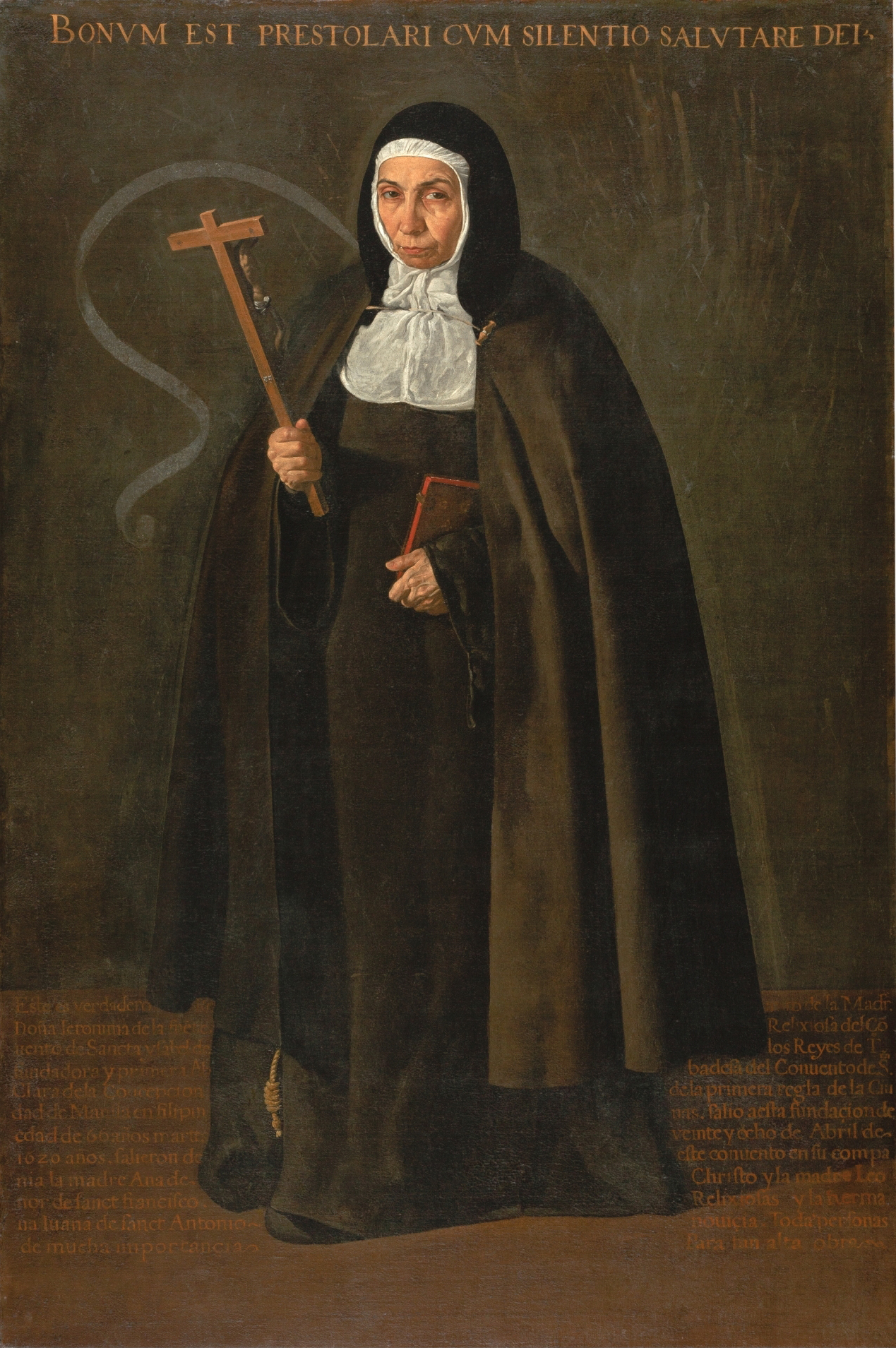
Диего Веласкес. «Портрет святой Херонимы де ла Фуэнте» был написан художником с натуры за 10 лет до смерти монахини и задолго до её канонизации, однако ныне служит её «иконой»

## История

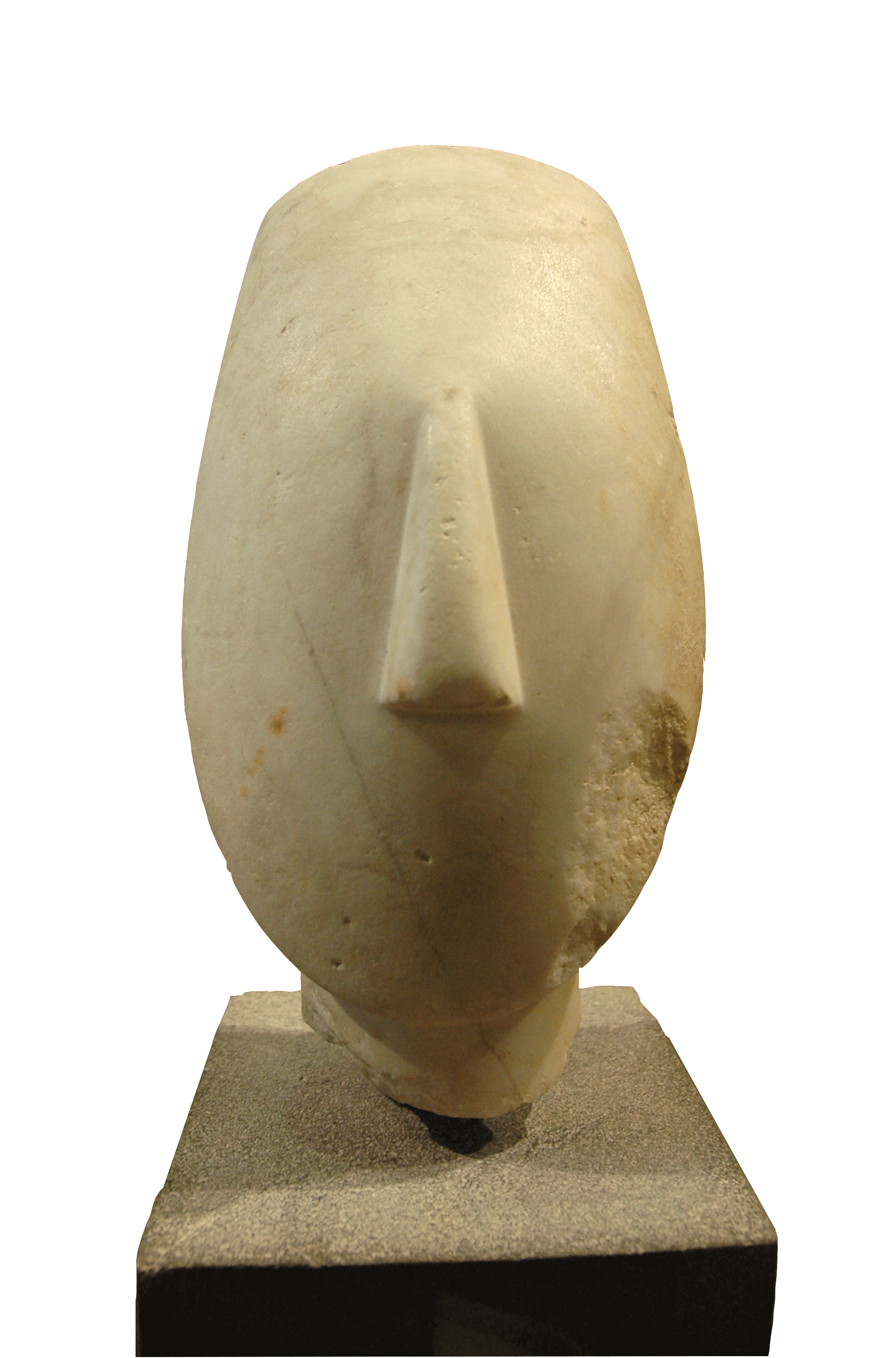
Кикладский идол создан в 2700—2300 гг. до н. э., когда его авторы ещё не обладали достаточными навыками для портретирования, а сама индивидуальность отдельного человека ещё ничего не значила

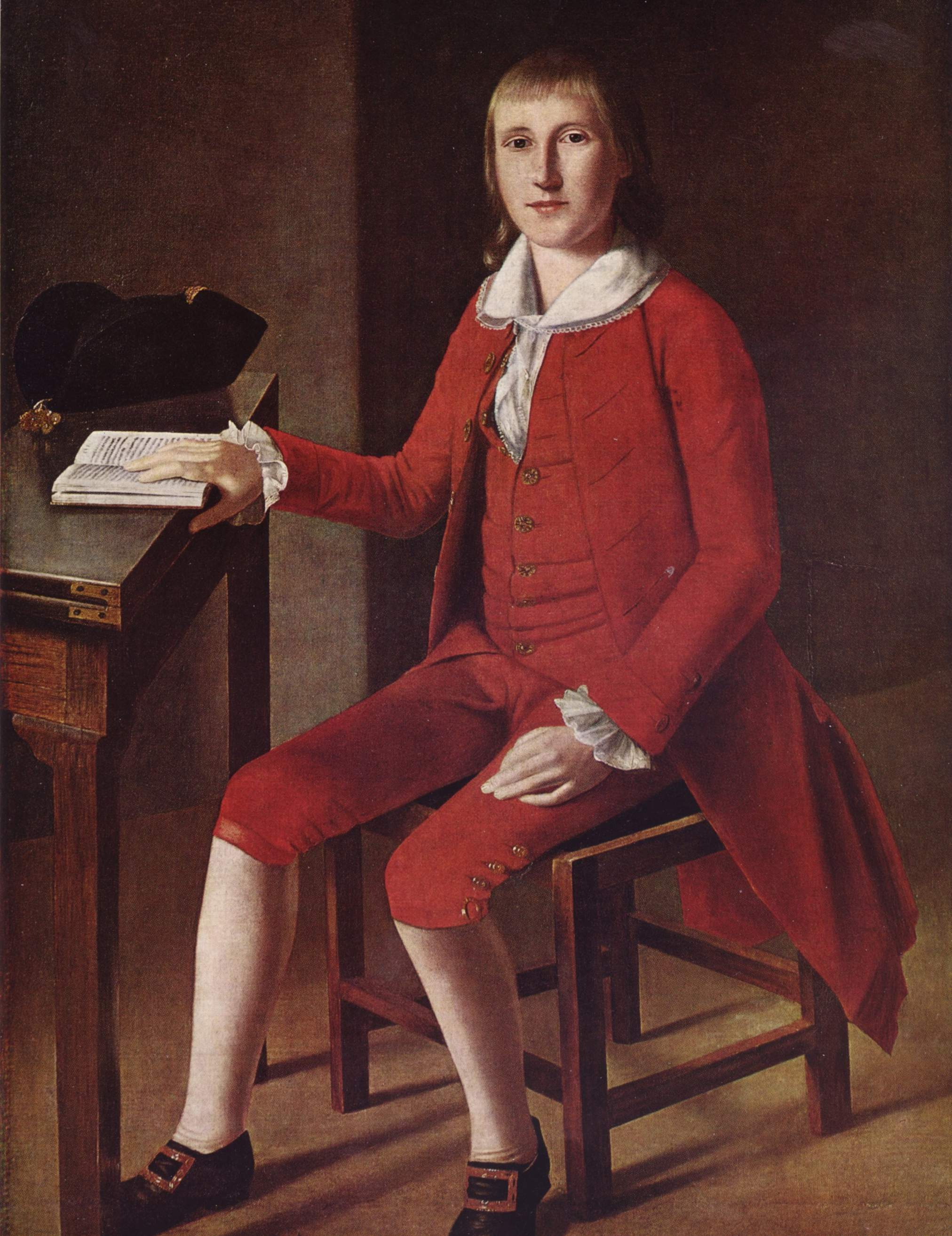
Примитивы — художники, которые не получили правильного образования, не умеют изобразить человеческое тело так, чтобы оно казалось живым человеком, а не куклой

На развитие портретного жанра влияют две тенденции — прогресс технических изобразительных навыков, например овладение анатомией и композицией, умением правильно построить композицию, и развитие представлений о значимости человеческой личности, индивидуальности. Наибольших вершин портрет достигает в период веры в возможности человека, его разума, его действенной и преобразующей силы. «Портрет в своей современной функции — порождение европейской культуры нового времени с её представлением о ценности индивидуального в человеке, о том, что идеальное не противостоит индивидуальному, а реализуется через него и в нём». Именно поэтому жанр находится в упадке в XX веке: «Как может он процветать, когда мы полны стольких сомнений в себе?». Периодами расцвета портрета считаются римский скульптурный портрет, портрет эпохи Возрождения, XVII и 2-й половины XVIII веков.

## Функции портрета
- религиозные

  - погребальные
- репрезентативные
- мемориальные

Определение портрета как произведения искусства в западной культуре Нового времени включает 3 пункта
- 1.изображение является заменой отсутствующей персоны (функция напоминания)
- 2.изображение вызывает эмоции, чувства
- 3.изображение является переносным (транспортабельным) — справедливо для большинства случаев.

Портретная живопись имеет разнообразные функции. Многие из них были связаны с магией: похожее изображение человека являлось заместителем данного человека. В Римской империи портреты императора были обязательным атрибутом судебных процедур, обозначая присутствие собственно правителя на заседании. В домах хранились посмертные маски, снятые с предков, и эти портретные скульптуры обеспечивали покровительство роду. На похоронах члена рода эти маски несли в погребальной процессии, обозначая усопших родных и предков. Другие общества также использовали портрет как мемориальное средство: египетские портретные скульптуры, золотые микенские погребальные маски, фаюмские портреты использовались при погребениях. Сходство требовалось тут в магически-сакральных целях — чтобы в загробном мире при взаимоотношениях данного тела и покинувшей его души не происходило путаницы и неузнавания. В Японии создают скульптурные портреты усопших монахов, а черепа, облепленные так, чтобы опять воспроизвести лицо, в Океании также являются мемориальными объектами.
Я пишу, чтобы сохранить образы человеческие после их смерти, — говорил Альбрехт Дюрер.
Распространена традиция свадебных портретов или портретов молодожёнов, как увековечивающих свершившееся таинство в качестве «свидетеля».

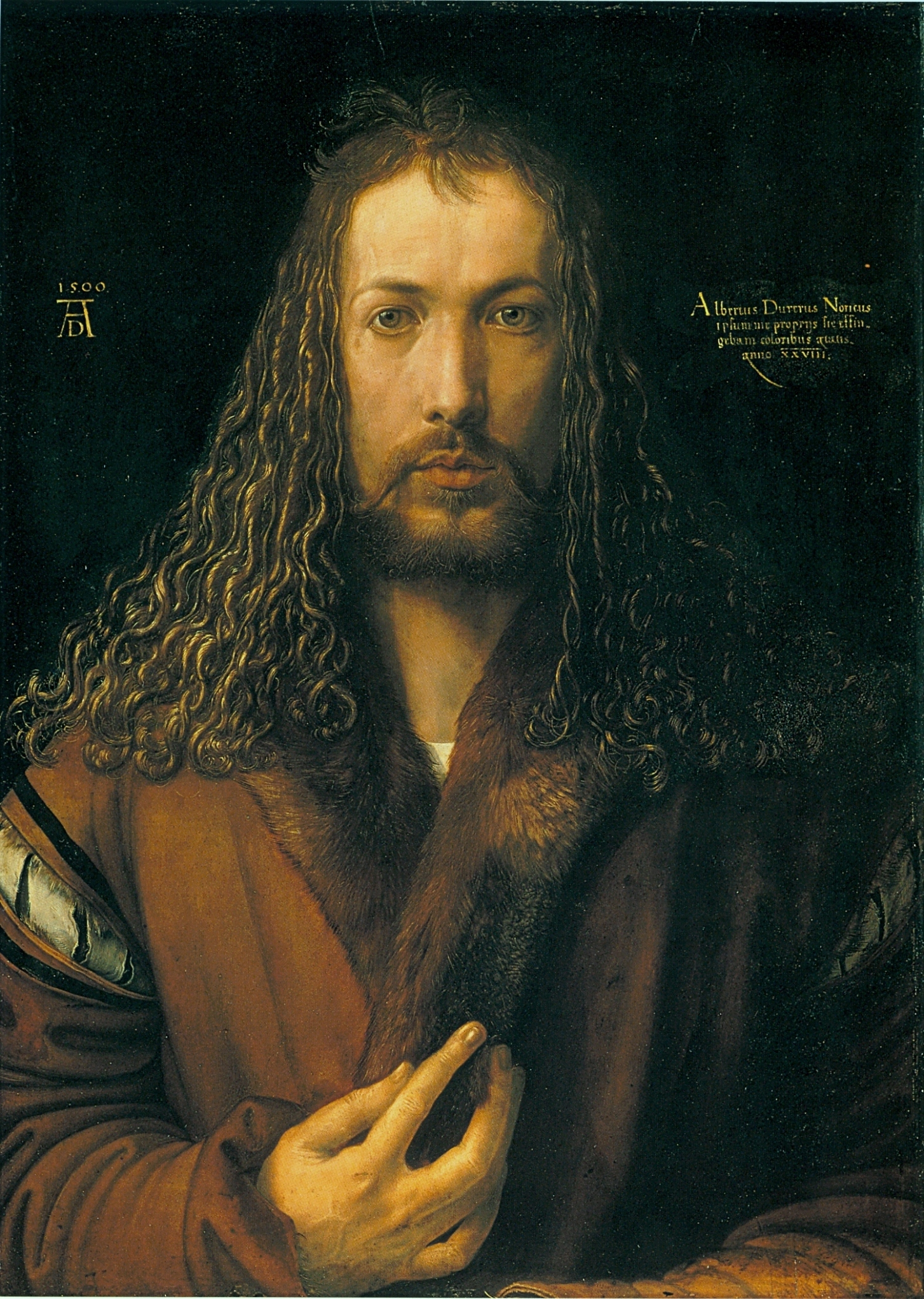
А. Дюрер. Автопортрет. 1500. Дерево, масло. Старая Пинакотека, Мюнхен.

«Огромные возможности портретного искусства давно осознаны и прочувствованы человечеством. Ведь портрет способен заменить отсутствующую или умершую личность, выступив таким образом в качестве его двойника, — особенность, которая часто используется в литературе как мотив оживления холста. Эта черта делает портрет важным не только в общественном, но и в его частном или семейном качестве. Многозначительно в социальном ракурсе и присутствие повторений и копий изображений одного и того же лица в нескольких родственных семьях. (…) Портреты способны зафиксировать человеческую жизнь начиная с младенчества до глубокой старости. Благодаря этому они могут претендовать на историческую достоверность, представляя своего рода зрительно постижимую семейную хронику и являясь носителем фамильного сходства», — пишут исследователи русского портрета о складывании фамильных портретных галерей.
Картина делает отсутствующих людей присутствующими, а мёртвые кажутся живыми, — говорил Леон Баттиста Альберти.

Гигантская голова Ленина в Улан-Удэ

Во многих обществах портреты расцениваются как важный способ обозначить власть и богатство. Во времена Средневековья и Ренессанса портреты дарителей часто включались в произведение искусства, подтверждая патронаж, власть и достоинство донатора, как бы подчёркивая, кто именно заплатил за создание данного витража, алтарного образа или фрески. В предшествующий период — Византия и Тёмные Века — главной чертой портрета являлось не сходство, а идеализированный образ, символ того, кем являлась модель (см. портреты императоров Константина и Феодосия II).
В политике портрет главы государства часто используется как символ собственно государства. В большинстве стран распространён обычай вешать портрет лидера в важных государственных зданиях. Традиционным является использование текущего правителя (для монархий) или правителей прошлого (для демократических государств) на банкнотах и монетах, а также на марках. Чрезмерное использование портретов лидера является одним из признаков культа личности (например, Сталин, Туркменбаши).

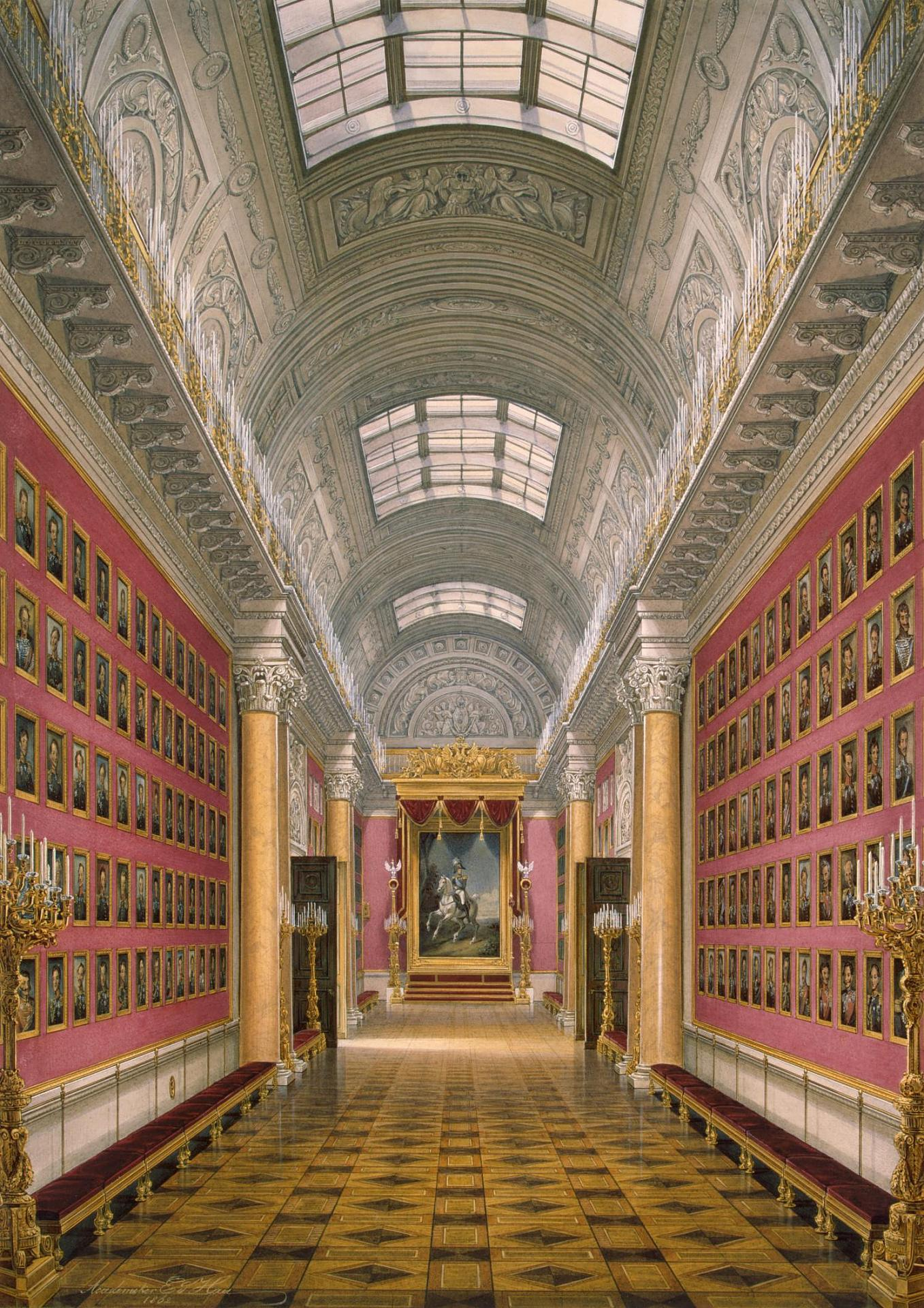
Военная галерея 1812 года. Архитектор К. И. Росси. Воссоздание В. П. Стасов. Акварель Э. П. Гау. 1862. Эрмитаж, Санкт-Петербург.

Как отмечают исследователи, большинство из дошедших до наших дней портретов «создавались не для их музейного или выставочного существования. Сравнительно небольшое количество портретов, как правило парадных или декоративных, заказывалось для общественных помещений (учреждений, дворцов правителей), где их утверждающее, прославляющее, в конечном счёте идеологическое воздействие рассчитано было на большое количество зрителей». С развитием семьи, быта и интереса к человеческой личности функции портрета становятся более близкими к нашим современным представлениям: «Чаще и факт заказа портрета, и его дальнейшая жизнь были семейным, интимным делом. Портретная картина становилась частью интерьера, „художественного быта“», напоминая о родственниках и друзьях.
Существовали и другие аспекты: «Портреты украшали зальцы помещичьих усадеб, принадлежавших барам, иногда далёким от всякой духовной жизни, но из-за моды или спеси считавшим необходимым иметь у себя „персоны“ свои и своих предков и не замечавшим при этом комического или даже сатирического эффекта, производимого их напыщенными и корявыми физиономиями. Наконец, были покои в соответствии с модой времени специально предназначенные для портретов, „портретные“ комнаты, где все стены сплошь завешивались изображениями царствующих особ, полководцев, великих мужей прошлого и настоящего (например, известная комната в усадьбе Шереметева в Кускове, Военная галерея Зимнего дворца). Во всех случаях портрет, оставаясь насыщенным человеческим и эстетическим содержанием, обладал ещё и другой жизненной функцией — частью быта, родственно связанной с архитектурой, мебелью, утварью, самими обитателями жилища, их костюмами, привычками. Новые портреты писались в соответствии с новыми вкусами жизни, с новыми стилистическими чертами всего художественного быта». «В каждом случае композиционные и колористические особенности полотен неодинаковы и меняются в зависимости от господствующего стилевого направления, индивидуальности художника и запросов заказчика. Соответственно то уменьшается, то увеличивается количество аксессуаров; портрет может выглядеть в интерьере то претенциознее, то скромнее. Его роль во многом определяется модой, отдающей предпочтение той или иной гамме, и, конечно, контекстом, в котором он смотрится, — абсолютным размером и пропорциями данного помещения, цветом обивки стен, занавесей и мебели, особенностями других произведений живописи, скульптуры и графики».

### Поджанры портрета
Темой портрета является индивидуальная жизнь человека, индивидуальная форма его бытия. «Если темы теряют свою самостоятельность, портрет выходит за пределы своей жанровой специфики. Так, например, если темой выступает событие, перед нами не портрет, а картина, хотя её герои могут быть изображены портретно».
Границы жанра портрета очень подвижны, и часто собственно портрет может сочетаться в одном произведении с элементами других жанров.
- Исторический портрет — изображает какого-либо деятеля прошлого и создаваемого по воспоминаниям или воображению мастера, на основе вспомогательного (литературно-художественного, документального и т. п.) материала. В сочетании портрета с бытовым или историческим жанром модель часто вступает во взаимодействие с вымышленными персонажами.
- Посмертный (ретроспективный) портрет — сделан после смерти изображённых людей по их прижизненным изображениям или даже полностью сочинённый.
- Портрет-картина — портретируемый представлен в смысловой и сюжетной взаимосвязи с окружающими его миром вещей, природой, архитектурными мотивами и другими людьми (последнее — групповой портрет-картина).
  - Портрет-прогулка — изображение гуляющего человека на фоне природы возникло в Англии в XVIII веке и стало популярным в эпоху сентиментализма
- Портрет-тип — собирательный образ, структурно близкий портрету.
- Костюмированный портрет — человек представлен в виде аллегорического, мифологического, исторического, театрального или литературного персонажа. (В наименования таких портретов обычно включаются слова «в виде» или «в образе», например, «Екатерина II в виде Минервы»). Различают:
  - Аллегорический
  - Мифологический
  - Исторический
- Семейный портрет
- Автопортрет — принято выделять в отдельный поджанр.
- Религиозный портрет (донаторский или ктиторский) — древняя форма портрета, когда человек, сделавший пожертвование, изображался на картине (например, рядом с Мадонной) или на одной из створок алтаря (часто коленопреклонённым).

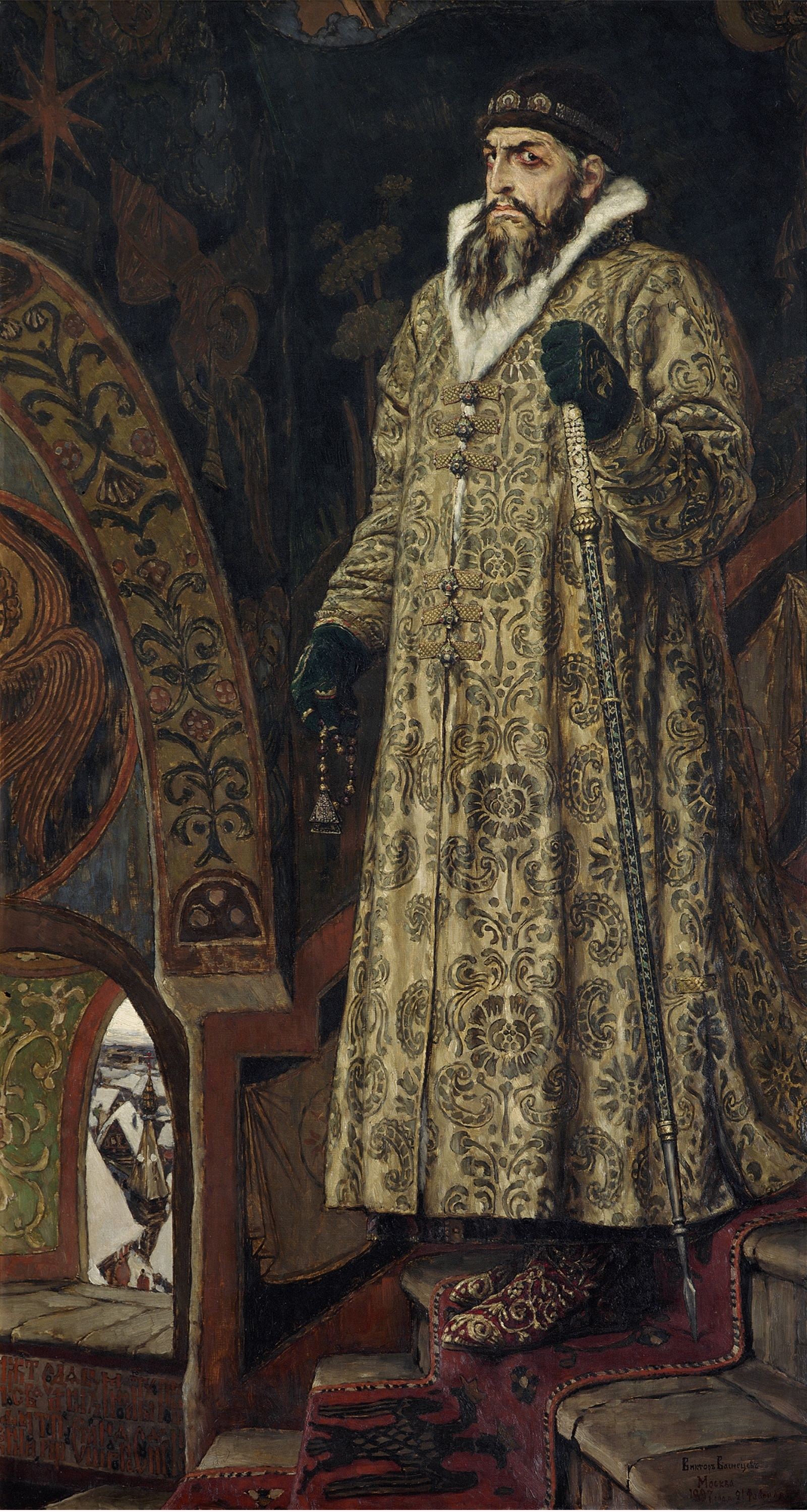
Исторический портрет Ивана Грозного написан Виктором Васнецовым в 1897 на основе изучения художником древностей и впечатлений от театральных постановок.
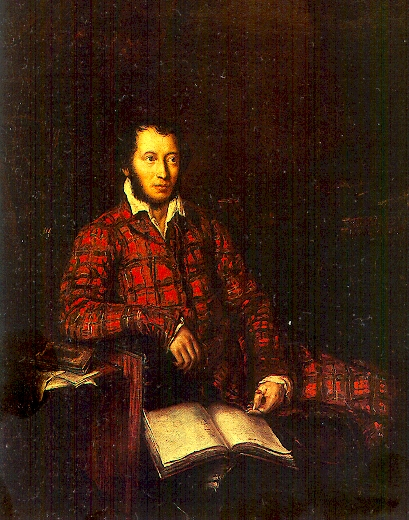
Посмертный портрет Пушкина написан Карлом Мазером в 1839 году, два года спустя после дуэли. Художник внимательно изучил все детали, которые предоставила ему вдова — написал и любимый халат, и легендарный перстень Пушкина на пальце.
Портрет-картина «Ночной дозор» Рембрандта является групповым портретом членов отряда милиции, который изображён не застывшим в неподвижности, а в активном движении, как в нормальной повествовательной картине.
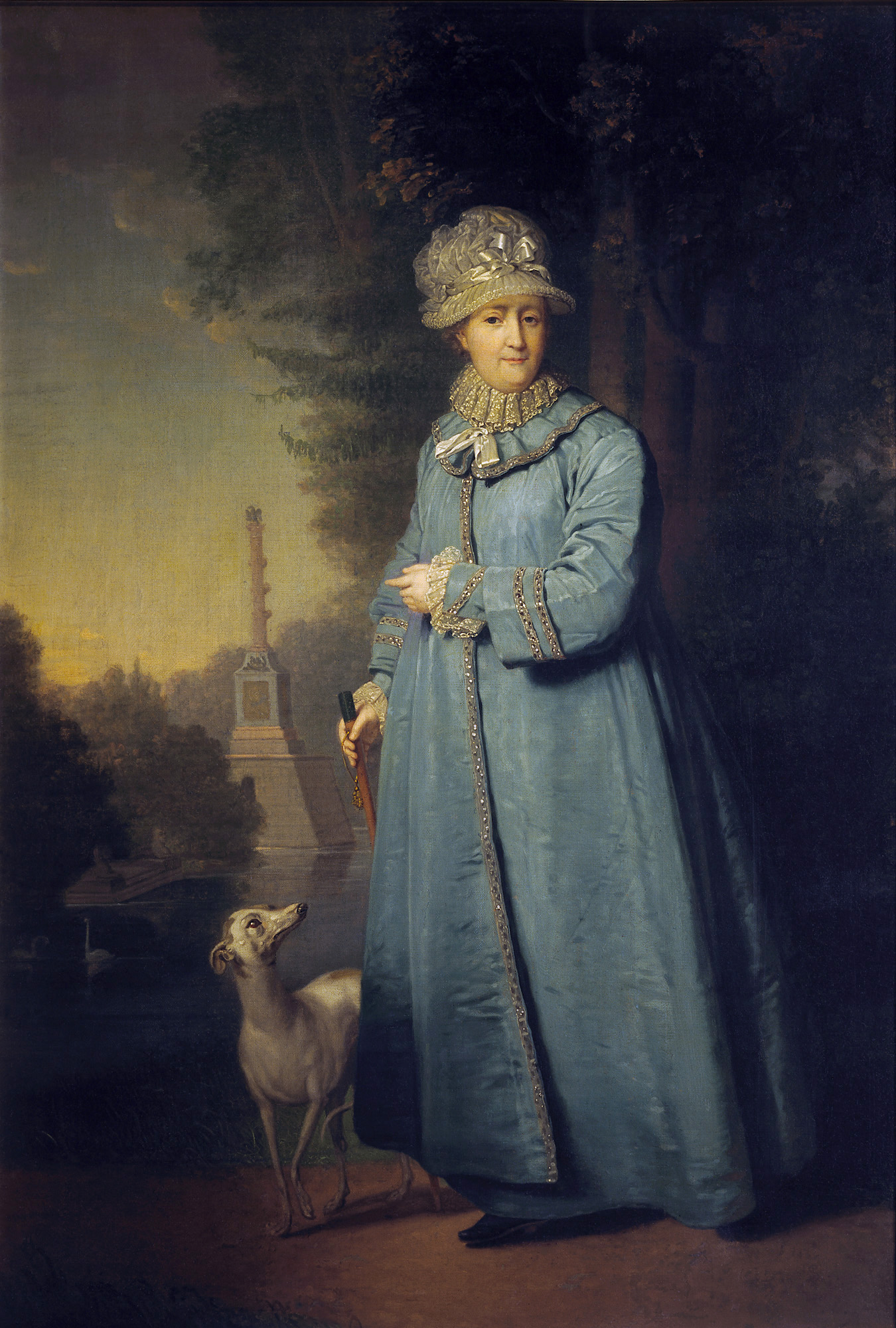
Портрет-прогулка «Екатерина II на прогулке в Царскосельском парке» кисти Боровиковского делает человеческую фигуру органичной частью пейзажа и по настроению, и по композиции.
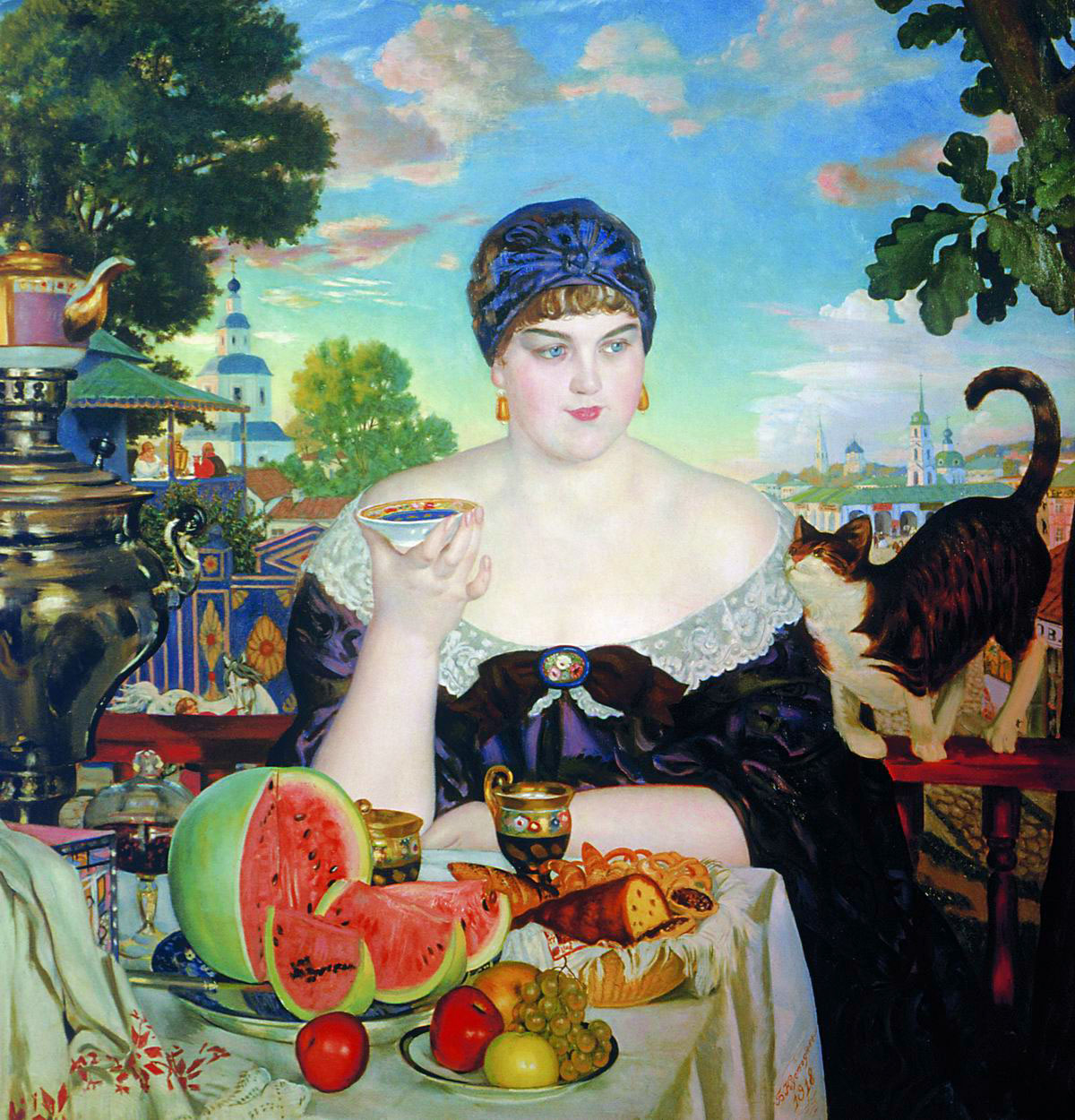
Портрет-тип «Купчиха за чаем» кисти Бориса Кустодиева, 1918. Полотно представляет собой портрет-тип, причём социальный. Любопытно, что позировала представительница интеллектуальной среды — Галина Адеркас, студентка медицинского факультета.
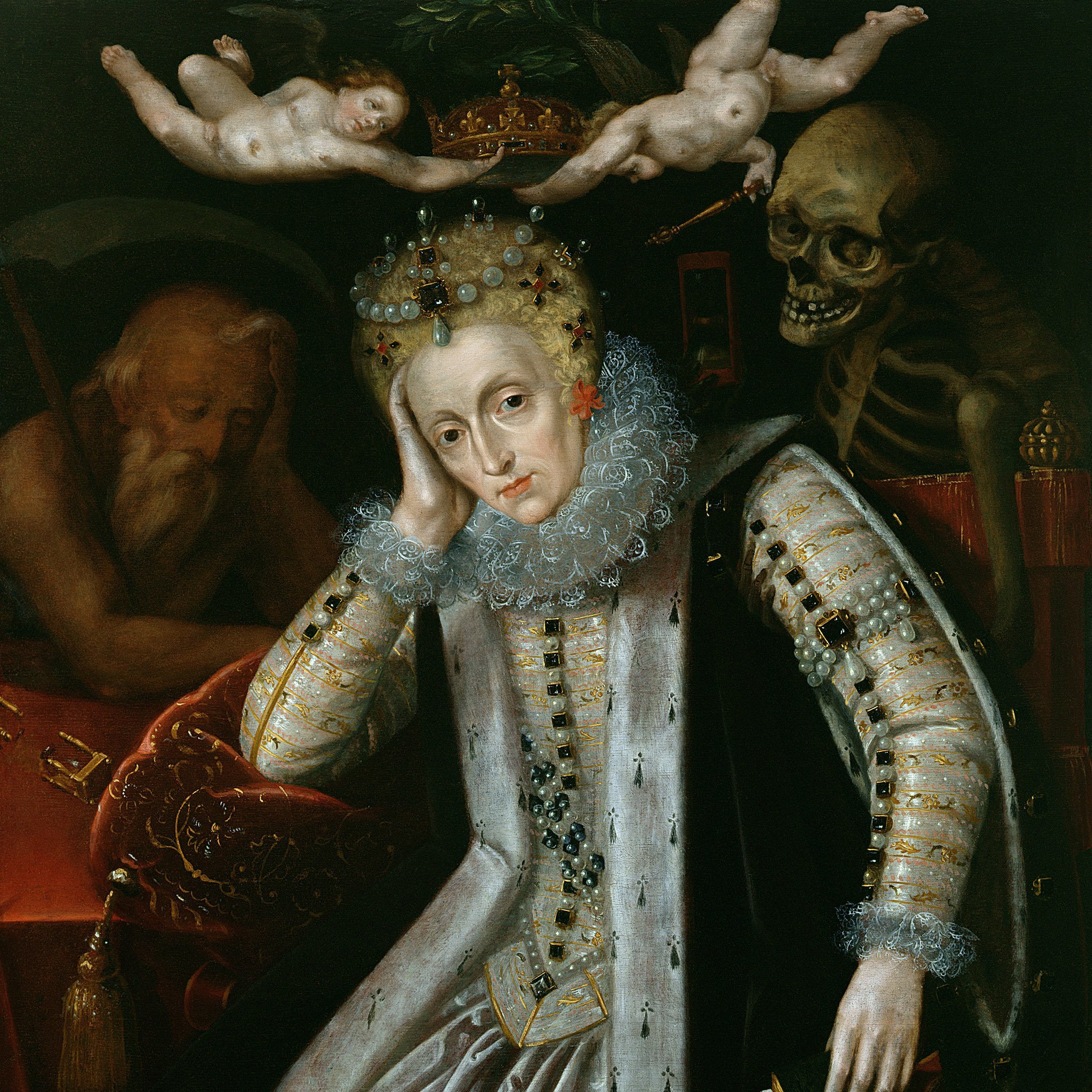
Аллегорический портрет пожилой королевы Елизаветы Английской кисти неизвестного художника: из-за плеча выглядывает Смерть и Старик-Время, а херувимы снимают с неё корону.
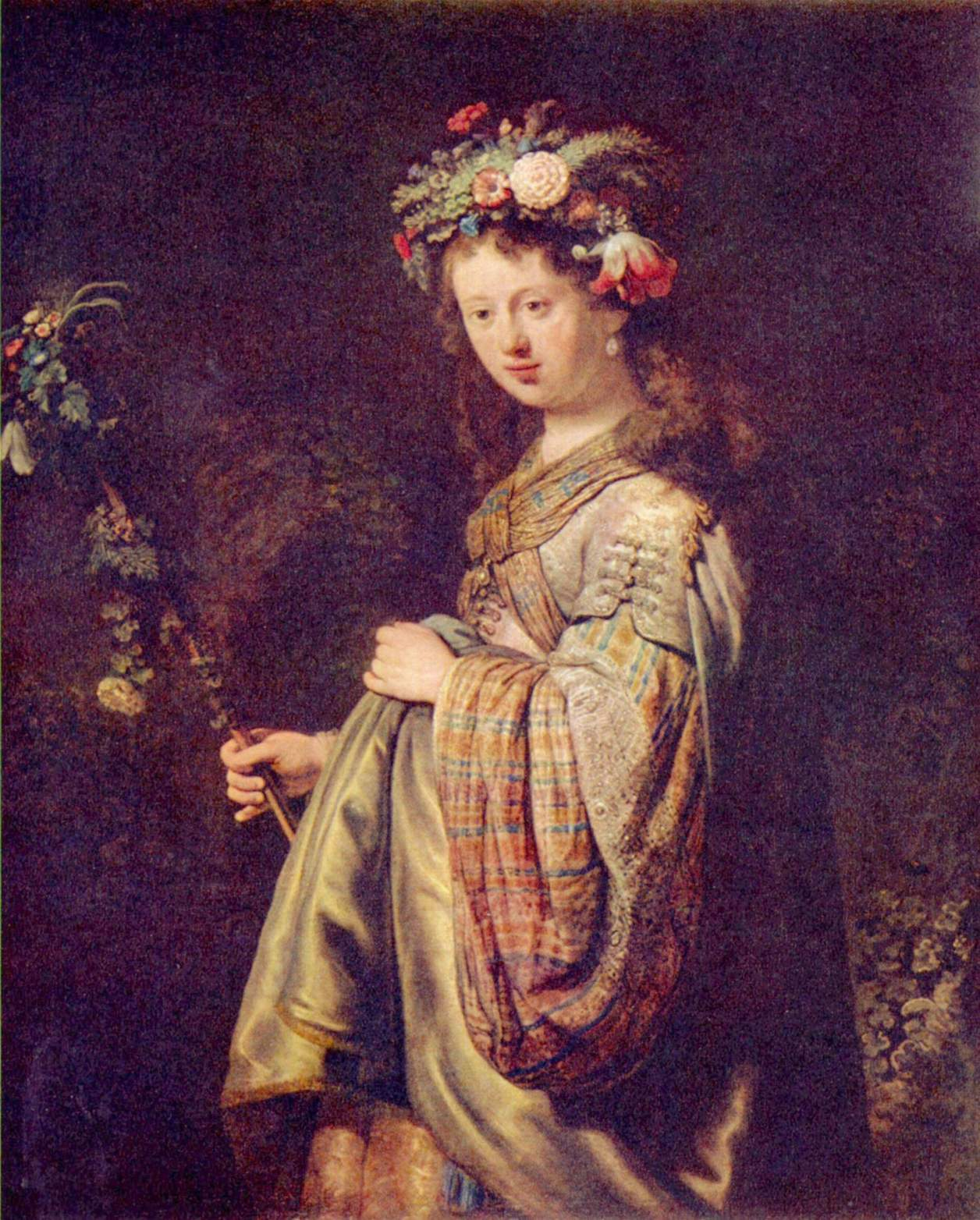
Мифологический портрет Саскии в образе богини Флоры» кисти Рембрандта.
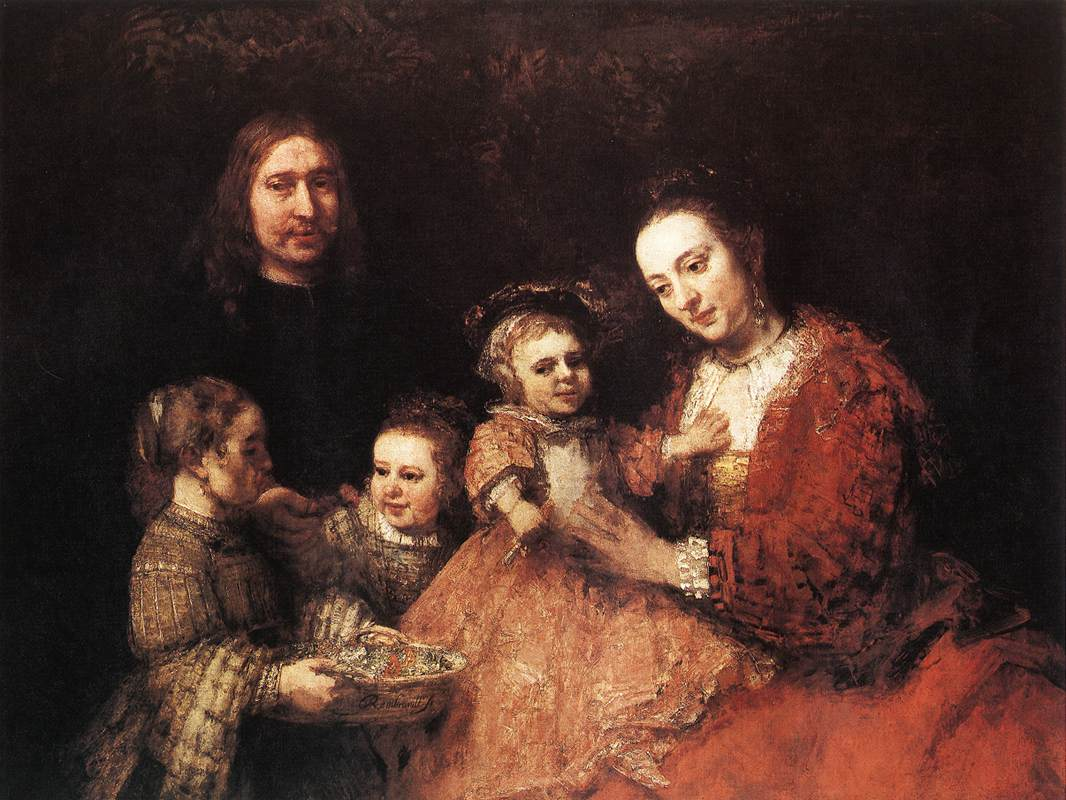
Семейный портрет кисти Рембрандта — обычно подчёркиваются нежные отношения между изображёнными.
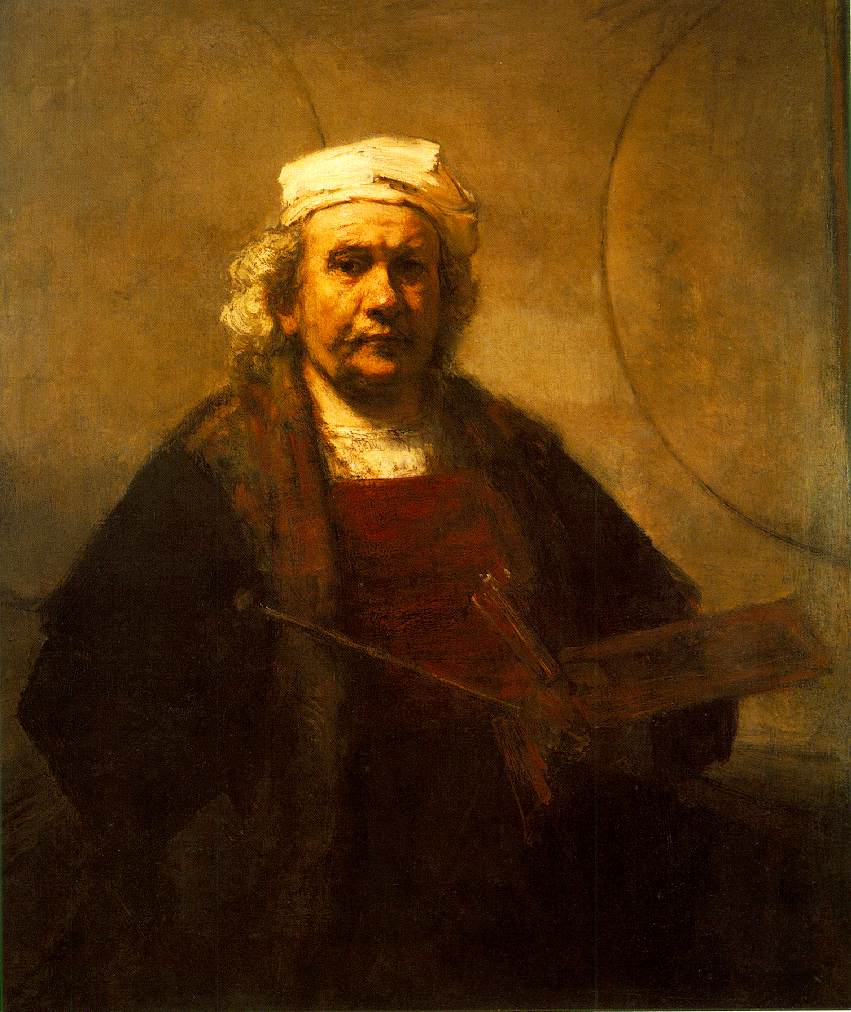
Автопортрет Рембрандта (1661) — пример намного более пристального внимания художника к собственной внутренней жизни, чем в изображении постороннего человека.
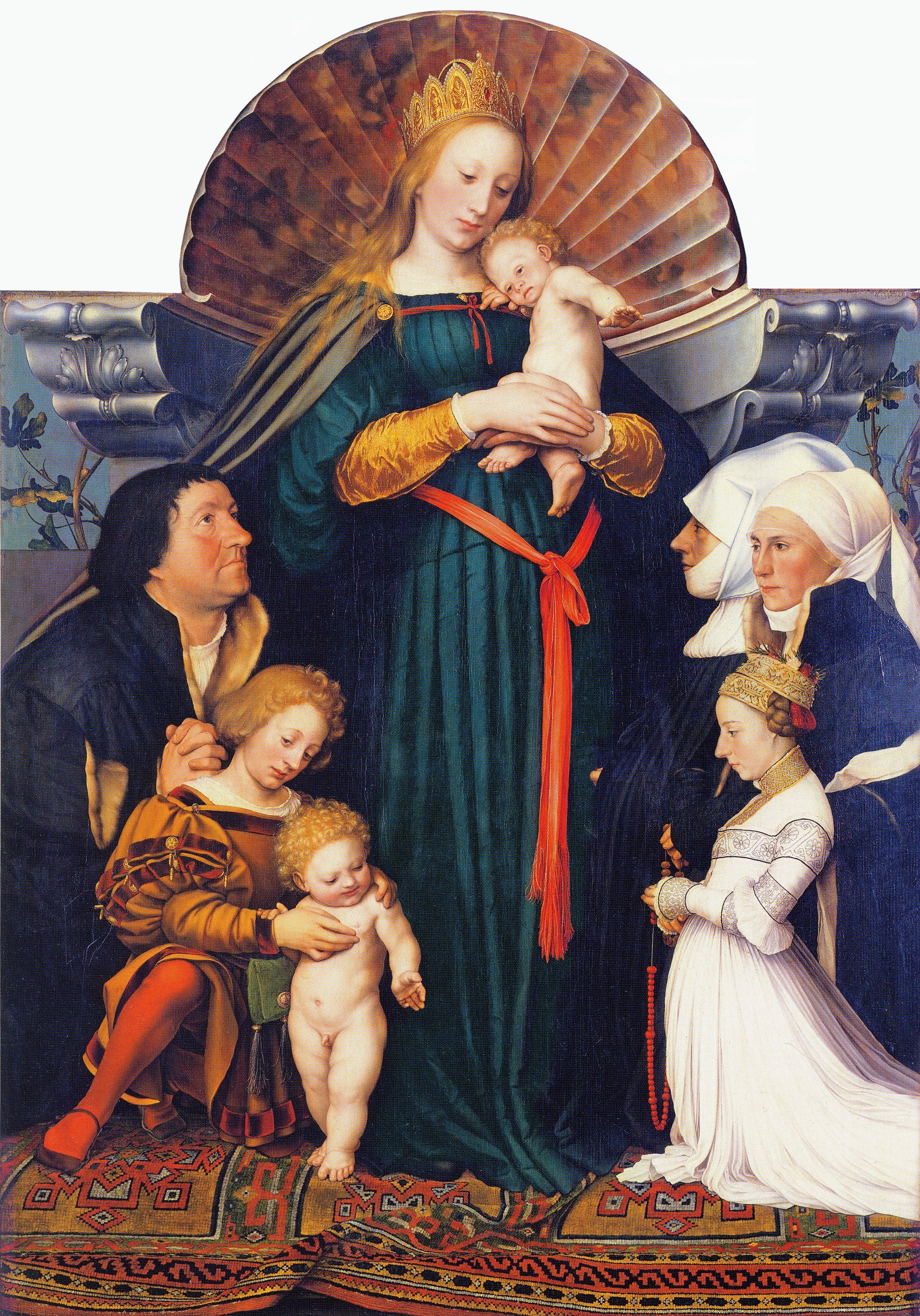
Донаторский портрет: «Дармштадтская мадонна» кисти Гольбейна изображает семью Якова Мейера на коленях перед Девой. Является ранним примером семейного портрета, ещё не отделившегося от религиозного.

- Иногда при классификации используется сословный принцип: купеческий, крестьянский портрет, портрет духовного лица, шутовской портрет, поскольку социальное положение модели влияло на определённые методы репрезентации, используемые художником.

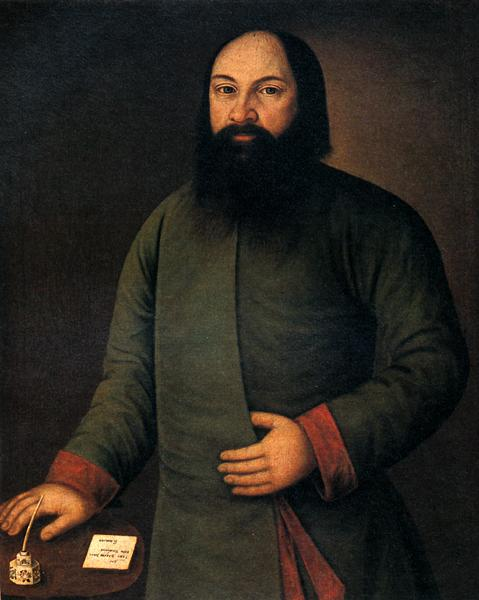
Купеческий портрет: опознаётся по костюму, обязательной бороде (у мужчин), а также застылости и примитивизму стиля, так как обычно их писали более «дешёвые» художники.
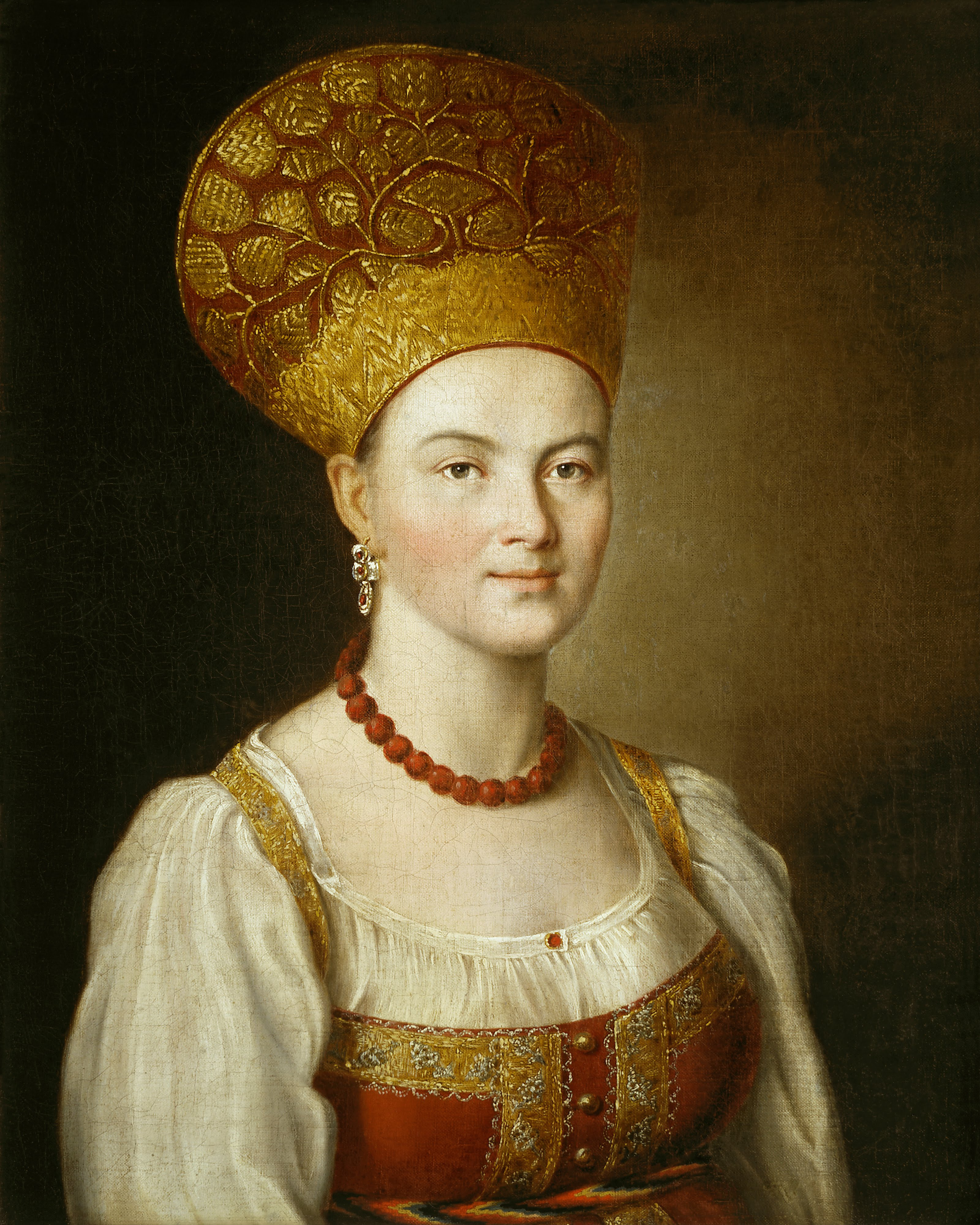
Крестьянский портрет: обладает теми же чертами, что и купеческий, однако может варьироваться из-за "этнографического" любопытства художника к деталям непривычного костюма.
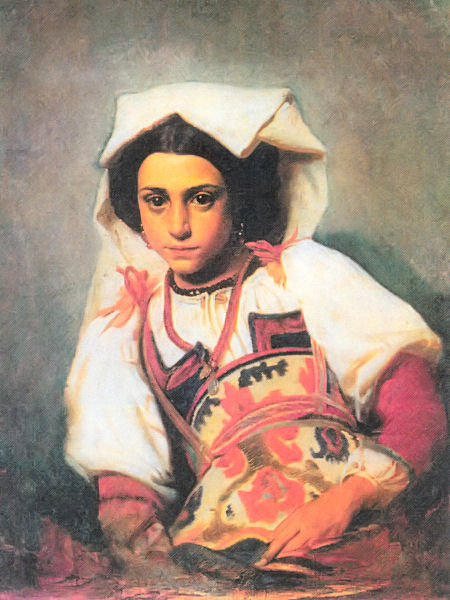
Во всем западном искусстве также распространены «девичьи головки», изображающие красивых девушек в национальных костюмах — испанок, итальянок, цыганок. Обычно это произведения эпохи романтизма. Часто они являются по жанру не портретами, а жанровыми картинами-типами.
Шутовской портрет, характерный для эпохи барокко, отличается аллегоричностью и сардоничным отношением модели к зрителю.

По характеру изображения:
- Парадный (репрезентативный) портрет — как правило, предполагает показ человека в полный рост (на коне, стоящим или сидящим). В парадном портрете фигура обычно даётся на архитектурном или пейзажном фоне; бо́льшая проработанность делает его близким к повествовательной картине, что подразумевает не только внушительные размеры, но и индивидуальный образный строй. В зависимости от атрибутов парадный портрет бывает:
  - коронационный (реже встречается тронный);
  - конный
  - в образе полководца (военный).

Охотничий портрет примыкает к парадному, но может быть и камерным.
- Полупарадный — обладает той же концепцией, что и парадный портрет, но имеет обычно поясной или поколенный срез и достаточно развитые аксессуары
- Камерный портрет — используется поясное, погрудное, оплечное изображение. Фигура зачастую даётся на нейтральном фоне.
  - Интимный портрет — является редкой разновидностью камерного с нейтральным фоном. Выражает доверительные отношения между художником и портретируемой особой.
  - Малоформатный и миниатюрный портреты, выполненные акварелью и тушью.

Тициан. «Император Карл V в сражении при Мюльберге». 1548. Парадный конный портрет императора в доспехах полководца на фоне пейзажа, где разворачивается битва, в которой он победил.
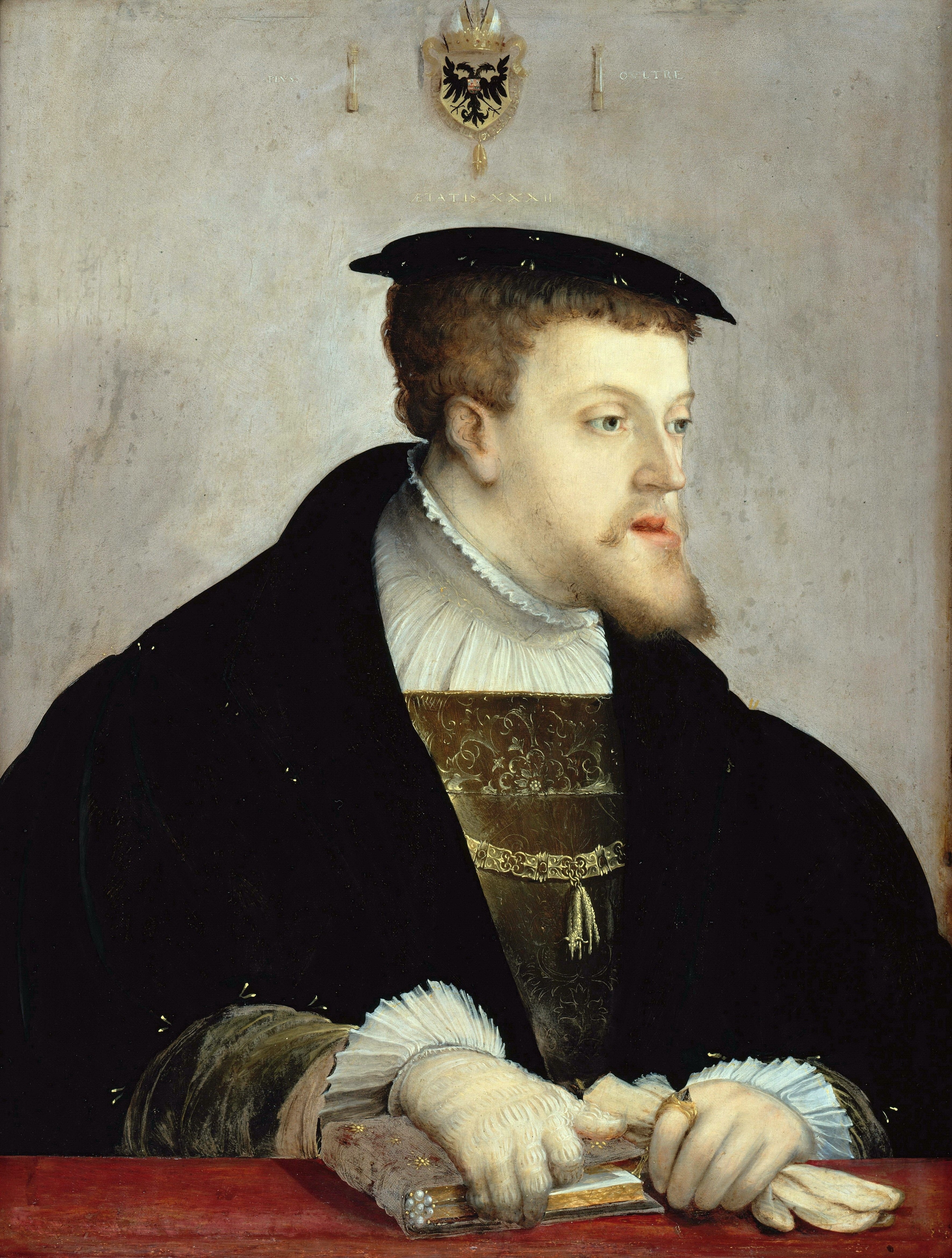
Христоф Амбергер. «Карл V в юности», до 1532. Практически камерный портрет, где монарх изображён почти как простой горожанин.
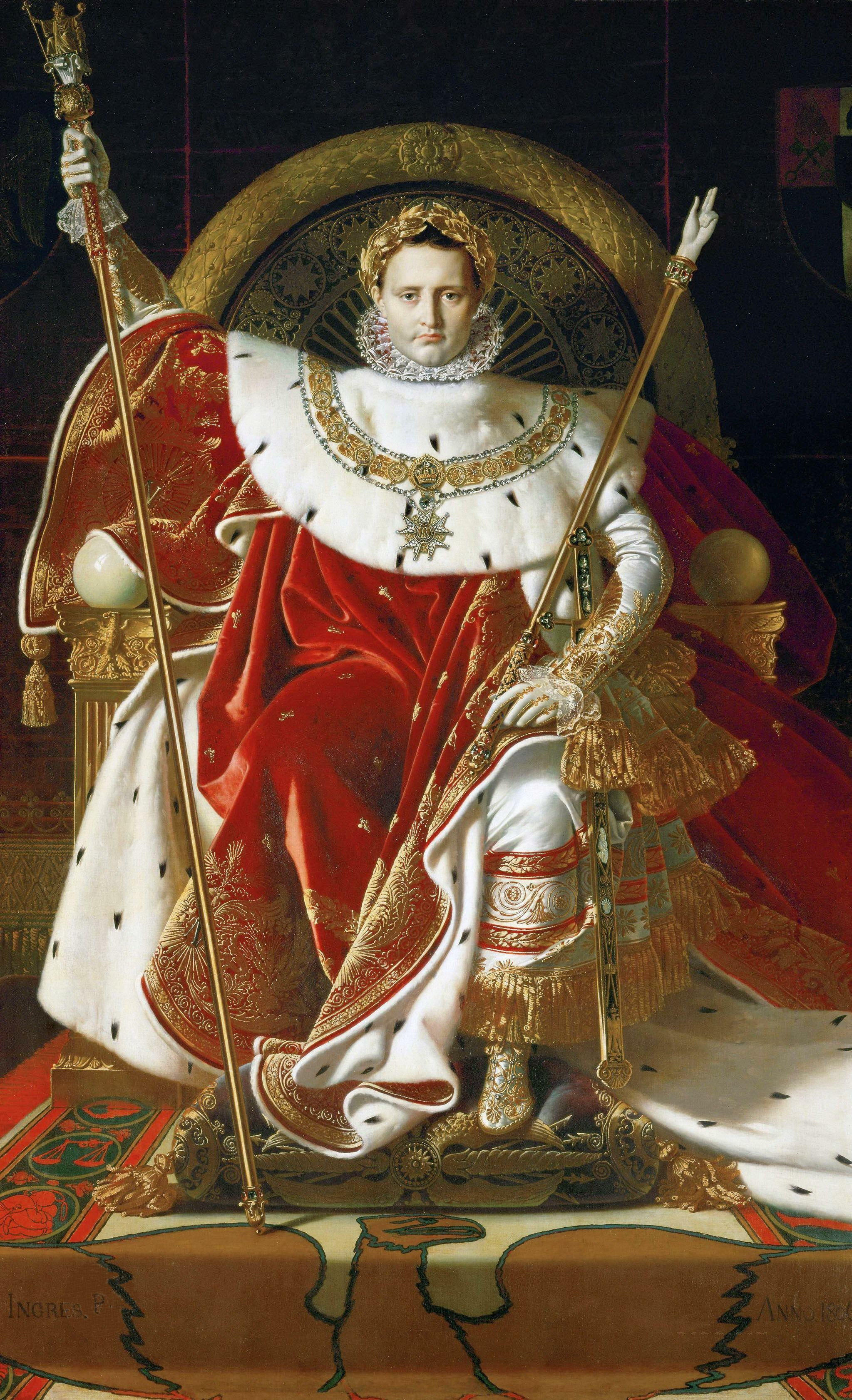
Энгр. «Наполеон на троне», 1804. Парадный тронный портрет Бонапарта в виде императора со всеми сопутствующими атрибутами.
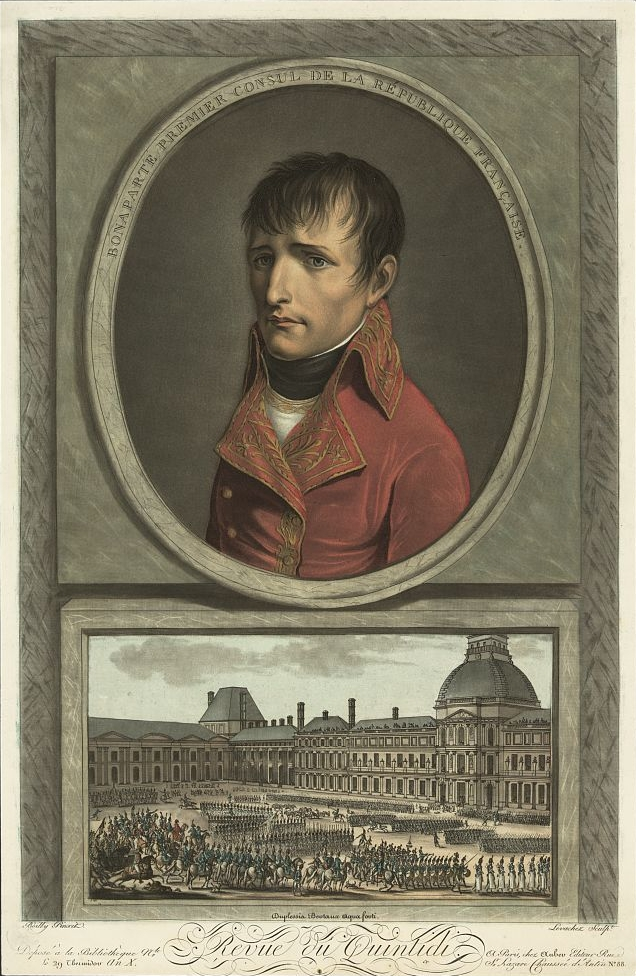
Л. Буилли. «Наполеон — первый консул», 1802. Умеренный, скромный портрет Бонапарта в гравюре.

На выбор концепции портрета при заказе (большой/маленький, роскошный/лаконичный, парадный/интимный) влияла его функция, задача, которую возлагал на него заказчик, поскольку подавляющее число портретов предназначалось не для музеев, а для быта, повседневной жизни. Если портрет был предназначен для того, чтобы украшать парадный интерьер, то в этом случае предуказанная полотну конкретная роль диктовала художнику не только его размер, но и живописно-пластические особенности, ведь портрету требовалось не затеряться среди роскоши, пышности архитектурно-декоративного оформления зала. Если портрет сразу предназначен для музея, художник более волен в своей работе, так как фон таких стен изначально нейтрален.

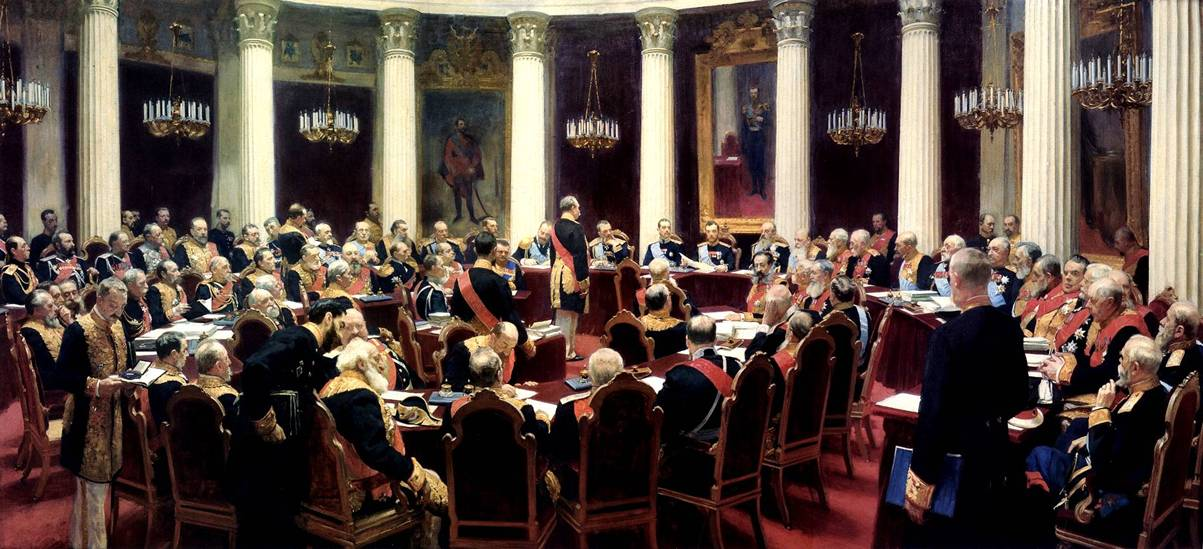
Илья Репин. Групповой портрет «Торжественное заседание Государственного совета» был предназначен для зала петербургского Мариинского дворца,
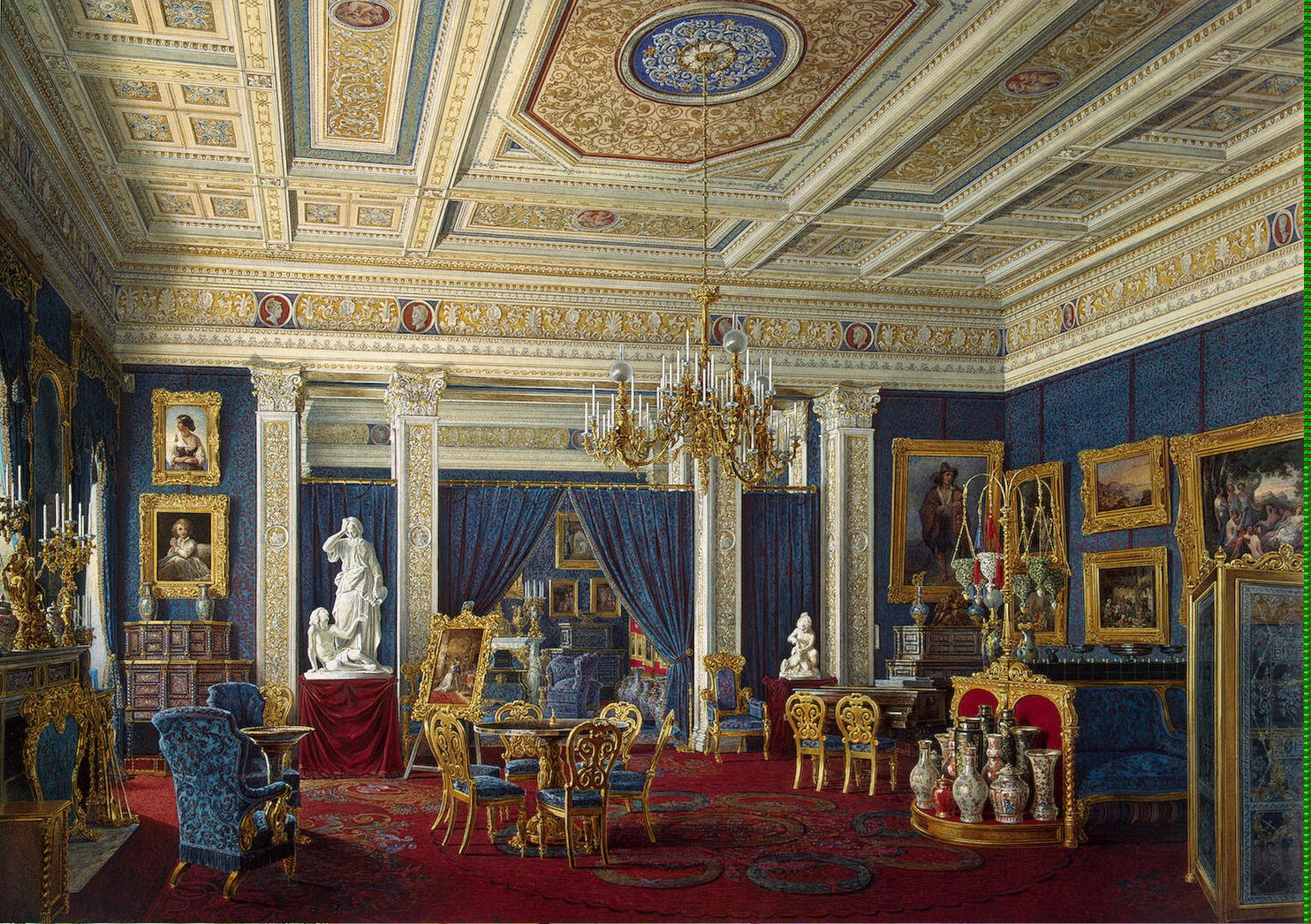
интерьеры которого отличаются чрезвычайной роскошью, и «скромный» бы портрет на их фоне терялся.
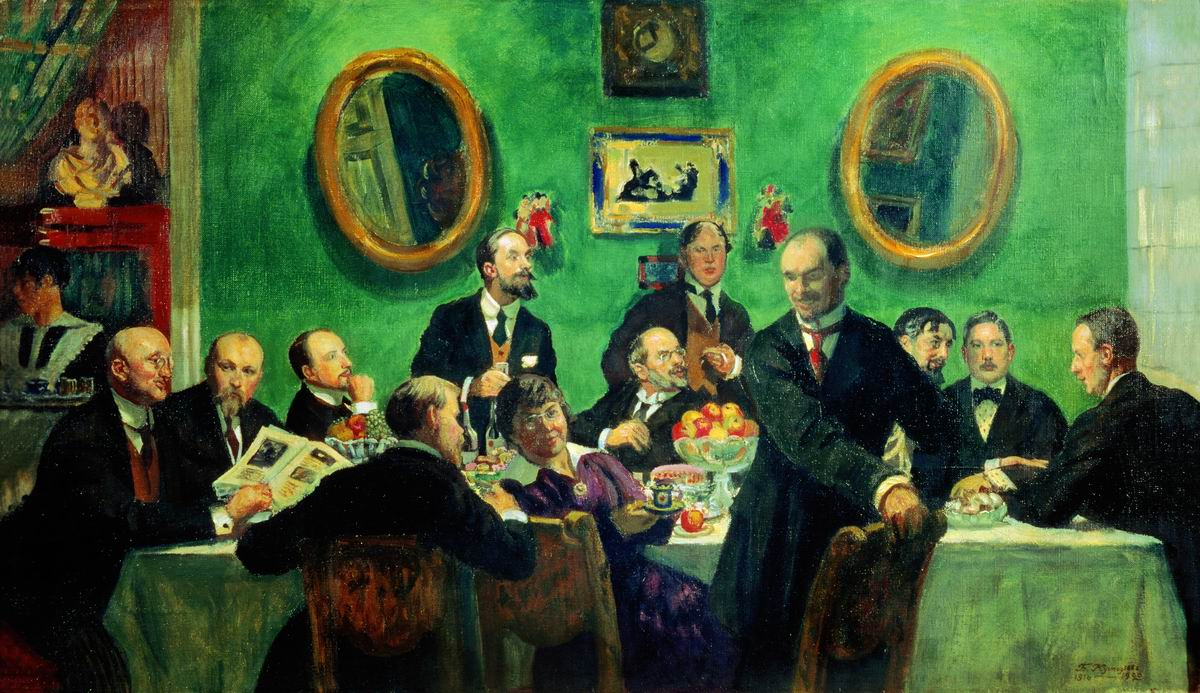
Борис Кустодиев. «Групповой портрет художников „Мира искусства“» (эскиз) изначально заказывался для Третьяковской галереи.
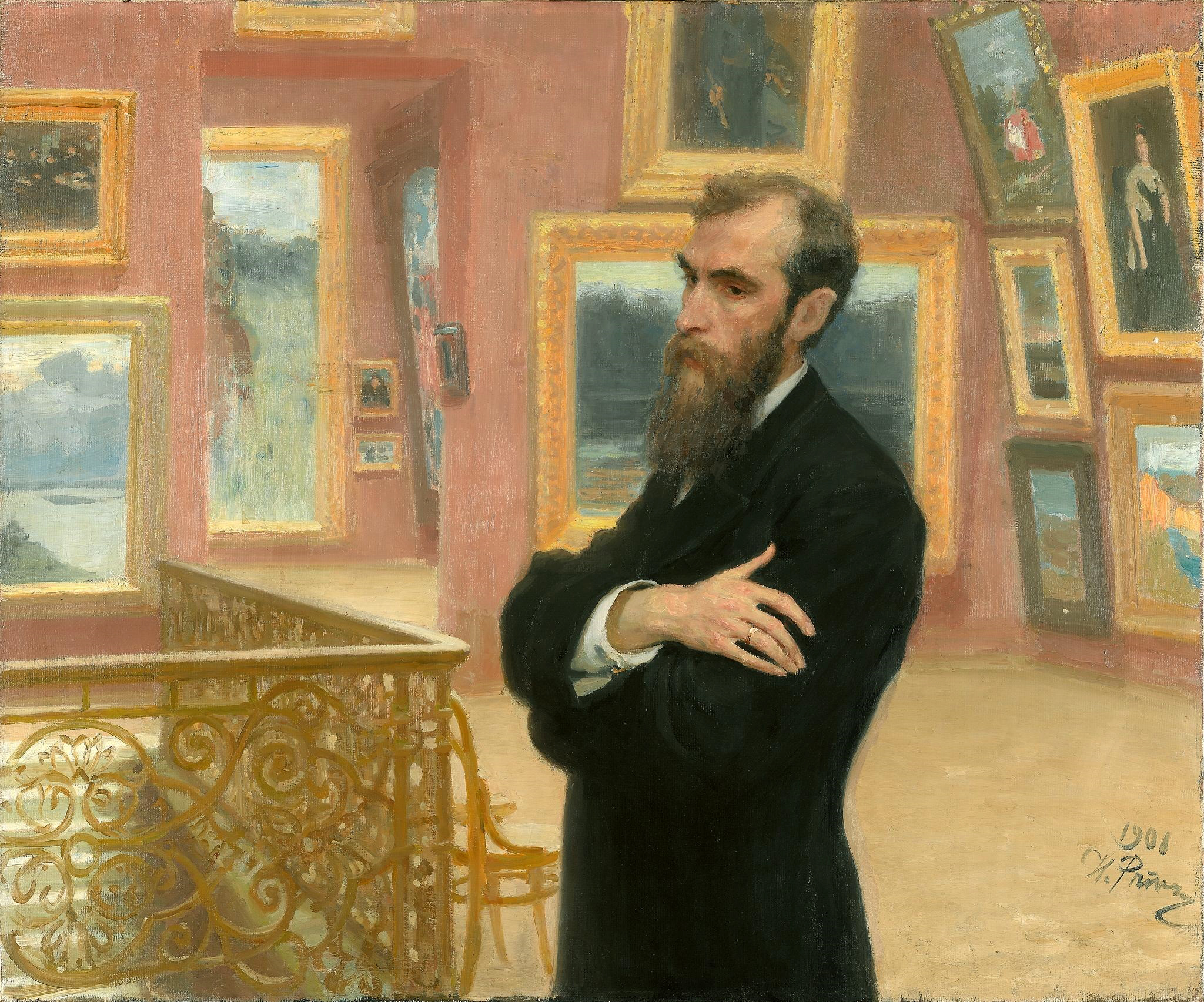
Илья Репин. «Портрет Павла Третьякова». Меценат изображён на фоне стен свой галереи — интерьер нейтральный

Кроме этого, на восприятие портрета (как и любой картины) играет его оформление — тонкое паспарту, широкая позолоченная рама и т. п.

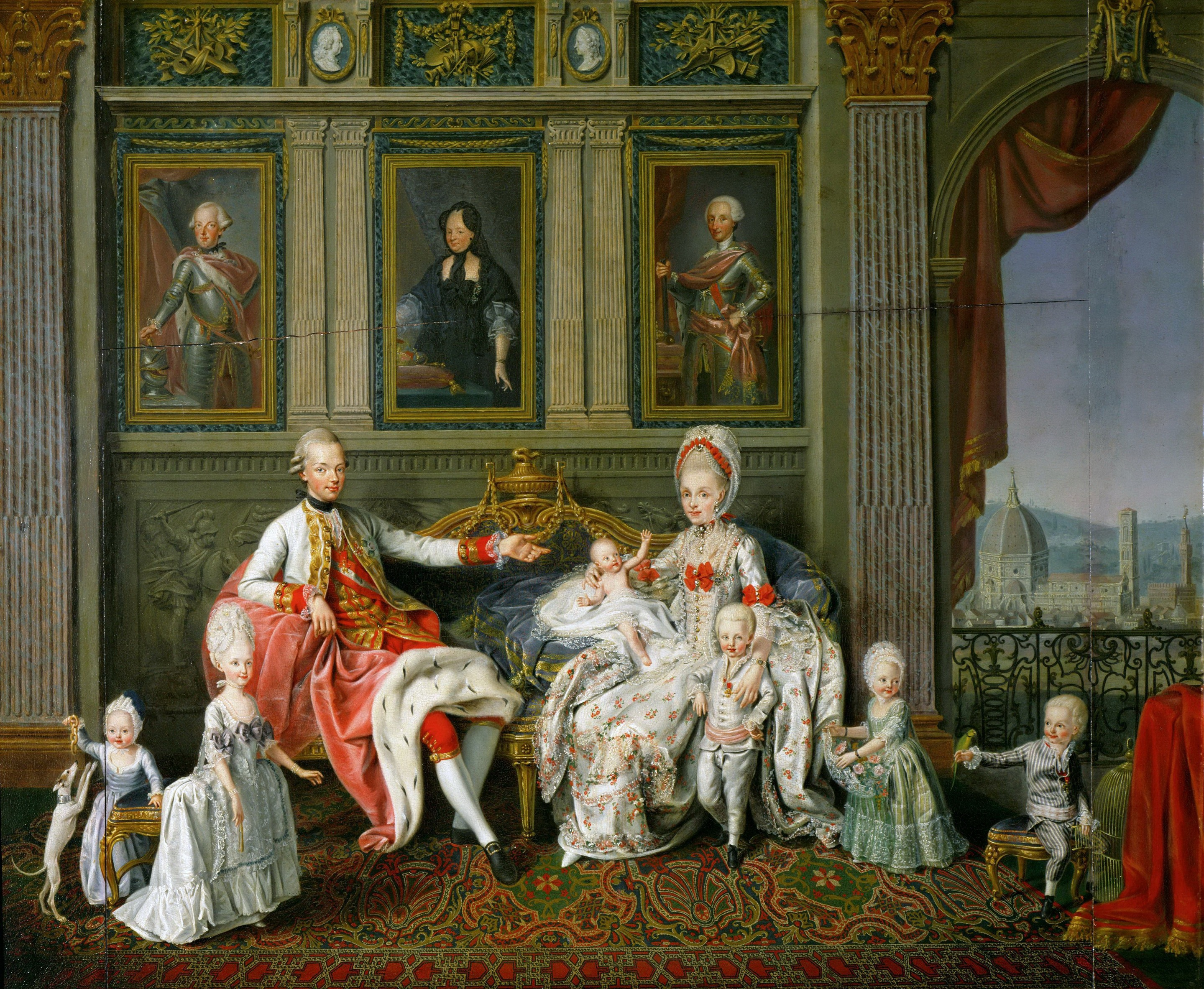
Венцеслав Верлин. «Портрет императора Леопольда II с семьёй». Стены украшают портреты предков, интерьер под которые создан специально.
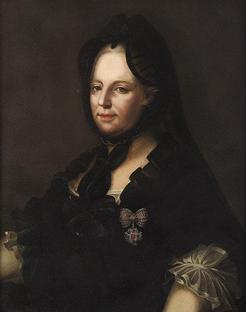
Неизвестный художник. «Портрет императрицы Марии-Терезии», матери Леопольда II. Приблизительно такой же портрет написан на фоне предыдущего группового портрета.
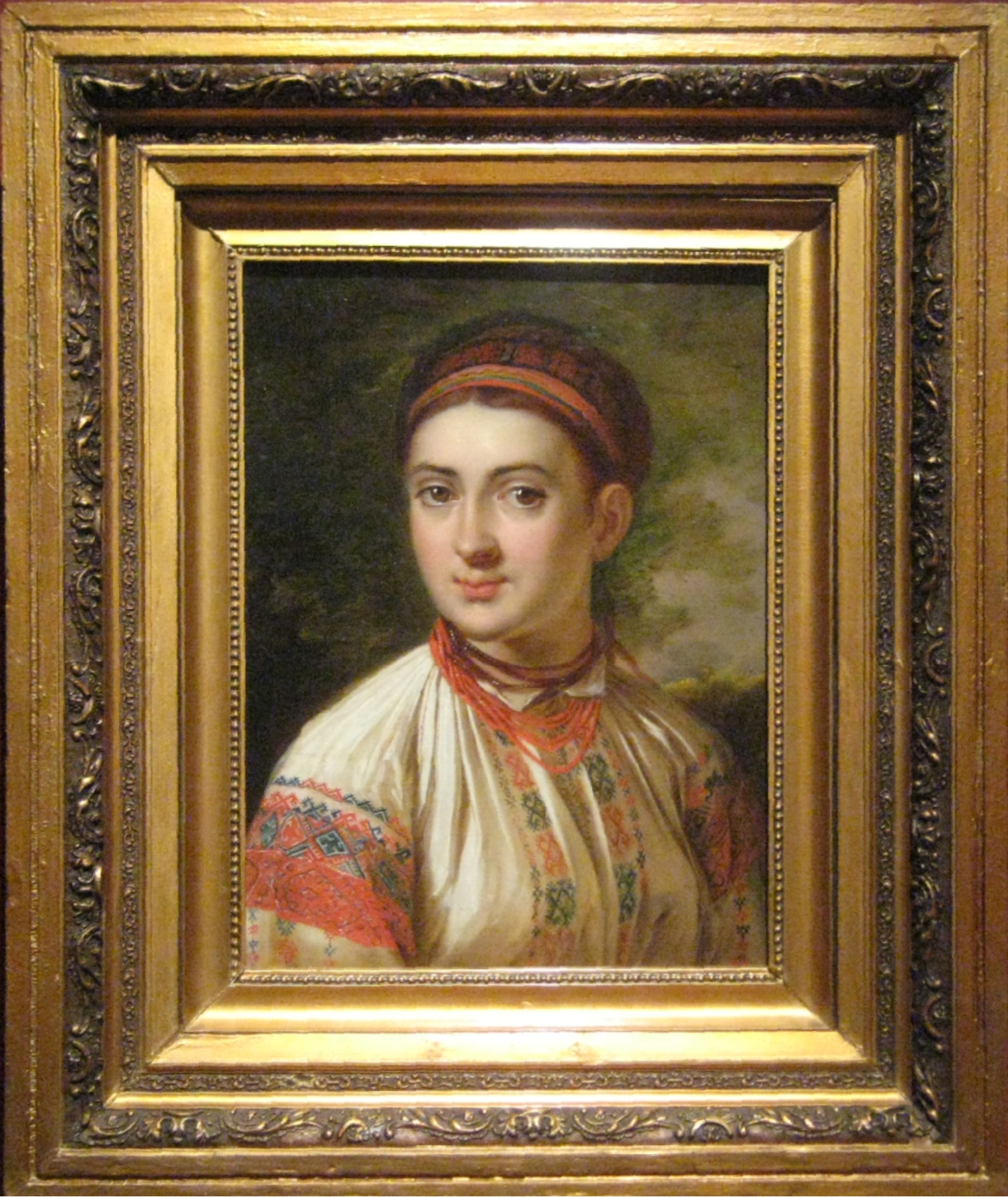
«Портрет крестьянки» Тропинина в золочёной раме.
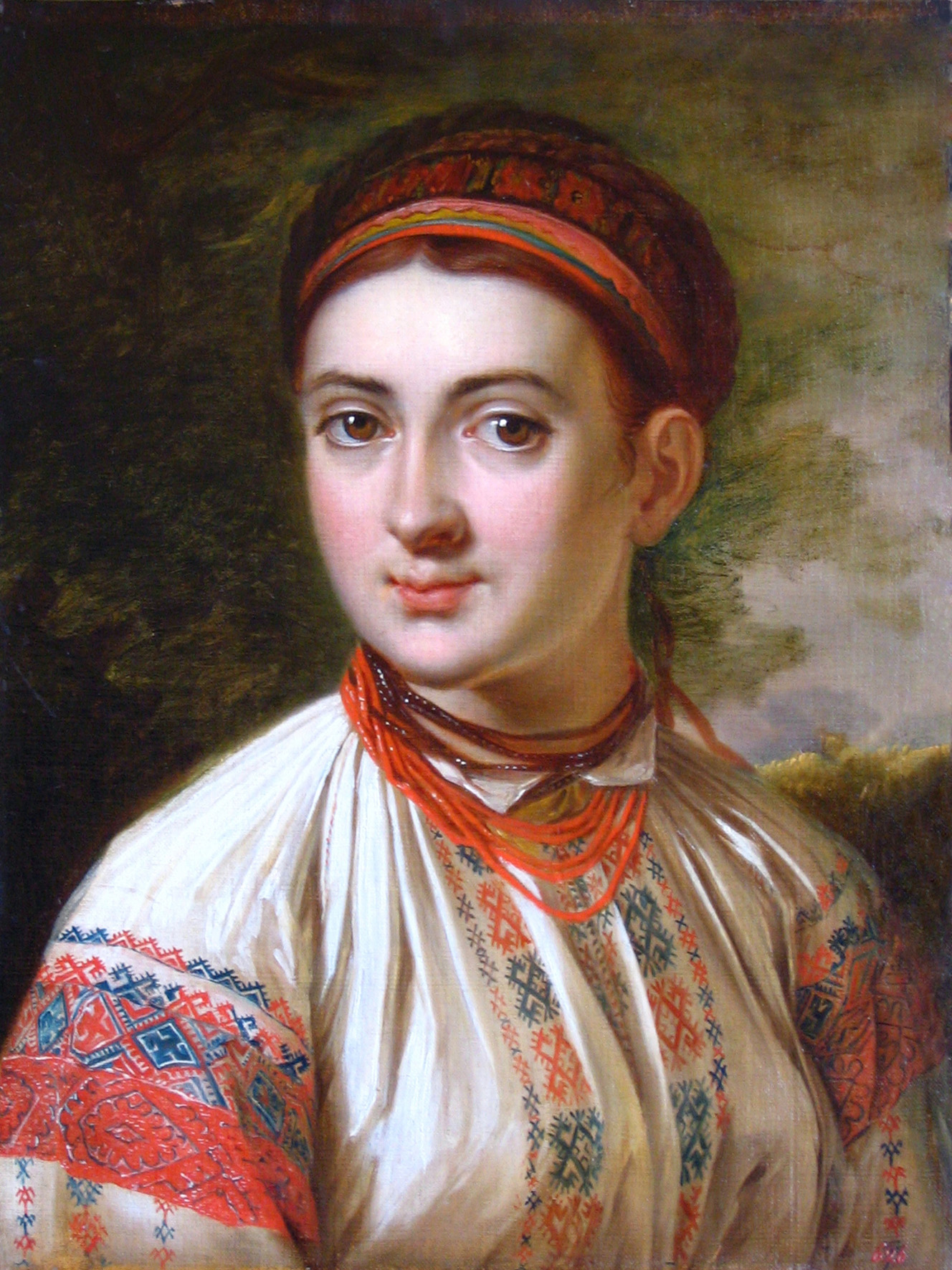
«Портрет крестьянки» Тропинина без золочёной рамы.

#### Фон и атрибуты

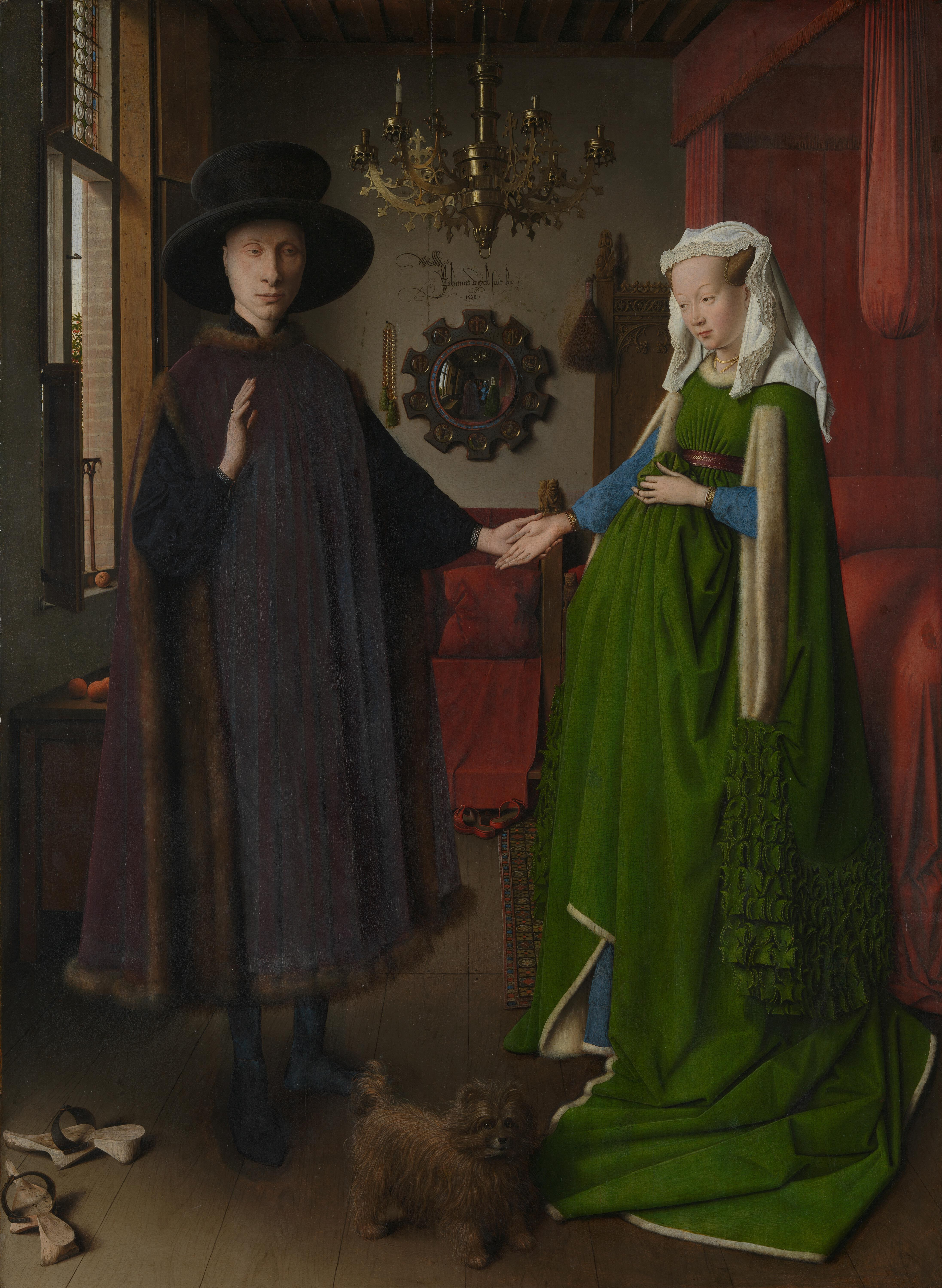
«Портрет четы Арнольфини» наполнен огромным количеством атрибутов, что позволяет выдвигать множество версий его значения

Использование символических элементов — атрибутов, помещённых вокруг персонажа (включая знаки, домашние объекты, животных и растения) часто встречалось в портрете (особенно до наступления эпохи реализма). Атрибуты выполняли функцию подсказок, создавали подтекст, определяющий моральный, религиозный или профессиональный статус модели. «Наиболее упрощённый способ внутренней характеристики изображаемого на портрете лица создавался введением на полотно деталей определённого антуража (например, изображение полководца на фоне битвы) и очень скоро превратился в слишком легко распознаваемый код», пишет Ю. Лотман. Каждый из поджанров портрета чётко определяется по атрибутам, написанным на полотне, а также по дополнительным признакам, — в частности, по такой, казалось бы, второстепенной детали, как фон.

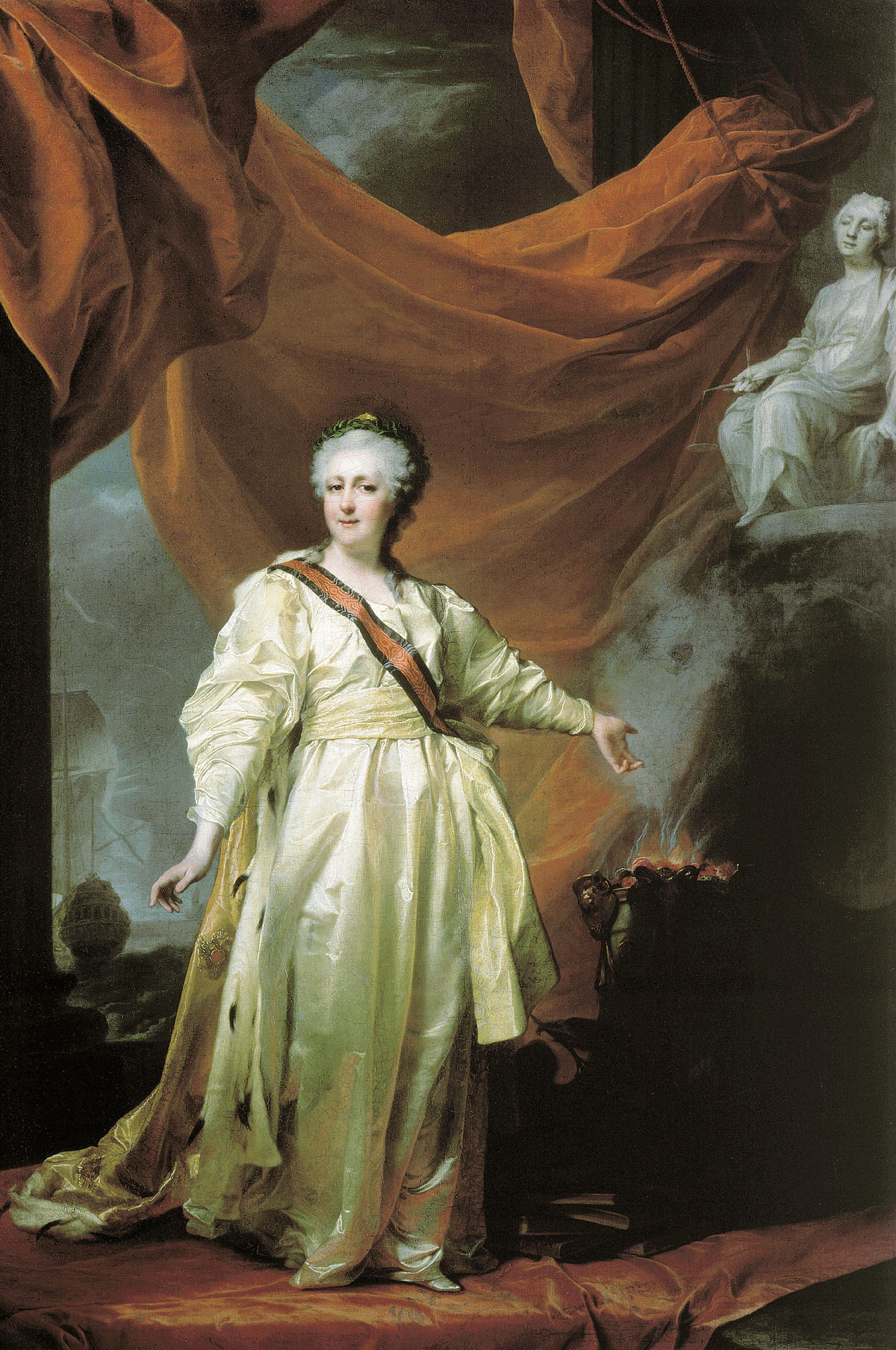
Дмитрий Левицкий. «Портрет Екатерины II в виде законодательницы в храме богини Правосудия» — пример парадного барочного полотна с колонной, драпировкой, ступенькой и бесконечным пространством фона. Статуя богини Правосудия является отражением собственно фигуры императрицы, правящей правосудно

Атрибуты, фон и костюм помогали отобразить весь диапазон качеств человека или его социальной группы. Для этого художник использовал определённый фон — сельский или городской пейзаж, роскошный интерьер, что позволяло ему предоставить информацию о характере модели, её образе жизни и обозначить её статус. Колонна и драпировка — традиционные атрибуты парадного портрета. Иногда дополнительно используется ступенька на первом плане (порой едва заметная), которая показывает, что модель находится в некой высшей сфере, отделённой от зрителя.
В портрете может быть изображена скульптура, скульптурный бюст — он становится атрибутом, с которым модель может вести незримый диалог. «В сопоставлении человека и скульптуры содержится намёк на духовную связь между ними. Скульптура — двойник, который может наделяться чертами конкретной личности, служит одновременно поводом для глубоких чувствований и размышлений самого разного порядка — от конкретных, касающихся данного персонажа, до судеб мироздания. (…) В данном контексте скульптурный „кумир“, являясь отправной точкой размышлений, может рассматриваться и как своего рода материализация предмета переживаний, разъяснять и конкретизировать созданную живописными средствами обстановку».
Существуют также портреты на нейтральном сером или чёрном фоне — в них всё внимание зрителя сосредоточено исключительно на лице изображённого. В итальянской живописи переход от изображения человека на пейзажном фоне вместо нейтрального произошёл в 1470-е годы: от такой замены образ стал поэтичней, краски мягче, а композиция — пространственней и воздушней. Изображение человека на фоне неба вместо тёмного сразу придаёт ему иную эмоциональную окраску.

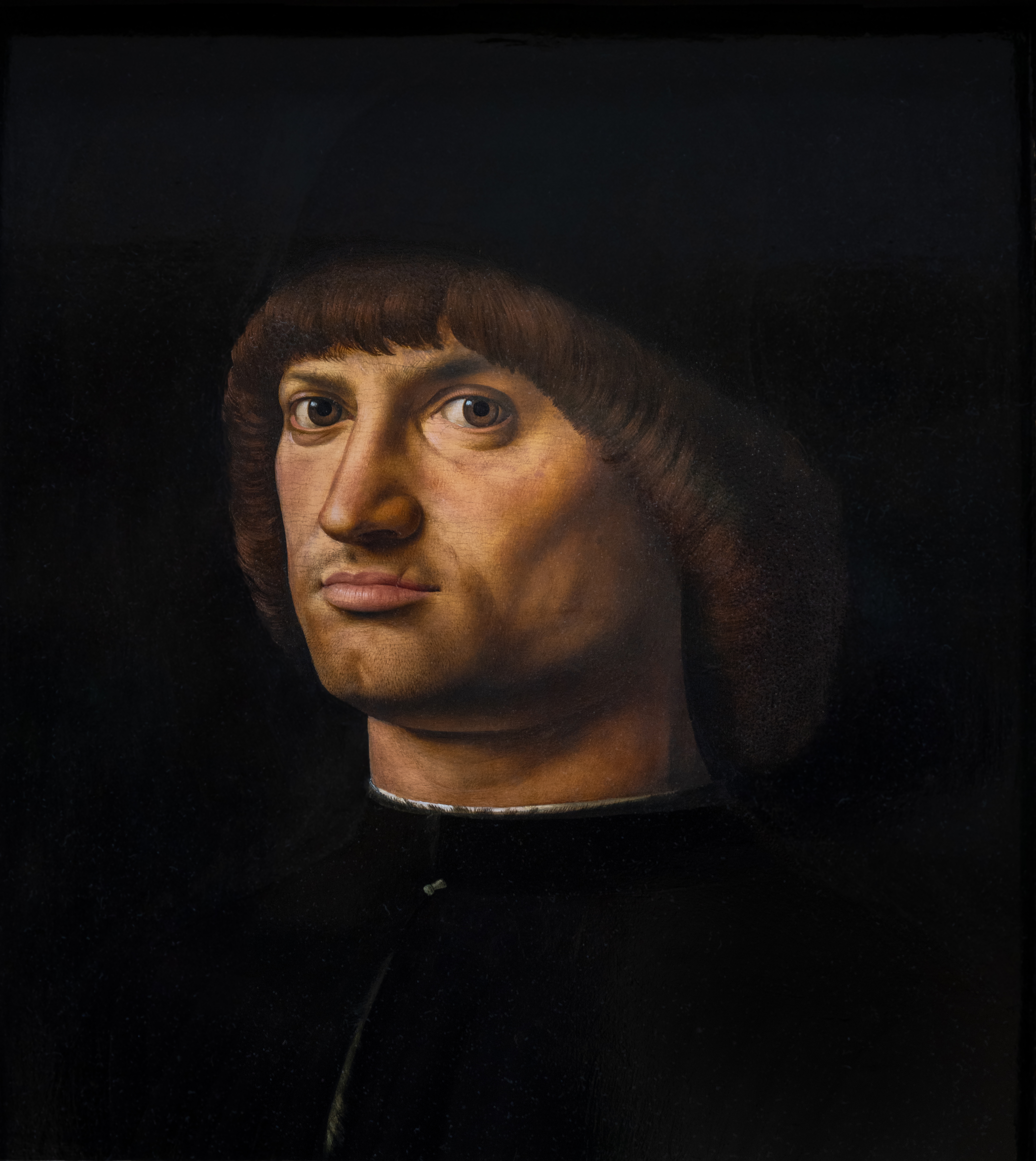
Антонелло да Мессина. «Кондотьер»
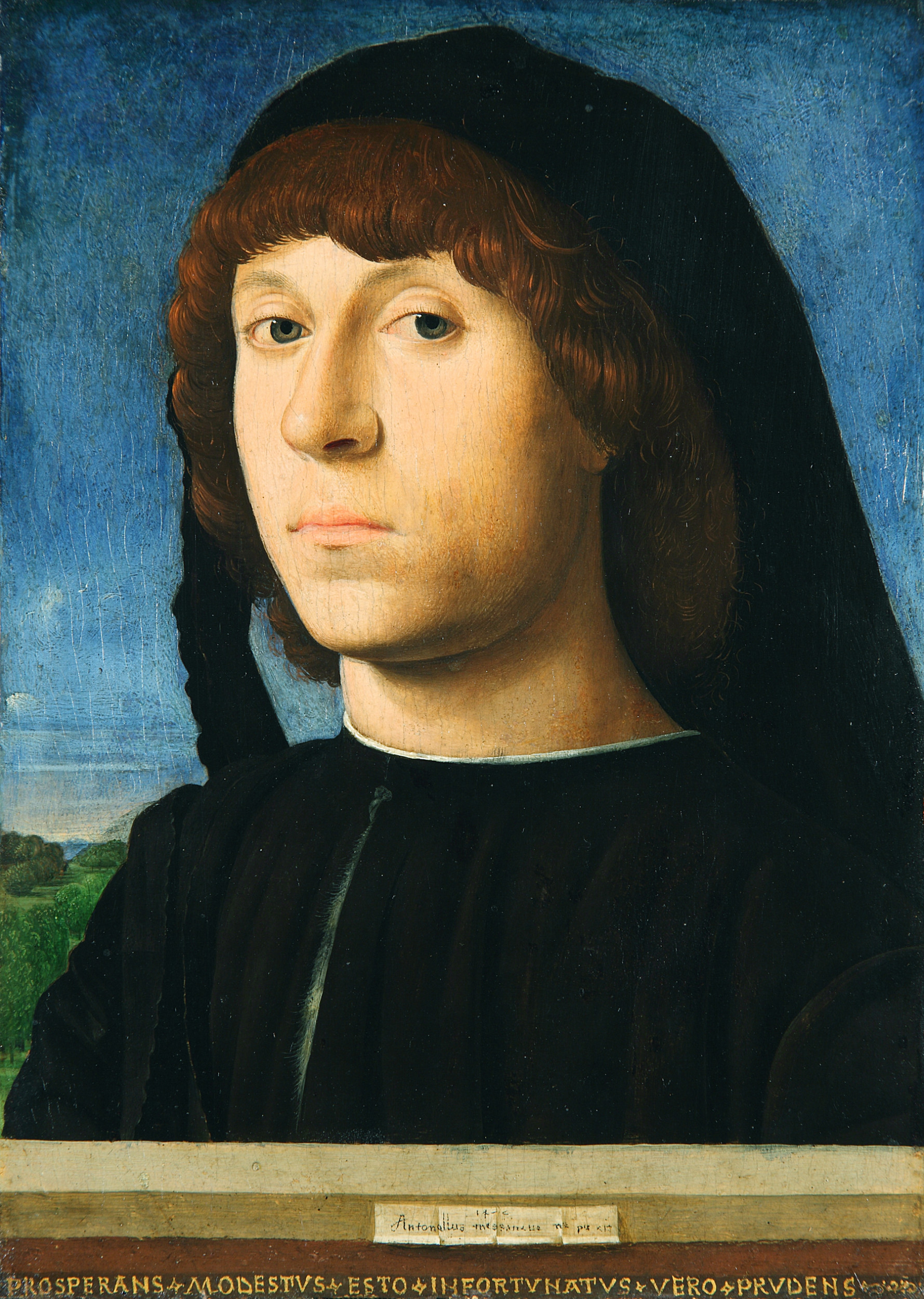
Антонелло да Мессина. «Портрет молодого человека»
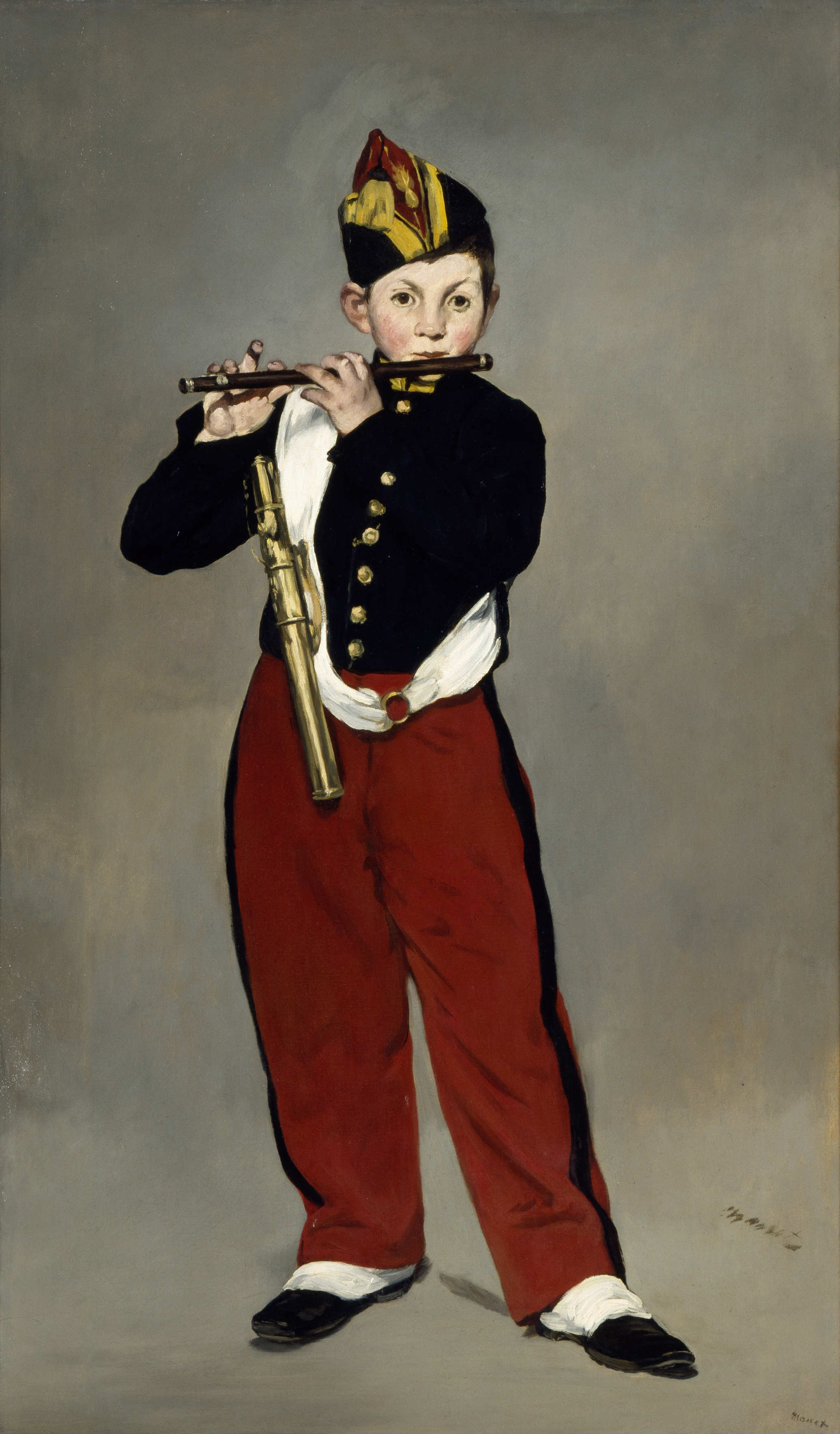
Эдуар Мане. «Флейтист»
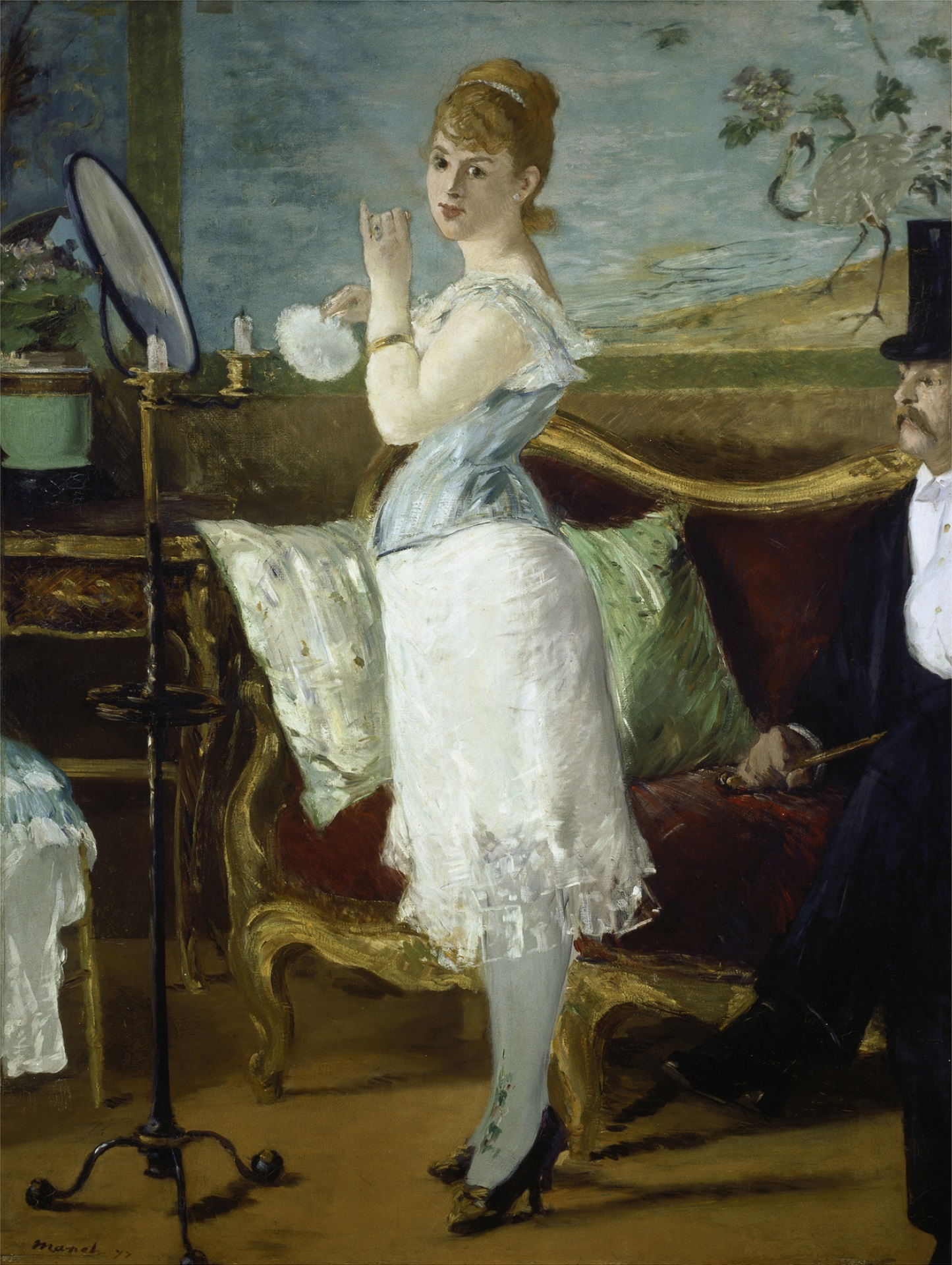
Эдуар Мане. «Нана»

Погрудный срез и затеснённость обрезом картины создаёт впечатление максимальной приближённости к зрителю, крупного плана. Нейтральный фон не отвлекает внимания от лица. Отсутствие жестов также сосредотачивает внимание на нём. Если фон глухой и непроницаемый тёмный, а голова трактована объёмной светотенью, возникает эффект «выталкивания» изображения в пространство зрителя. Фон позволяет обозначить пространство как абстрактное. В зрелом искусстве Нового Времени используется пространственное построение «снаружи», от зрителя — от одной поверхности к другой; для барокко характерен эффект бесконечности пространства, который создаётся тем, что пространственное построение идёт изнутри, навстречу к зрителю. В таком полотне пределы пространства картины не прочитываются в глубине и не совпадают с поверхностью холста (условной преградой между изображённым и реальным миром).

## Зрительная характеристика

### Техника
- графические (карандаш, акварель, гравюра)
- живописные (масло, темпера, гуашь)
- рельефные (например, на медалях и монетах)
- скульптурные
- фотопортреты

Техника, в которой выполнен портрет, является одним из важных факторов, влияющих на образ созданного портрета. В период Древней истории приоритет оставался за портретами, выполненными в камне. В период Возрождения на первый план вышли портреты, выполненные маслом, до настоящего момента сохраняющие первенство.
В Новое время портреты, выполненные более дешёвыми и менее трудозатратными средствами (сначала карандаш и акварель, затем гравюра, позже фотография), занимали нишу популярных и часто тиражируемых портретов, существуя параллельно с живописными. Скульптурные портреты в Новое время имеют мемориальную и памятную функцию и создаются реже живописных. Живописное средство влияет на восприятие портрета — невозможно выполнить торжественный парадный портрет в технике карандаша, а интимный жанр более удобен для миниатюры. Гравюра часто использовалась для тиражирования известных живописных портретов.

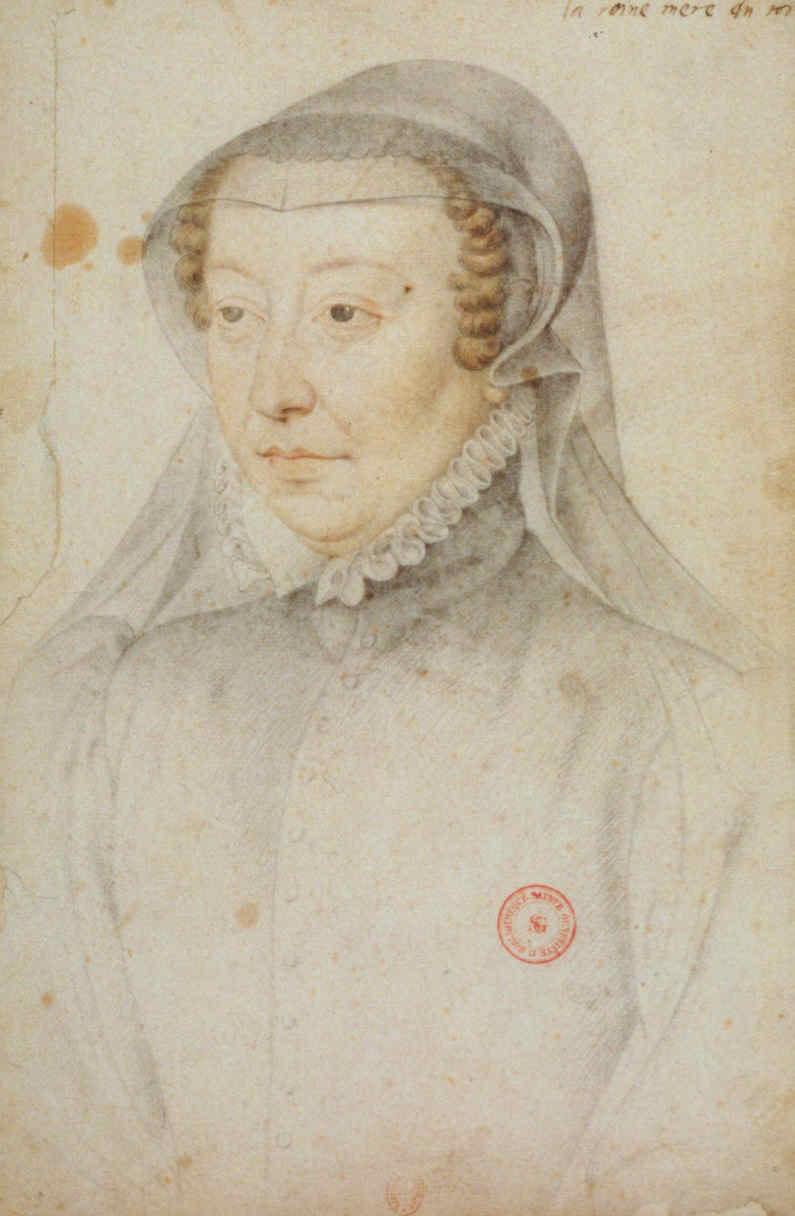
Карандаш: Франсуа Клуэ. «Портрет Екатерины Медичи», ок. 1560 года
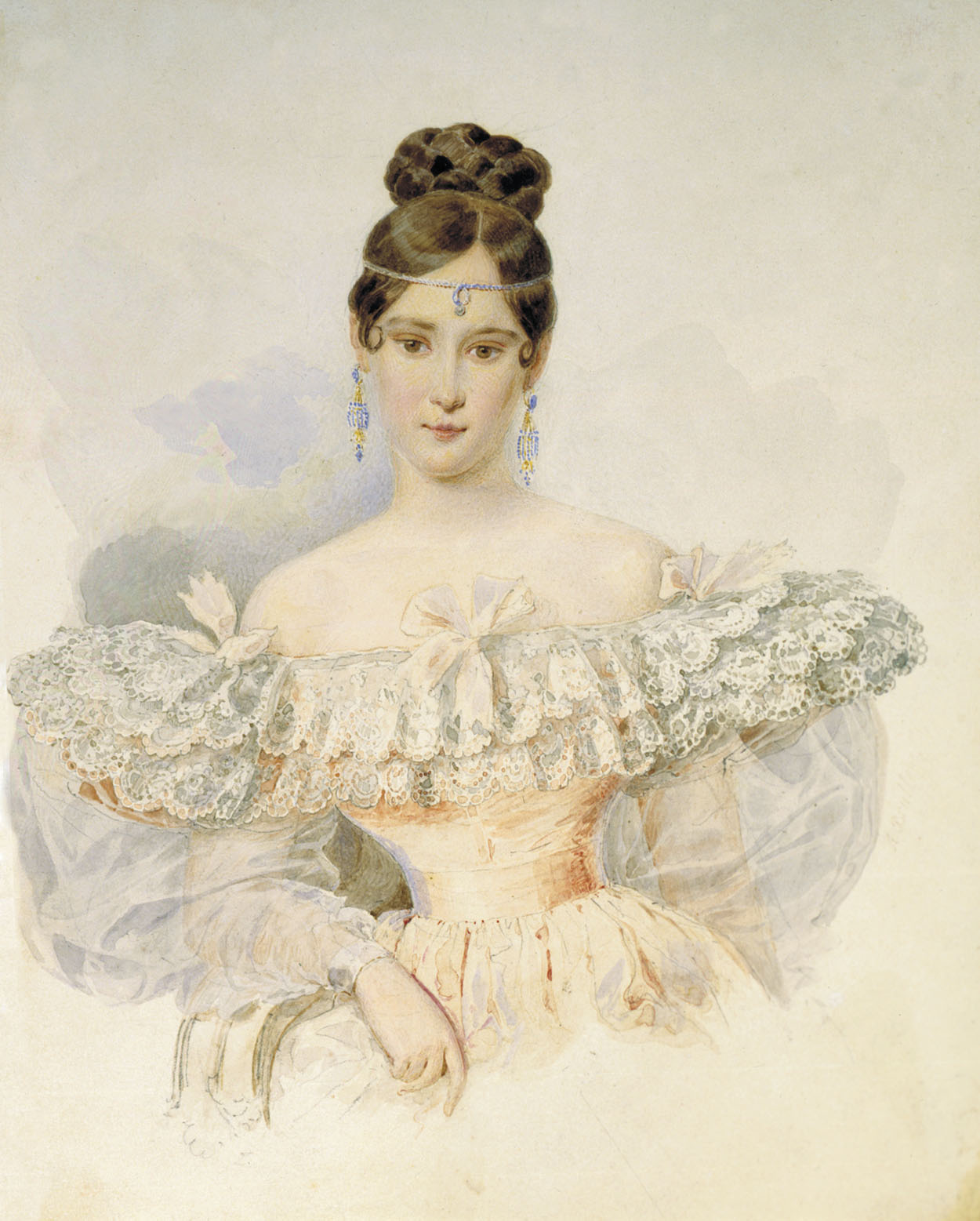
Акварель: Александр Брюллов. «Портрет Натальи Гончаровой», 1831 год
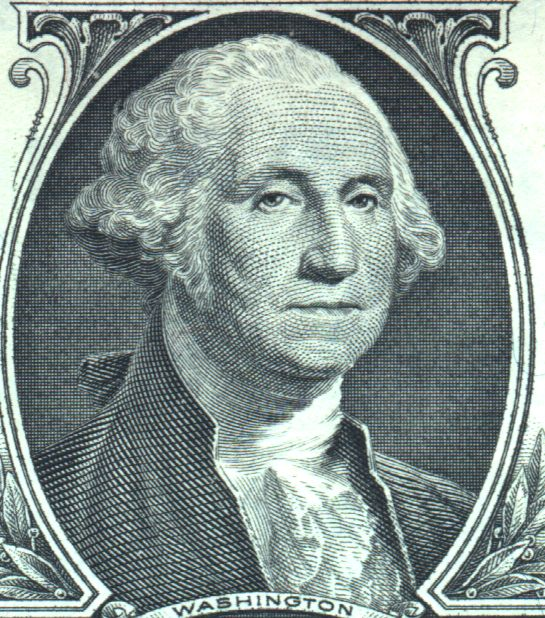
Гравюра: «Портрет Джорджа Вашингтона», фрагмент 1-долларовой купюры, 1863 год
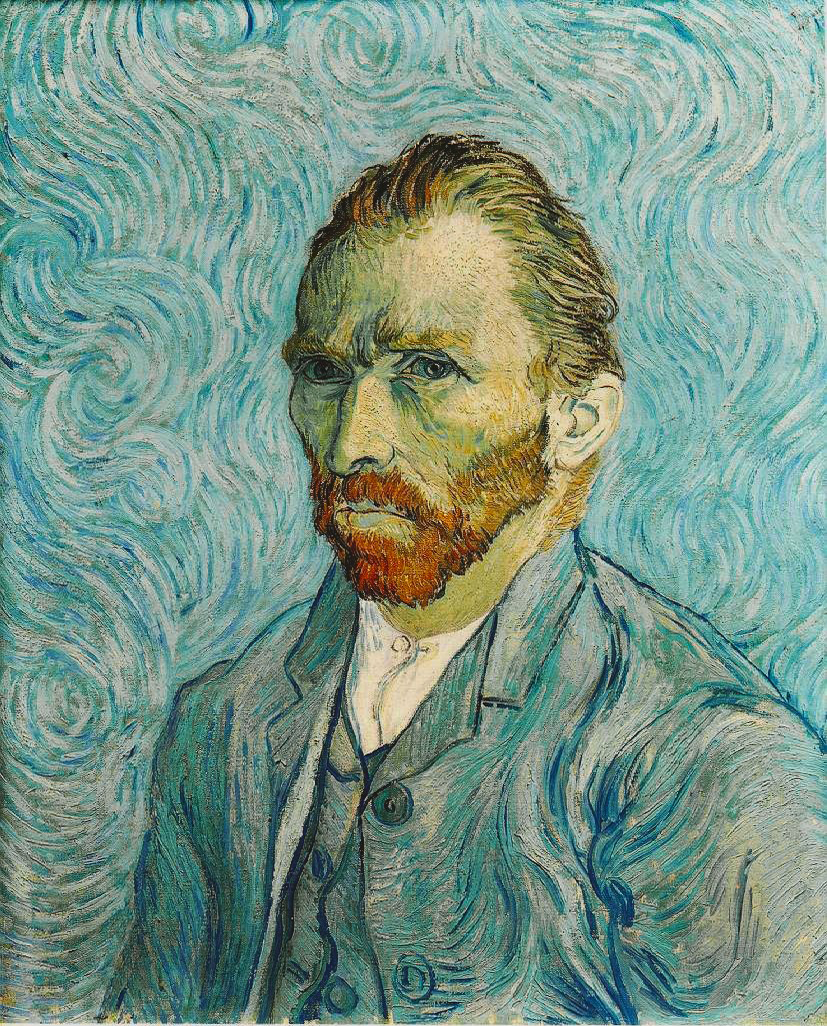
Масло: Ван Гог, «Автопортрет», 1889 год
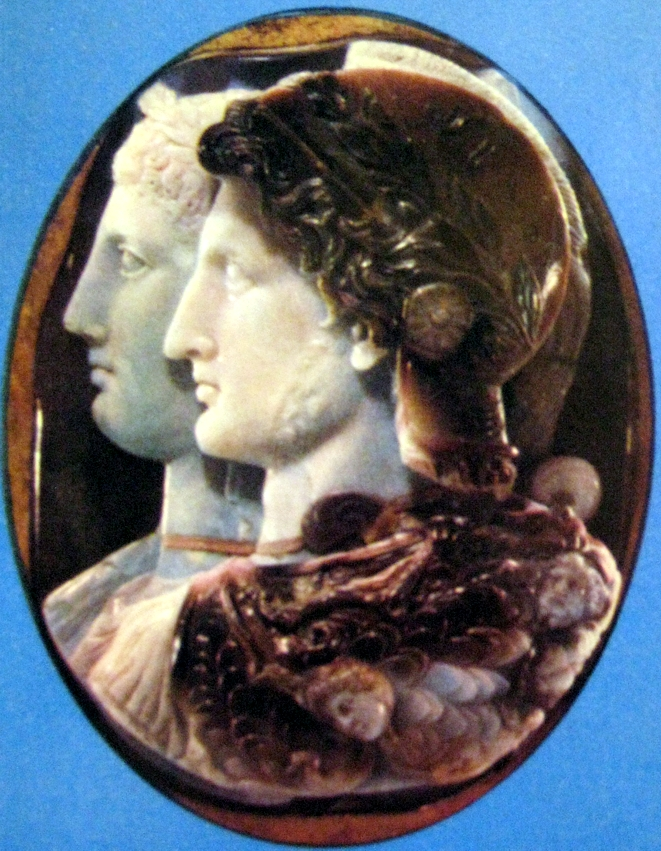
Рельеф: «Камея Гонзага», резьба по камню, III век до н. э.
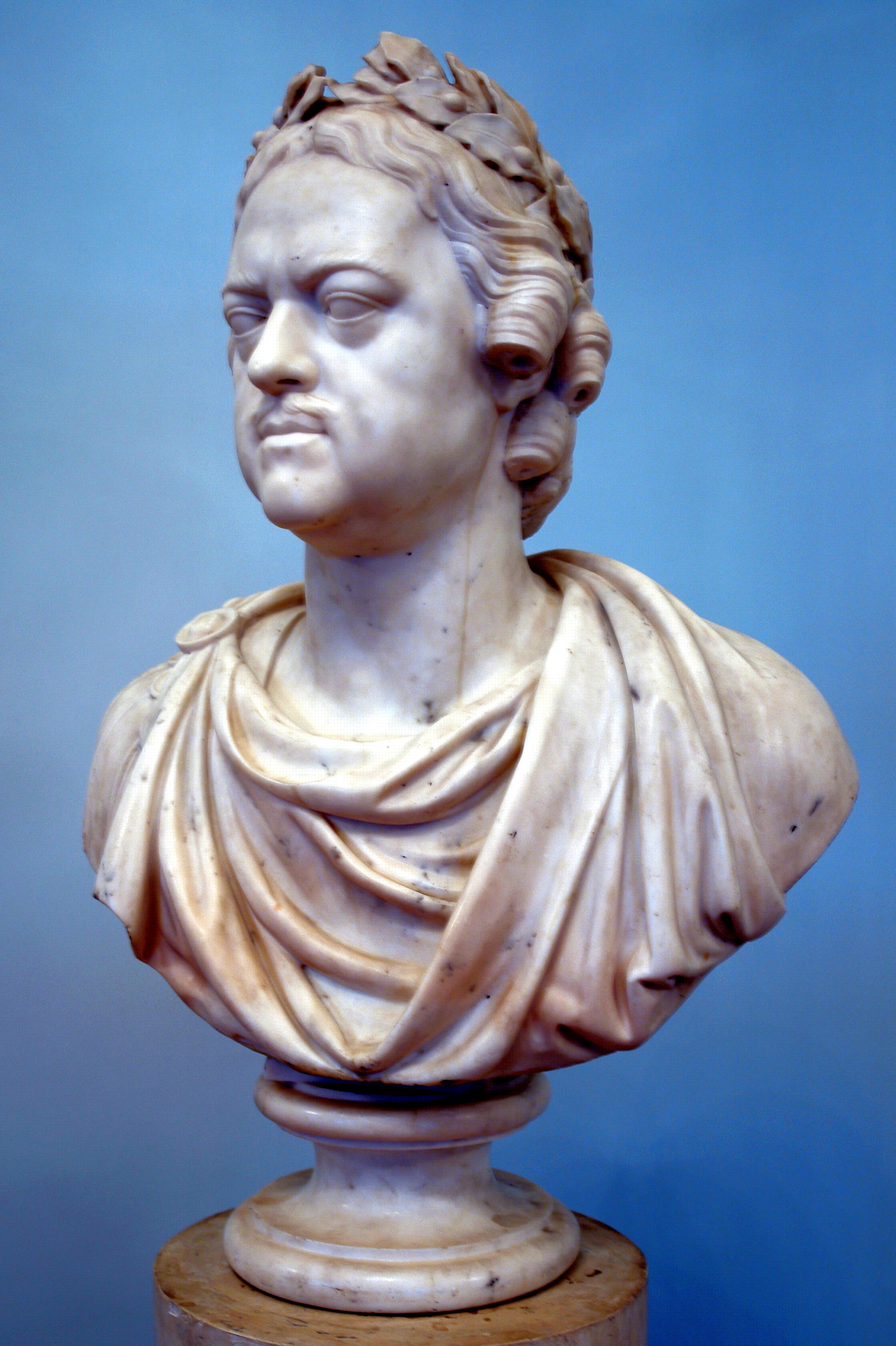
Скульптура: Неизвестный скульптор, «Портрет Петра Великого», XVIII век
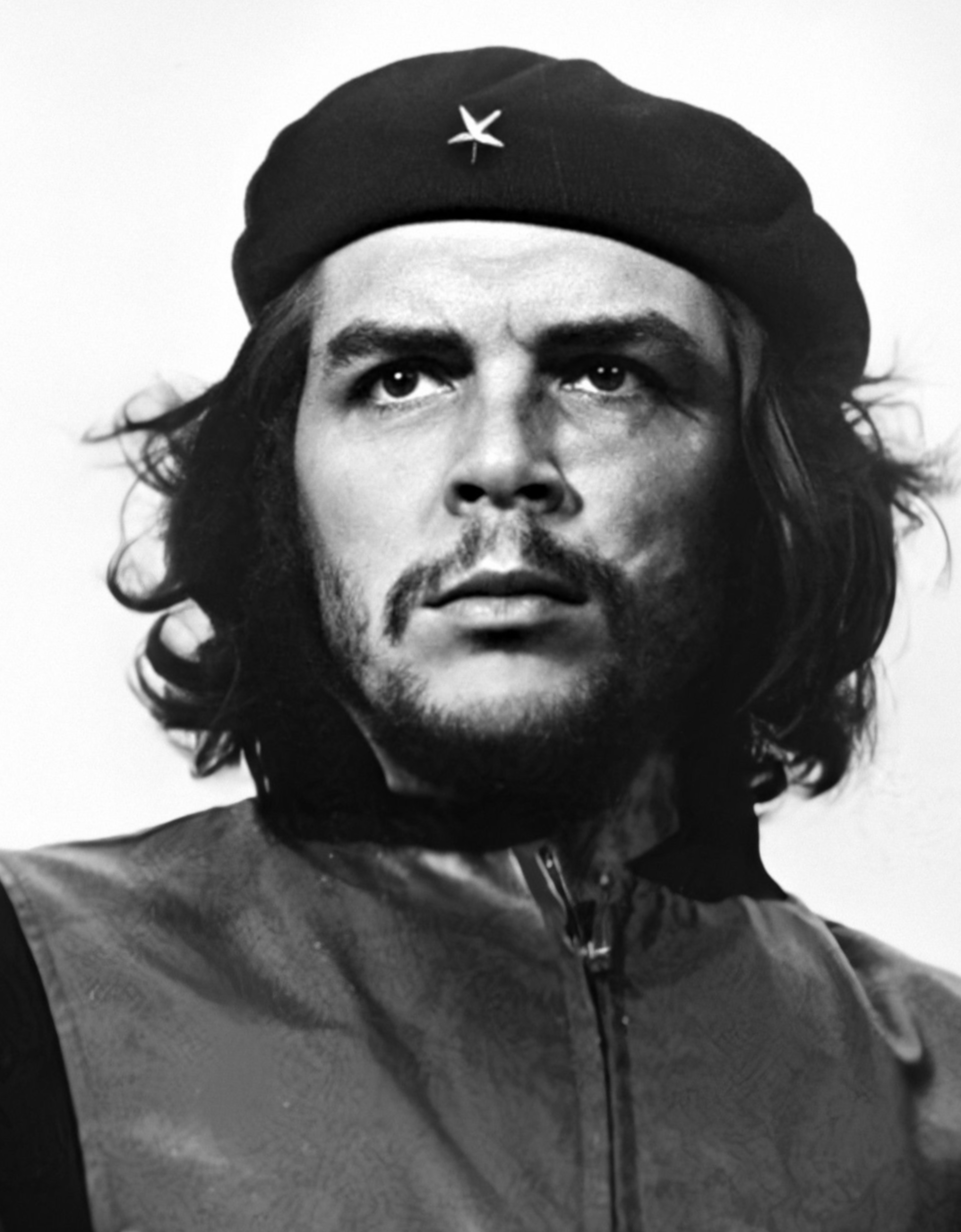
Фотопортрет: Альберто «Кордо» Гуттьеррес, «Портрет Че Гевары», 1960 год

#### Портрет по фотографии
|  |  |

Так называемые «портреты по фотографиям» не рассматриваются искусствоведами как настоящие портреты, поскольку без позирования написать по-настоящему ценное художественное произведение в жанре портрета невозможно. Так, Делакруа не относил к числу портретов портреты по репродукциям, поскольку к подобным изображениям примешивается выдумка и неверное истолкование. Обычно они представляют собой лишь механическое воспроизведение черт лица, без передачи характера модели.
Художественная ценность подобных произведений, в отличие от мемориальной, крайне низко оценивается искусствоведами. В передаче характера модели художникам приходится полагаться на работу другого человека — фотографа, работавшего до них; и их произведение безусловно оказывается вторичным. Главное достоинство подобного метода — более низкая цена и отсутствие затрат времени модели на позирование.
Вместе с тем многие рекламируемые в интернете портреты по фотографии часто пишутся цифровыми кистями и красками, а уже затем печатаются на холсте. В таких случаях после того, как заказчик присылает свою фотографию, цифровой художник запускает компьютерную программу по работе с изображениями и пишет портрет поверх фотографии. Развитие программного обеспечения в начале XXI века позволило художникам имитировать различные академические техники, такие как живопись, акварель и карандаш, а также создавать портреты в совершенно новых цифровых техниках. После создания цифрового портрета он печатается на холсте.

### Размер и количество изображённых

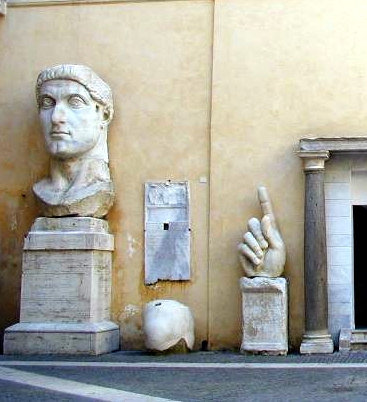
Фрагменты колоссального портрета императора Константина Великого: размер должен был подавлять подданного

Миниатюрные портреты

Важной характеристикой портрета, при восприятии его в реальности, а не с репродукции, является его размер. Так, полотна, созданные для показа в музее или для декорирования интерьеров, чрезвычайно отличаются от камерных портретов, которые клиент легко может унести с собой. Хороший художник должен принимать во внимание, для какого помещения будет предназначена его работа.
Типизация по размеру:
- Портретная миниатюра.
- Станковый портрет (картина, бюст, графический лист).
- Монументальный портрет (скульптурный монумент, фреска, мозаика).

По числу изображений на одном холсте, помимо обычного, выделяют двойной и групповой портреты. Парными (или pendant — пандан) называют портреты, написанные на разных холстах, если они согласованы между собой по композиции, формату и колориту. Чаще всего это портреты супругов. Любопытно, что женский портрет вообще на протяжении истории появился позже и был распространён меньше, что было связано, по-видимому, с незрелым уровнем женской эмансипации. С течением времени гендерная количественная разница постепенно сглаживается.

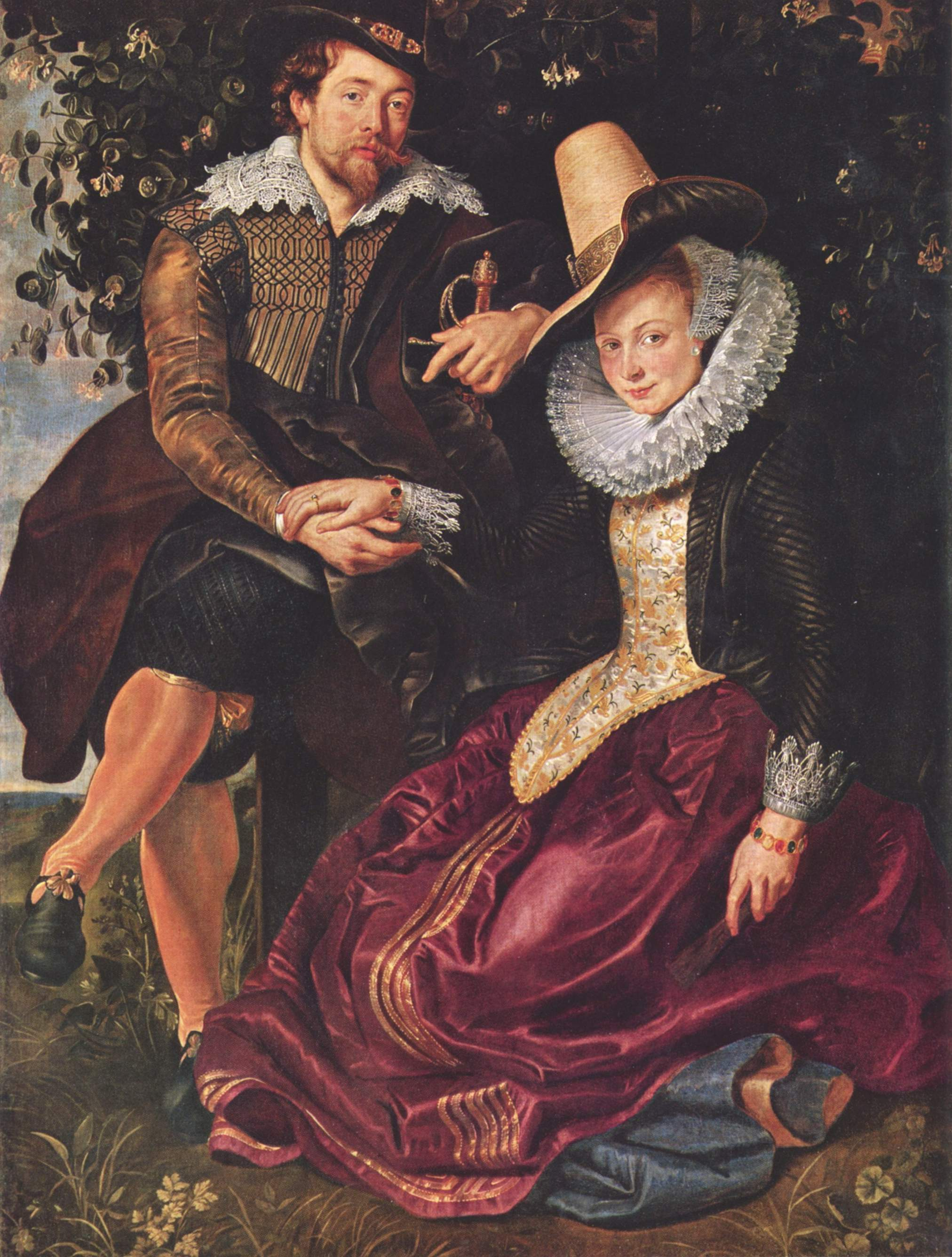
Двойной портрет: Рубенс. «Автопортрет с Изабеллой Брант»
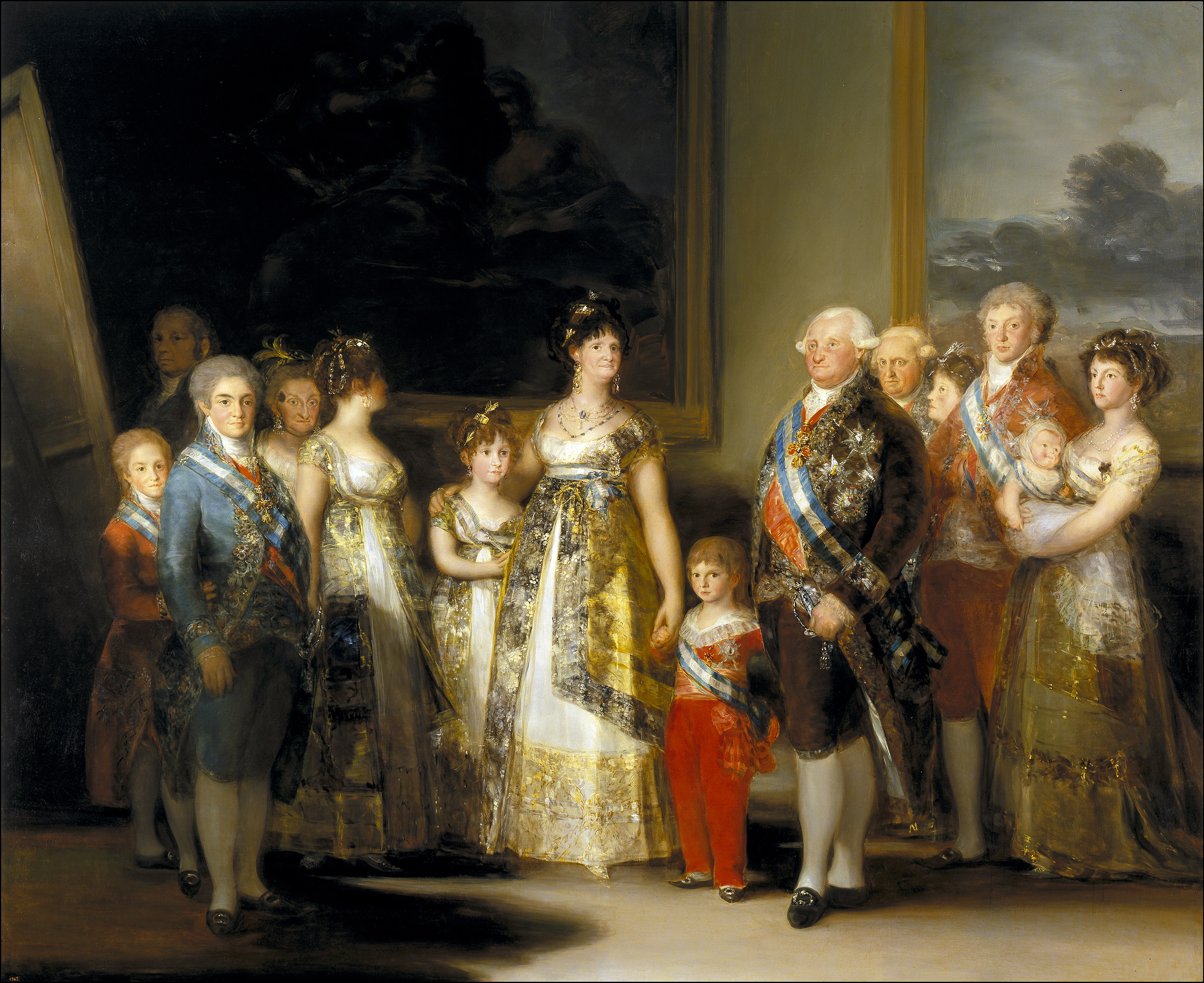
Групповой портрет: Гойя. «Портрет семьи Карлоса V».
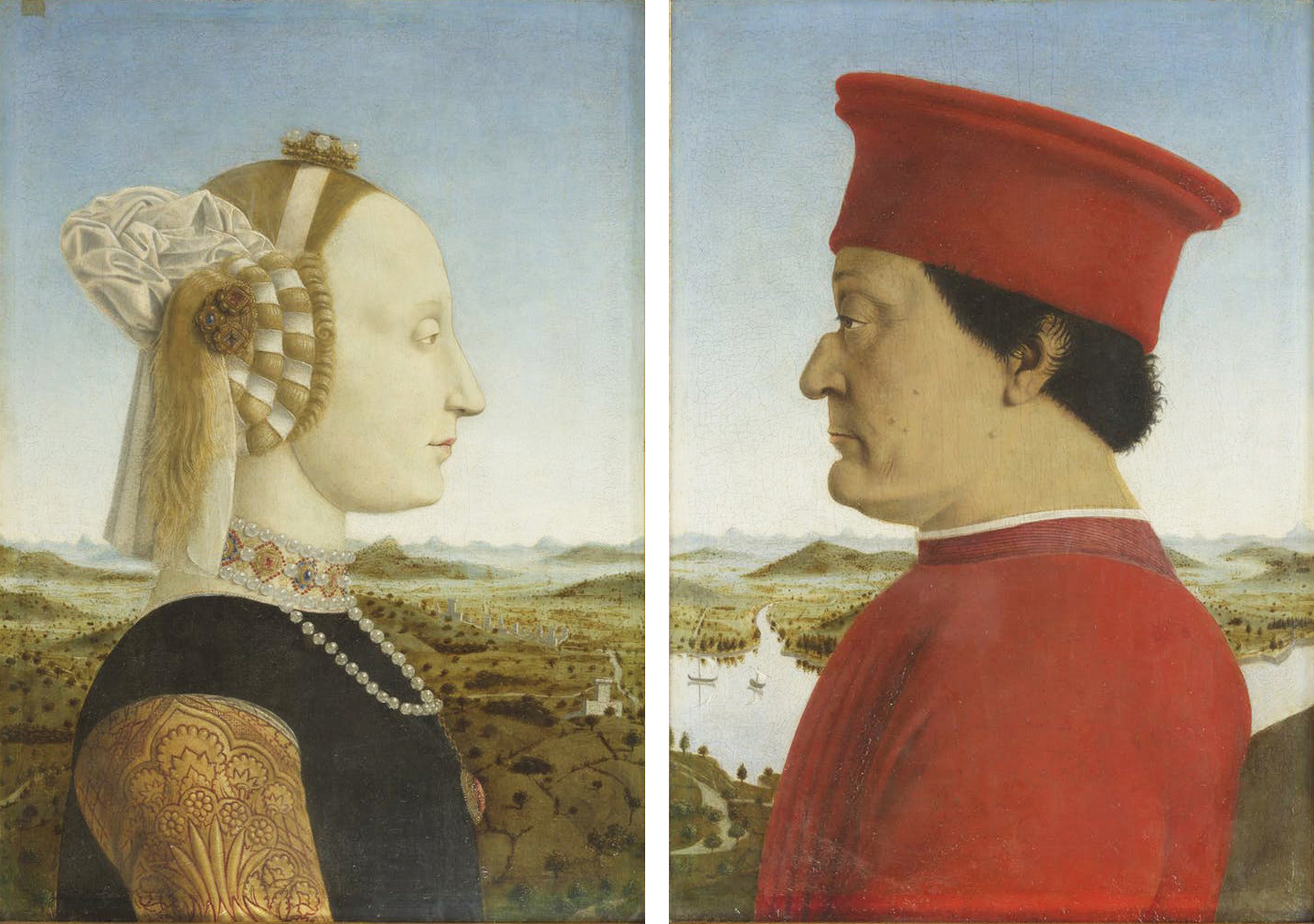
Парный портрет: Пьеро делла Франческа. «Герцог и герцогиня урбинские».

Нередко портреты образуют целые ансамбли — портретные галереи. Они изображают обычно представителей одного рода, включая здравствующих членов семьи и их предков. Портретные галереи иногда создаются по профессиональному, административному, семейному и другим признакам (например, галереи портретов членов корпорации, гильдии, офицеров полка и т. д.).
Типизация по форме:
- Прямоугольные.
  - Вертикальный формат — в случае одиночного портрета — самый популярный из форматов.
  - Горизонтальный формат — более характерен для группового портрета, редко используется в случае изображения одной модели.
- Квадратный (редко встречается).
- Овальный — появляется в развитой стадии портретного жанра. Будучи изысканным, усиливает декоративную функцию портрета[30].
- Круглый (т. н. тондо) — редко встречается.

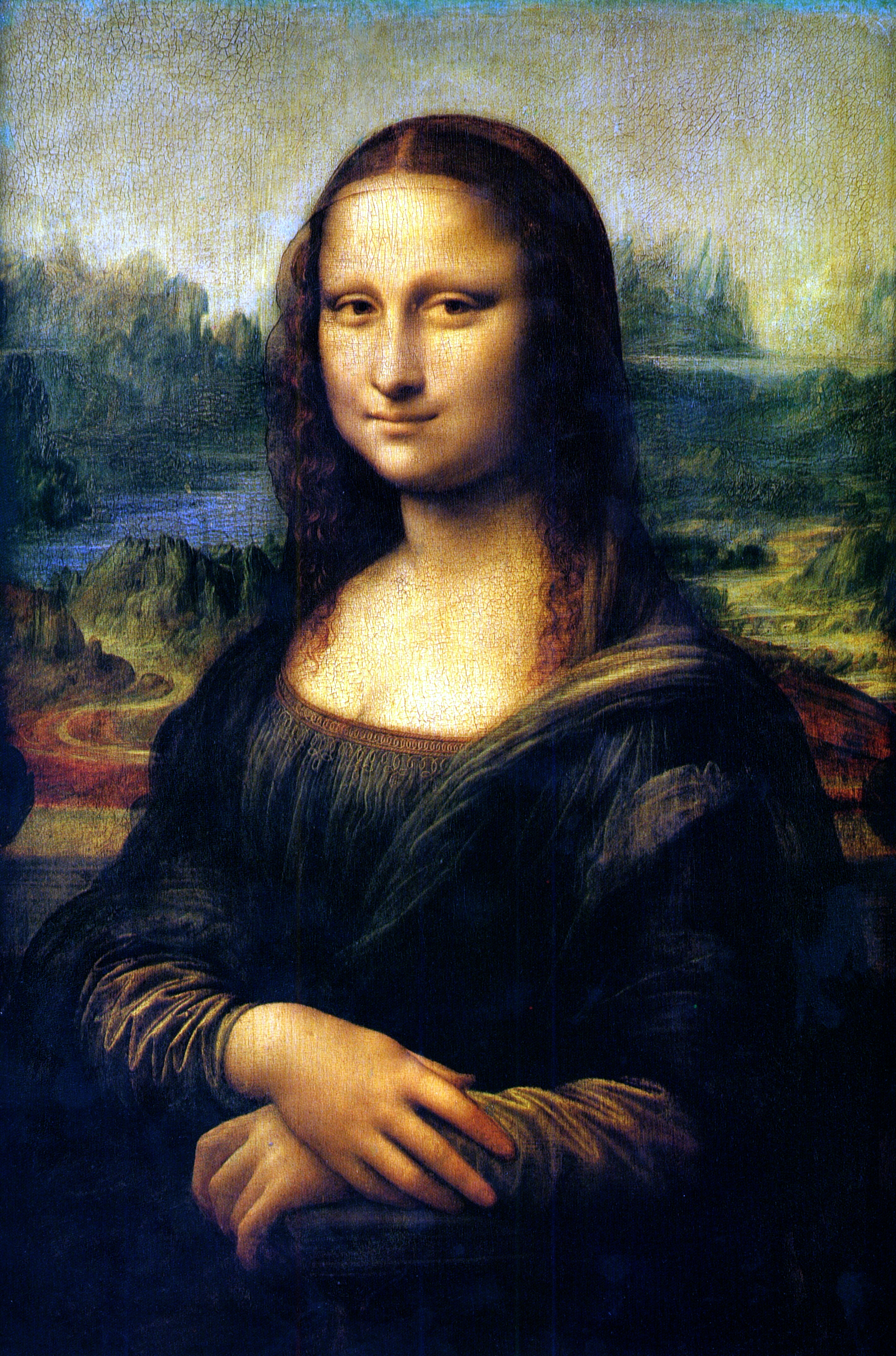
Вертикальный: Леонардо да Винчи. «Мона Лиза». 1503—1505.
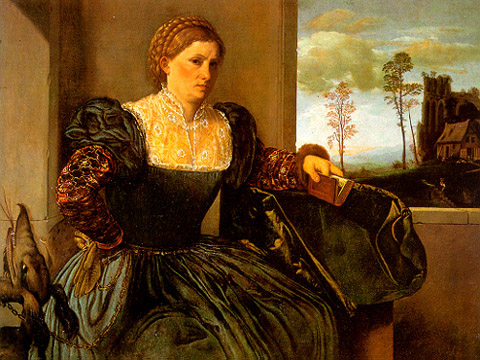
Горизонтальный: Джованни Джироламо Савольдо. «Женский портрет». 1525.
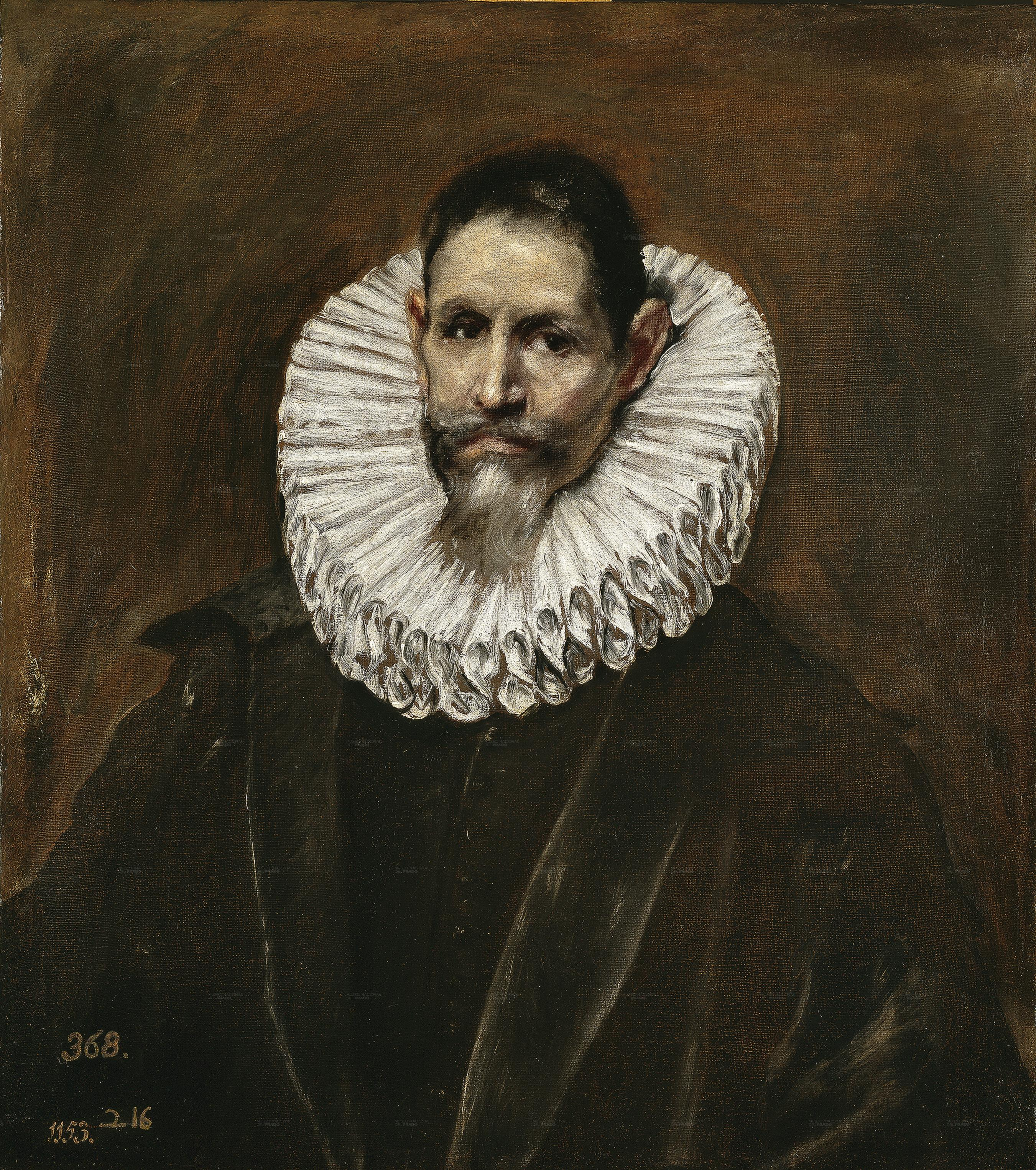
Квадратный: Эль Греко. «Портрет Херонимо Севальоса». 1613.
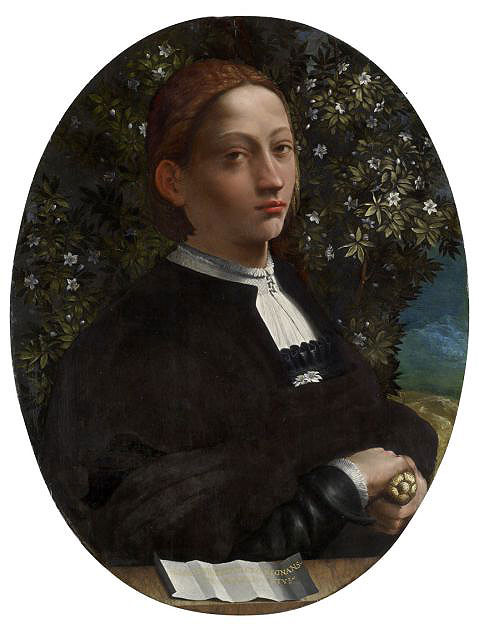
Овальный: Доссо Досси. «Портрет Лукреции Борджиа (?)». Ок. 1518.
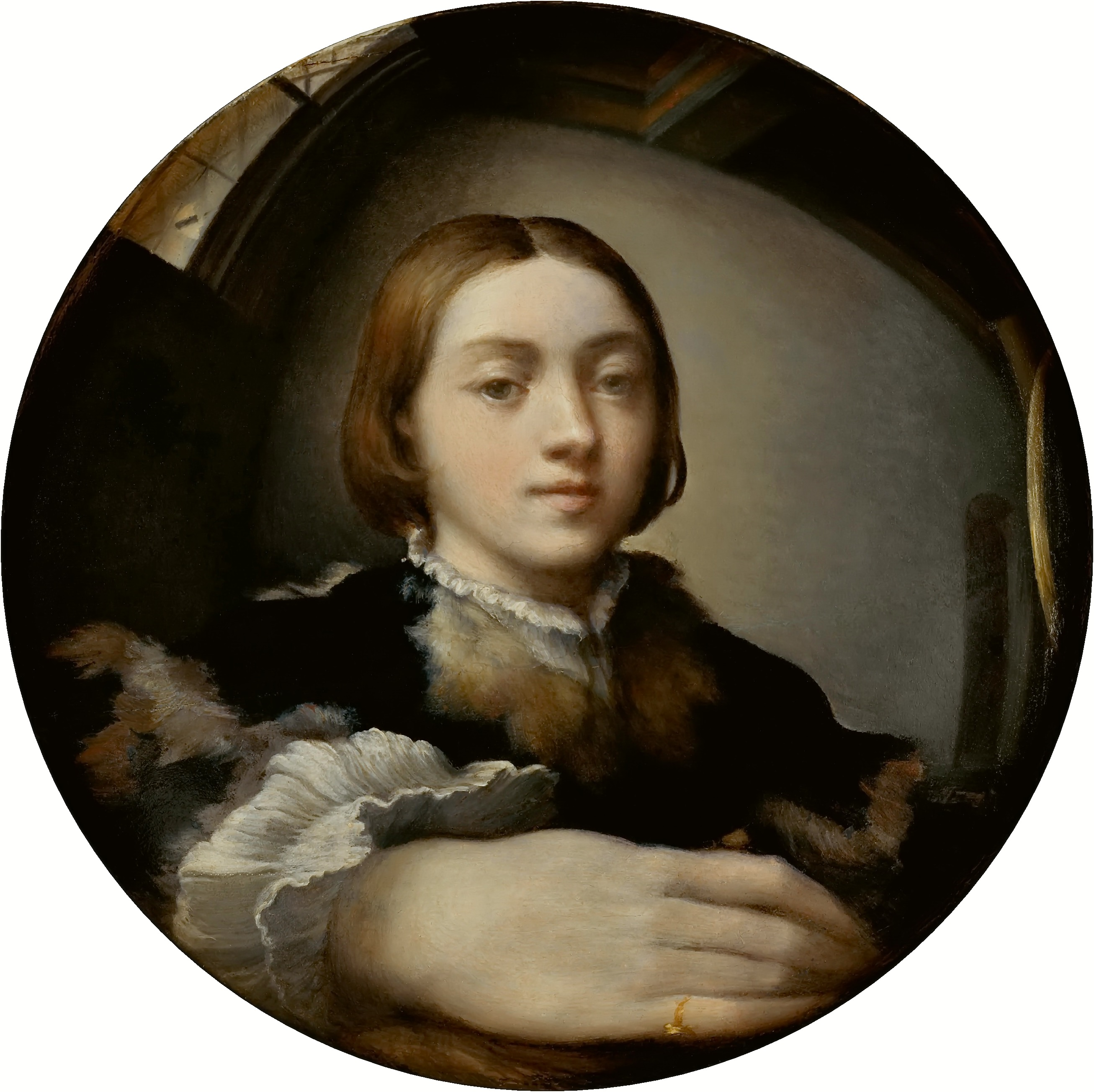
Круглый: Пармиджанино. «Автопортрет в зеркале». Ок. 1523—1524.

### Композиция
Композиционным инвариантом портрета выступает такое построение, в результате которого в центре композиции, в фокусе зрительского восприятия оказывается лицо модели. Исторические каноны в сфере композиции портрета предписывают определённую трактовку центрального положения лица по отношению к позе, одежде, окружению, фону и т. п.
- По формату (живописные):
  - головные (оплечные)
  - погрудные
  - поясные
  - по бёдра
  - поколенные
  - во весь рост

Изображение человека в первых двух вариантах, без показа рук и сложного ракурса фигуры, не требует высокой академической образованности (владения основами академического рисунка, умения композиционно компоновать полотно), поэтому часто (например, в России XVIII века), к нему прибегали портретисты-дилетанты.

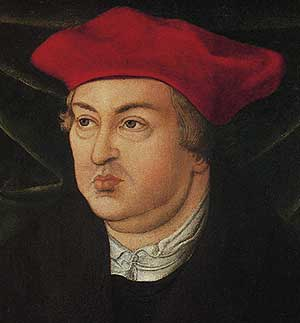
Головной Лукас Кранах Старший, «Портрет Альбрехта II Бранденбургского»
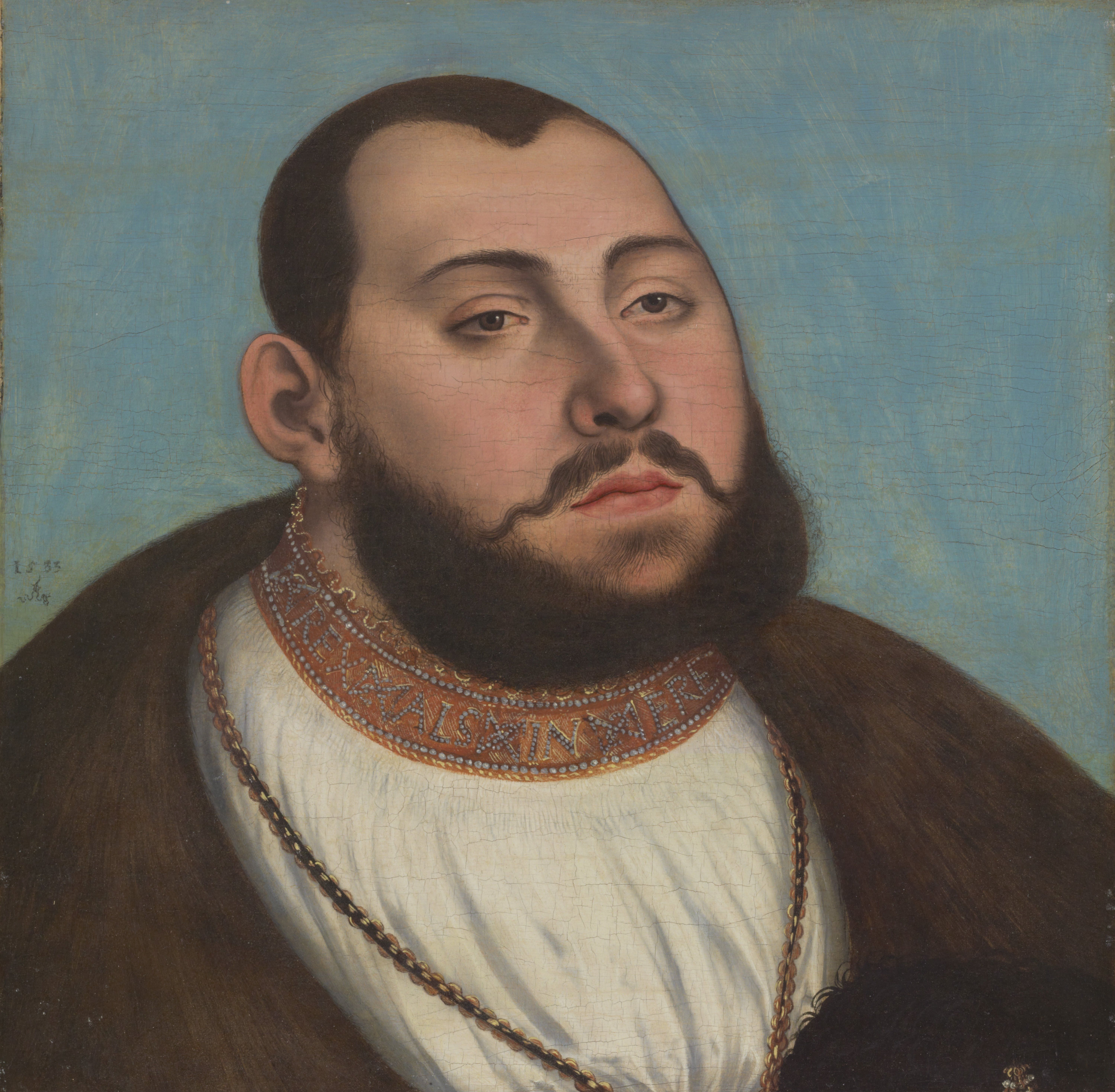
Погрудный Лукас Кранах Старший: «Портрет Иоганна-Фридриха Великодушного», 1533
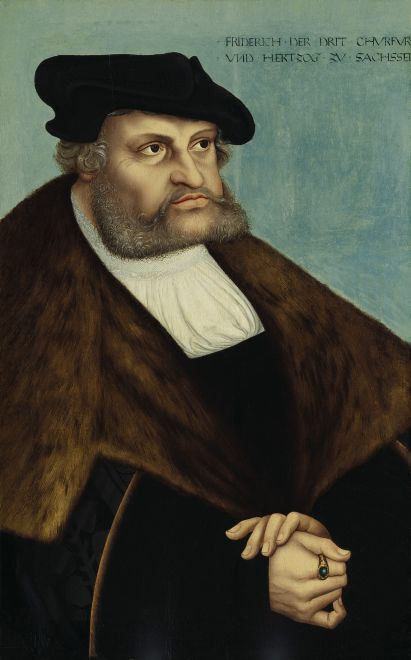
Поясной Лукас Кранах Старший, «Портрет Фридриха Мудрого», ок. 1532
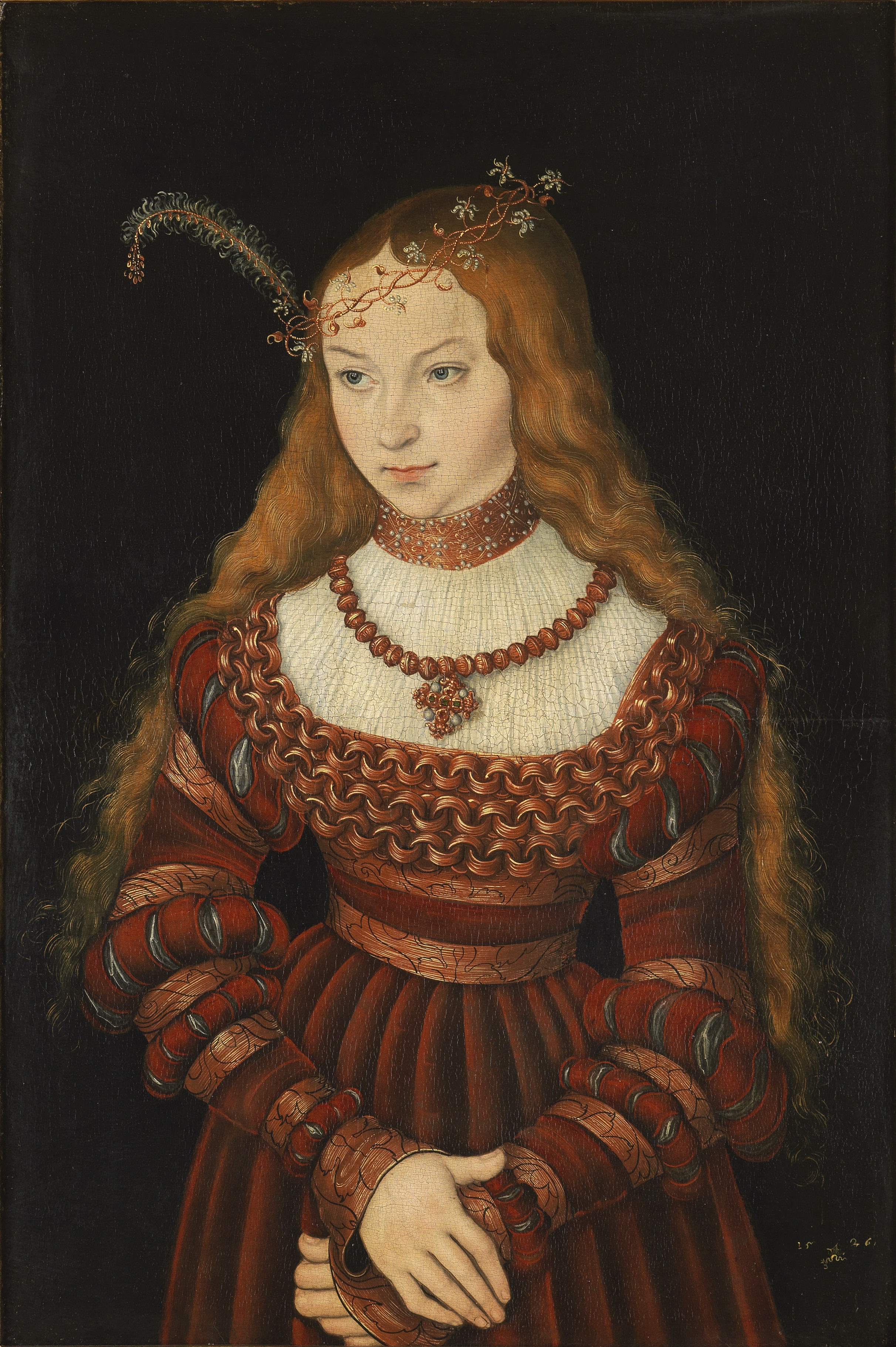
По бёдра Лукас Кранах Старший, «Портрет герцогини Сибиллы Клевской», 1526
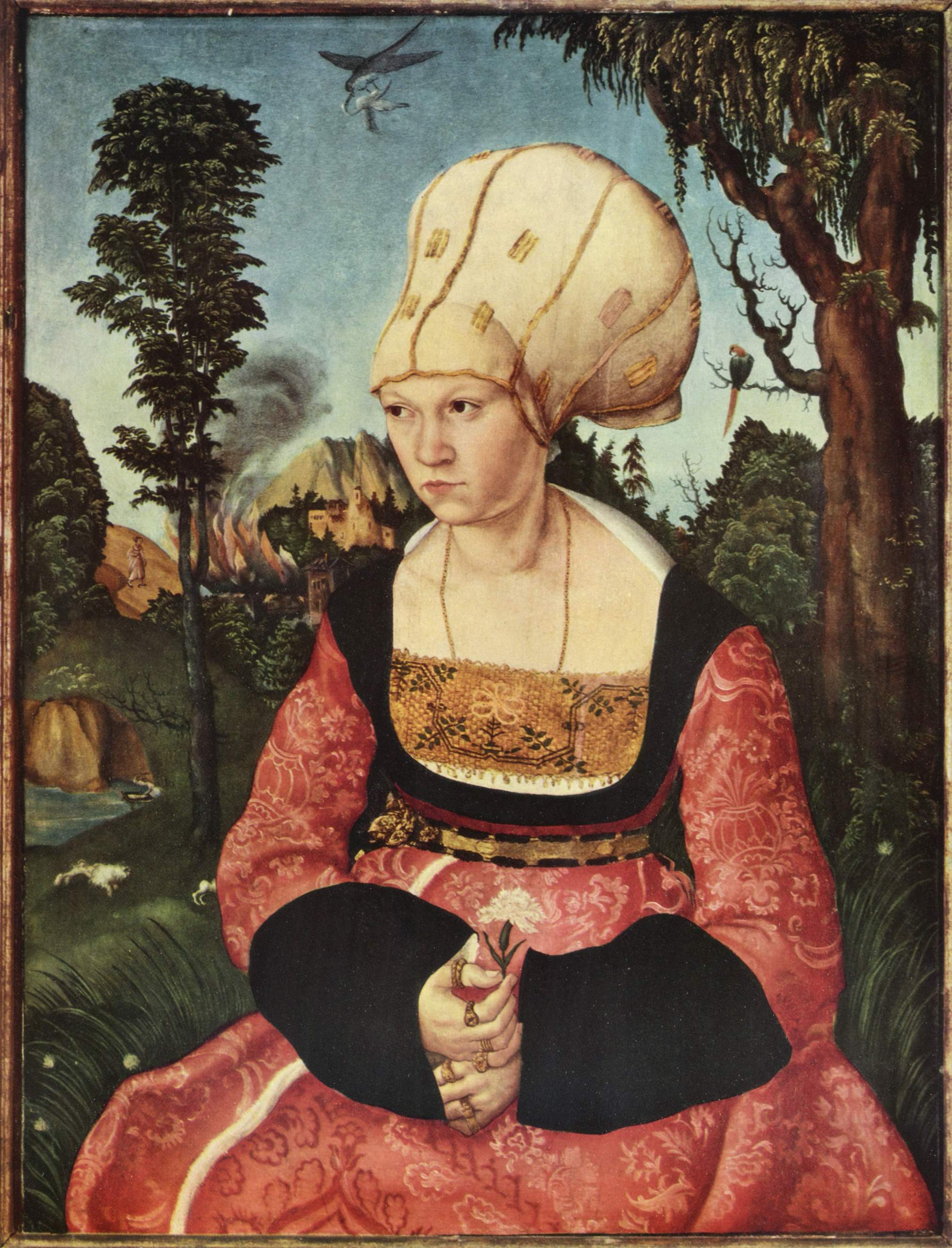
Поколенный, сидя Лукас Кранах Старший, «Портрет Анны Куспиниан», ок. 1502—1503
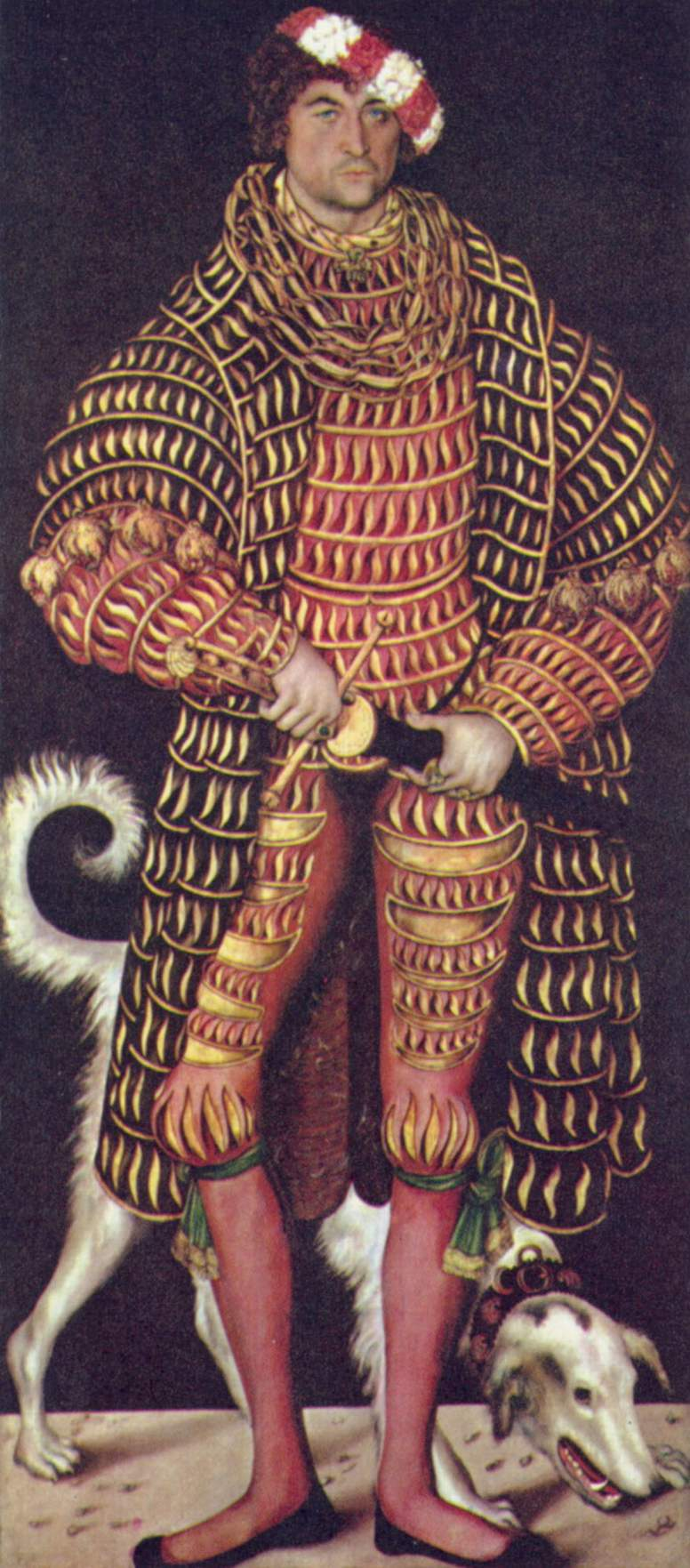
Во весь рост, стоя Лукас Кранах Старший, «Портрет Генриха V Саксонского», 1514

Предпочтительные форматы портрета в станковой живописи меняются на протяжении времени. В ранний период развития портрета (например, западноевропейский средневековый портрет, или Россия XVI века) изображается только голова, или оплечное изображение, в котором лицо всё равно является самым главным. Затем, по мере развития жанра, стремление к тому, чтобы показать личность более конкретно, ведёт к тому и с указанием на его социальные характеристики с помощью атрибутов, ведёт к тому, что появляются светские поясные портреты, затем и портреты целиком в рост. Трактовке костюма и окружающего модель пространства уделяется всё больше внимания. В дальнейшем портретная композиция всё больше обогащается реальным бытовым интерьером и атрибутами.
Для живописных портретов также имеет значение точка зрения, с которой художник «смотрит» на модель: если чуть снизу, то это придаёт образу оттенок монументальности, а если сверху, то более подвижно. Изображения «лицом к лицу» для зрителя наиболее нейтральны.
- По формату (скульптурные):
  - герма (одна голова с шеей)
  - бюст (голова и верхняя часть туловища, примерно по грудь)
  - статуя (целая фигура, с головы до ног)

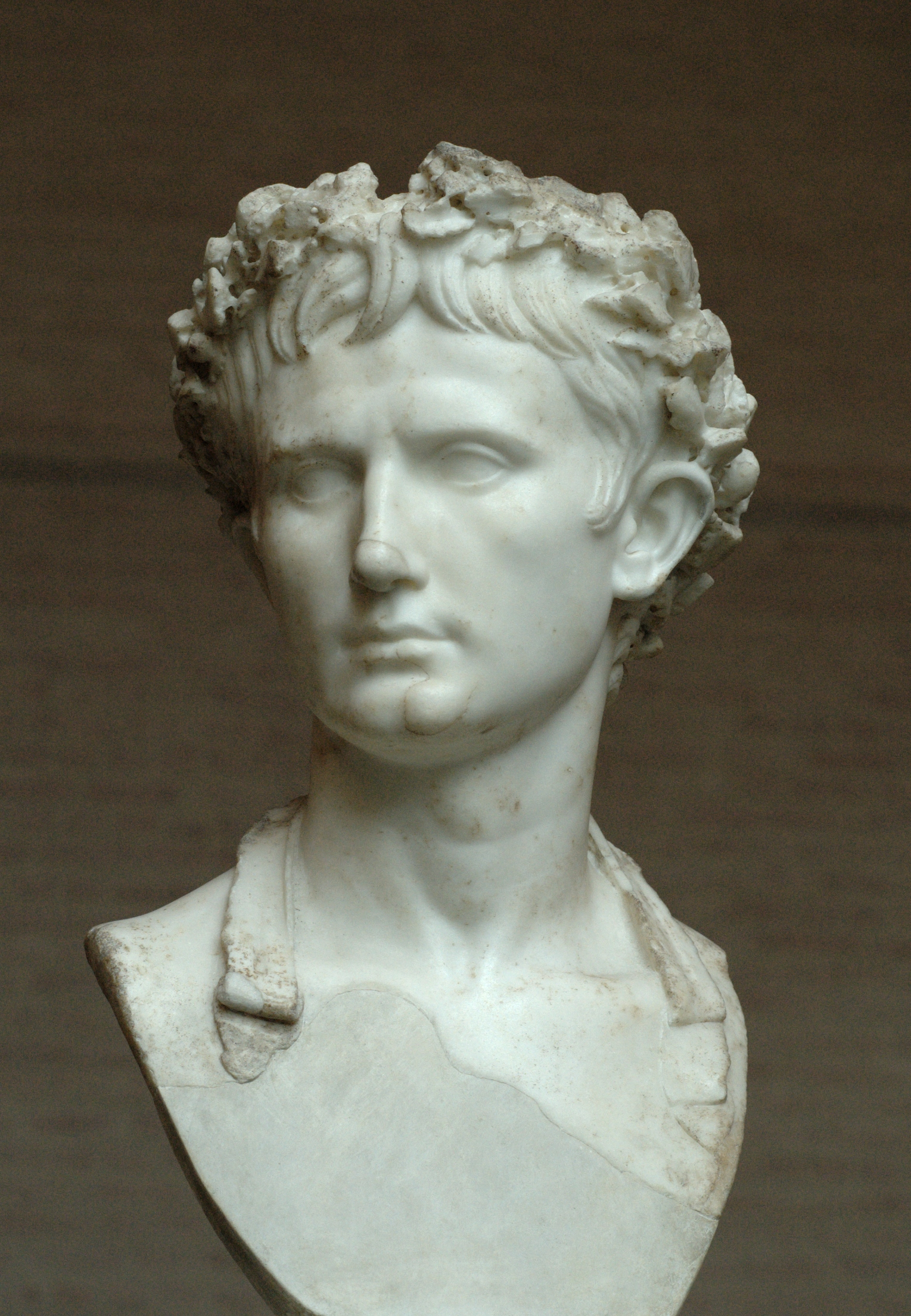
Герма: Император Октавиан Август, т.н. «Август Бевилаква»
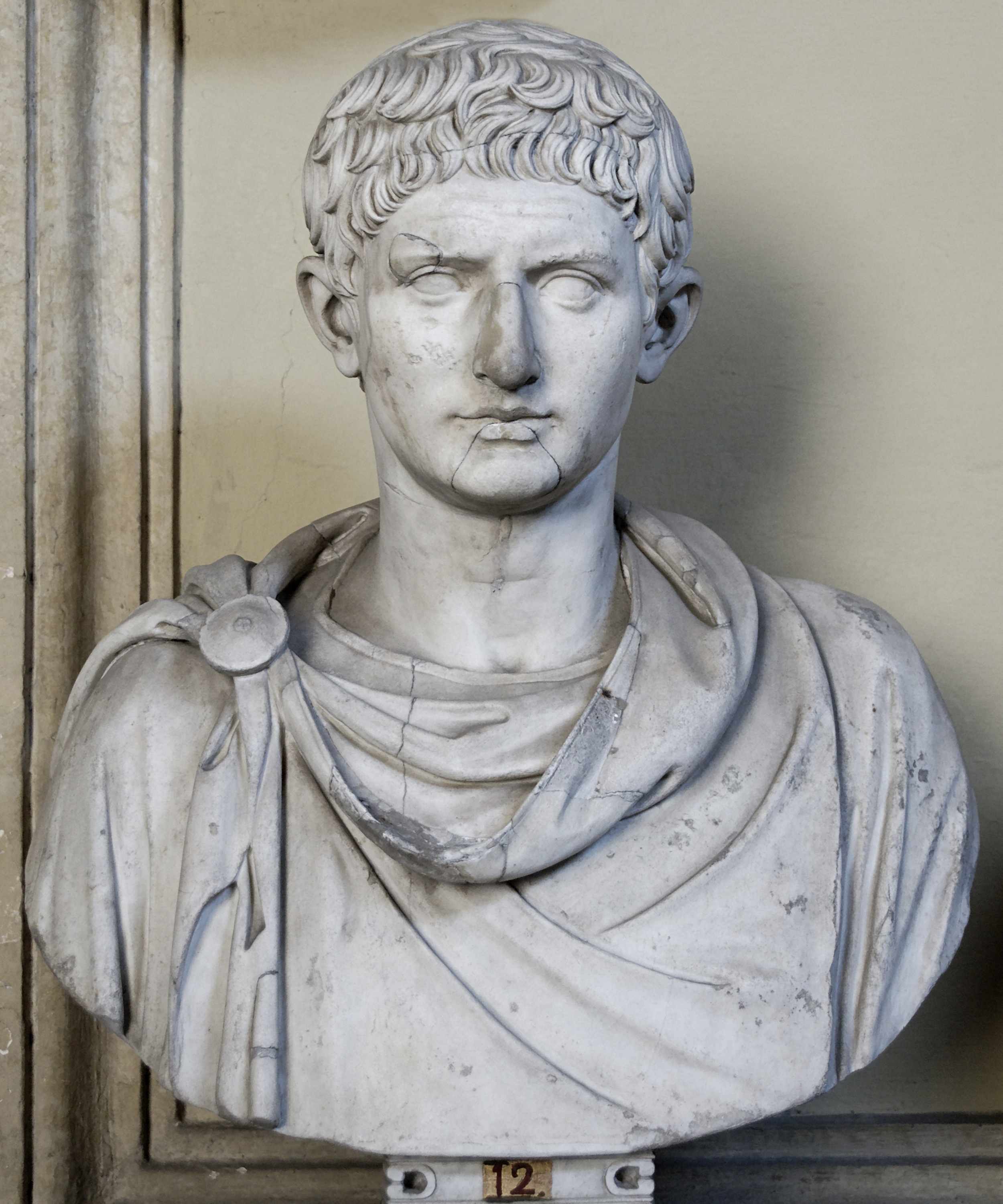
Бюст: Август из музея Кьяромонти
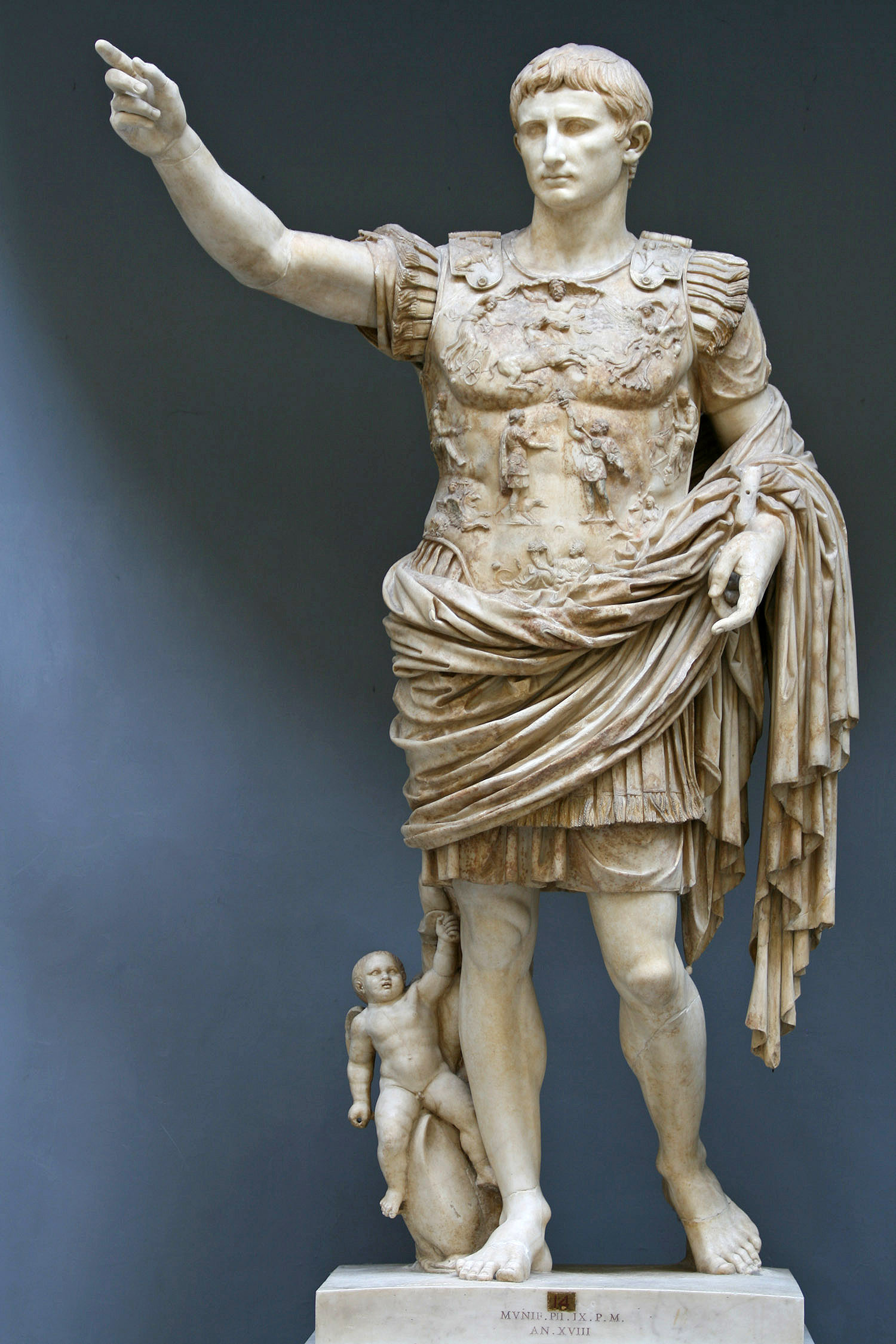
Статуя: «Август из Прима-Порта»

- По повороту головы:
  - в анфас (фр. en face, «с лица»)
  - в три четверти (фр. en trois quarts)
  - вполоборота
  - в четверть поворота направо или налево
  - в профиль. Профильное изображение предполагает определённую форму идеализации модели, напоминая об античных камеях и римской медали. Профильный портрет — одна из древнейших форм, поскольку для его создания требовалось меньше навыков рисования — человек в некоторых случаях рисовался не с натуры, а через подсвеченный полупрозрачный экран, на котором обводили его силуэт.
  - так называемые фр. en profil perdu (буквально утерянный профиль), то есть изображающие лицо с затылка, так что видна только часть профиля. Практически никогда не используется в портретах, редко попадаясь в групповых изображениях

В анфас Леонардо да Винчи (?) или Больтраффио, «Женский портрет», 1502
В три четверти Леонардо да Винчи, «Портрет Джиневры Бенчи», ок. 1474—1476
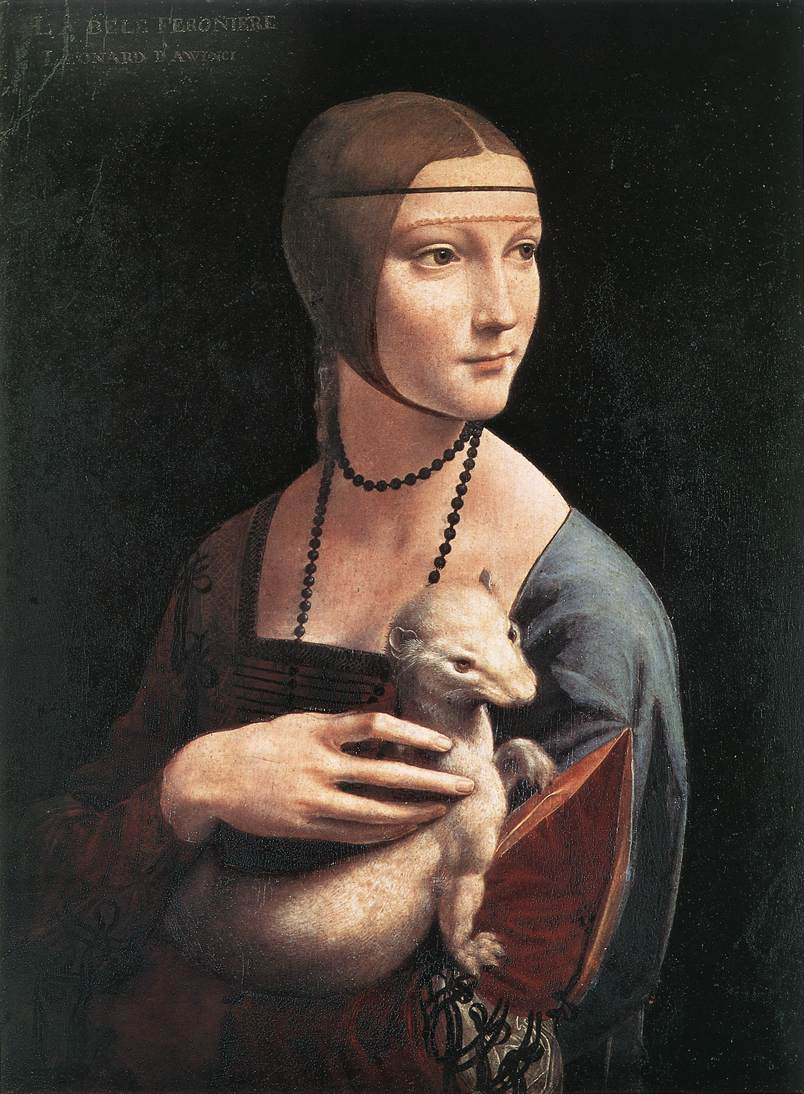
Вполоборота Леонардо да Винчи, «Дама с горностаем», 1489—1490
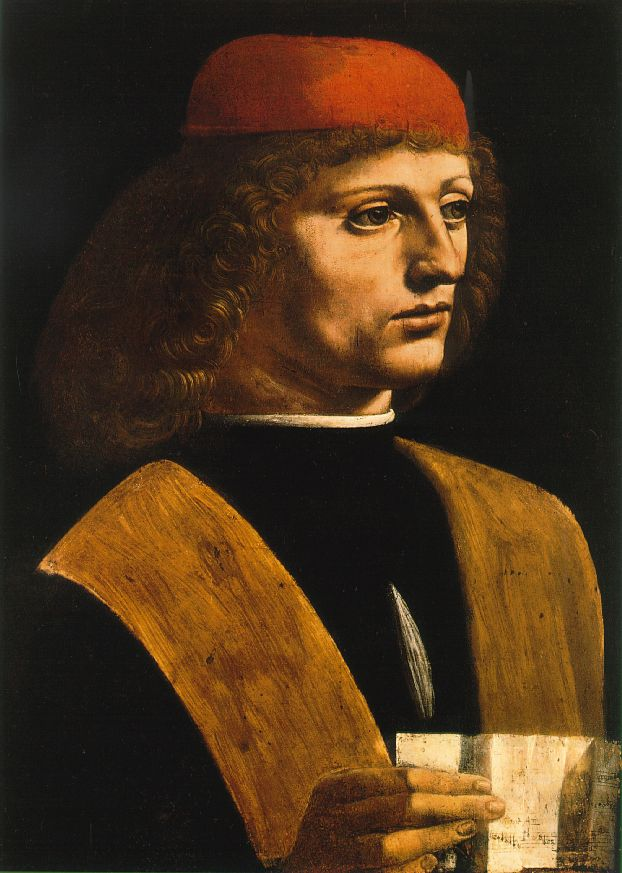
В четверть Леонардо да Винчи (?), «Портрет музыканта Франчино Гаффурио», 1490
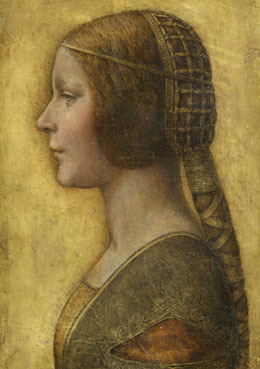
Профиль Леонардо да Винчи (?), «Bella principessa», конец XV века
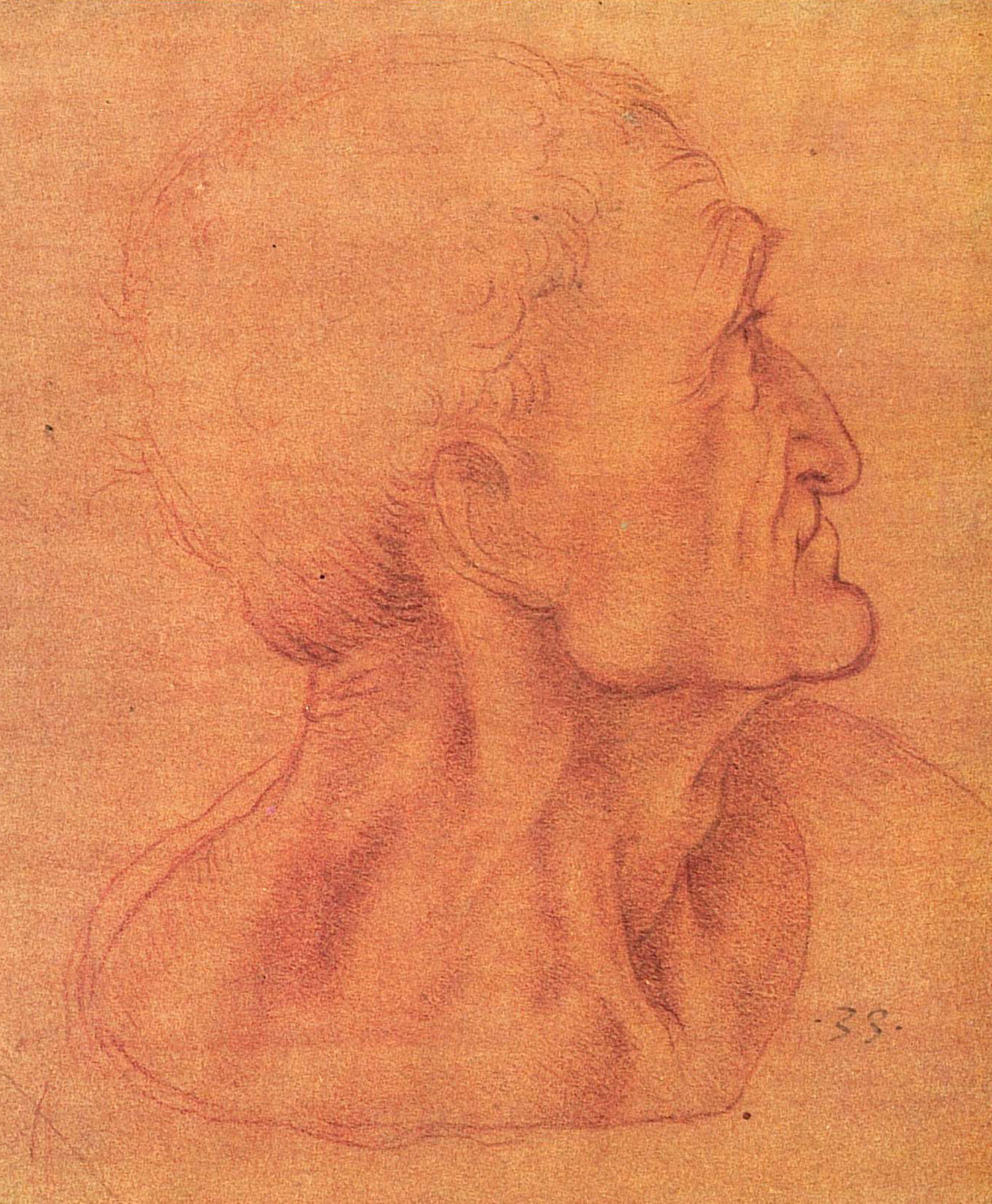
С затылка Леонардо да Винчи, этюд головы Иуды для «Тайной вечери», ок. 1495

В западноевропейской живописи профильный портрет является наиболее ранним. Затем происходит «разворачивание» модели в сторону зрителя: композиционный симптом становления жанра европейского портрета в эпоху раннего Возрождения называют Выход из профиля в фас. Изображение человека строго в фас развивается под воздействием изображений Иисуса Христа и святых, прямо взирающих на зрителя. Хотя такая постановка иногда встречается, она остаётся нетипичной и является достаточно сильным художественным приёмом, специально используемым художником, либо же используется для изображения монархов (как и Христос, сидящих на троне). По мере развития портретного жанра в нём устанавливается поворот изображённого в три четверти, излюбленный большинством портретистов и удобный для изображения характера, поскольку, в отличие от профиля и фаса, не является статичным. Profil perdu встречается исключительно редко и по сути не может удовлетворить прямой задачи портрета.
При фронтальном положении тела модели портрет воспринимается как тяжеловесный и статичный, что усугубляется, если фигура располагается по центральной оси полотна и руки с ногами расположены симметрично. Такая манера, например, была свойственна древнеегипетскому искусству, а греки изобрели контрапост, который вносит «жизнь» в изображение человека. Следующий шаг к формированию теории внёс Уильям Хогарт с его концепцией S-образного изгиба, вдыхающего максимальное изящество в изображение.

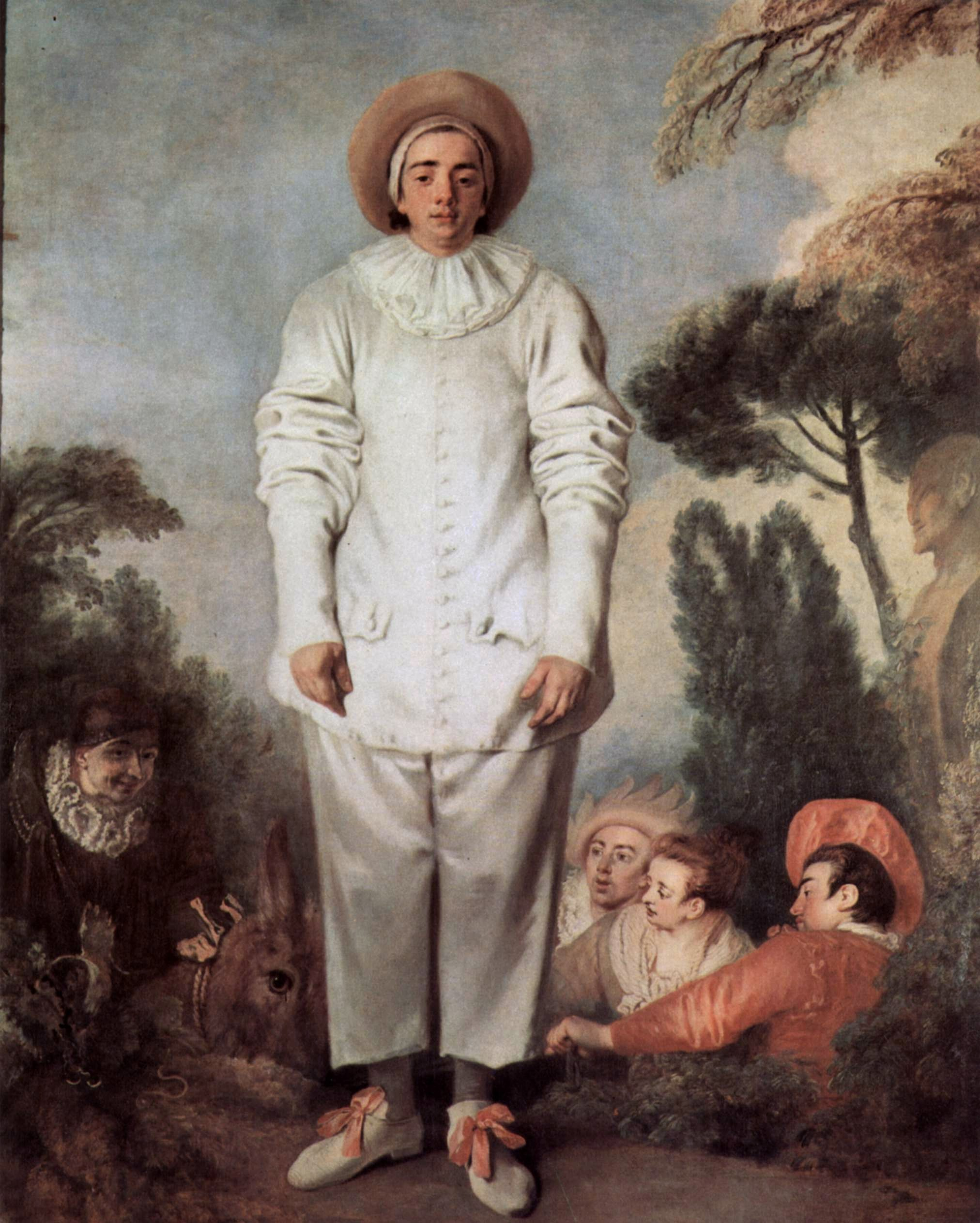
Фронтально: Антуан Ватто. «Жиль»
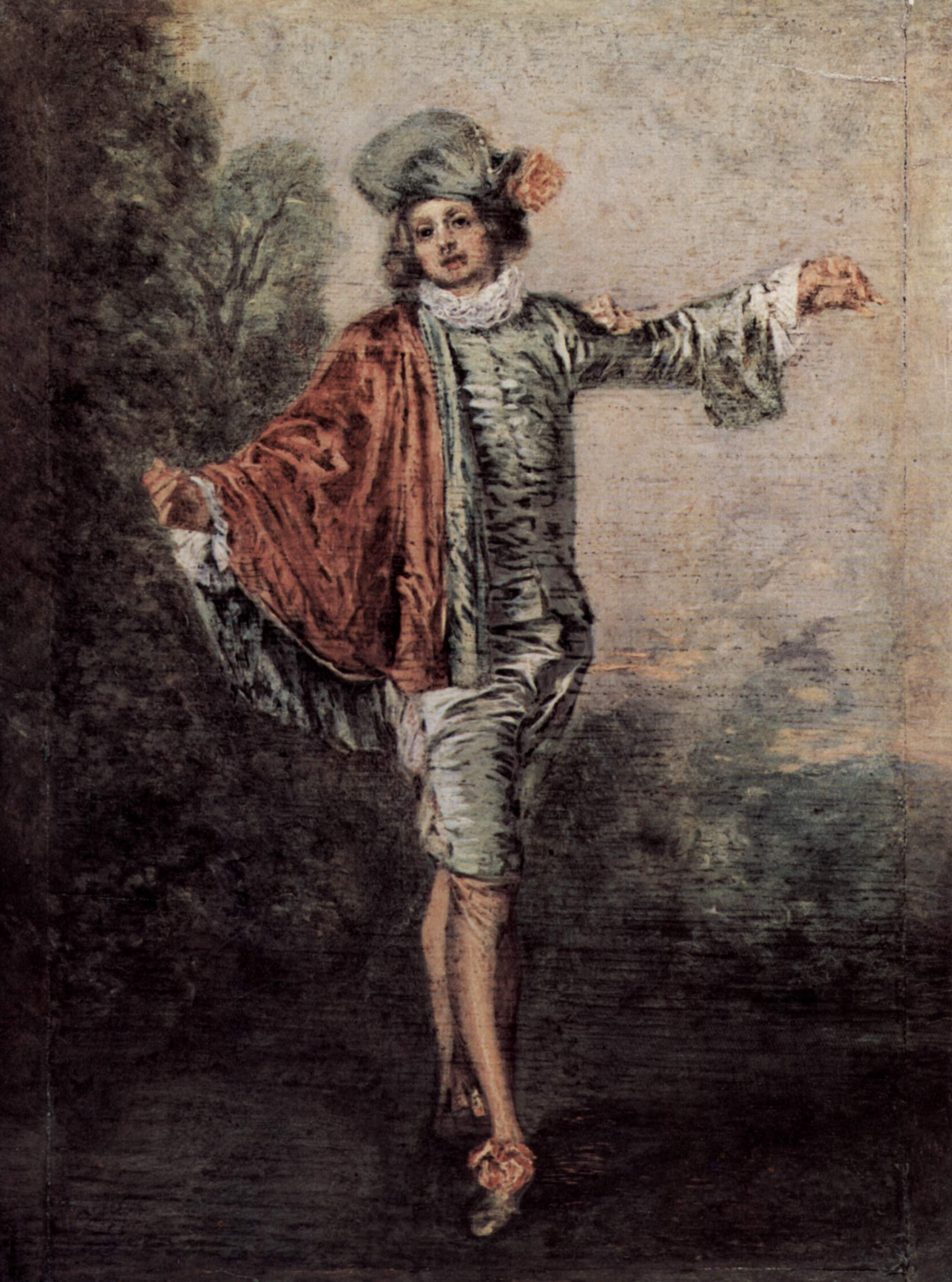
Контрапост: Антуан Ватто. «Равнодушный»
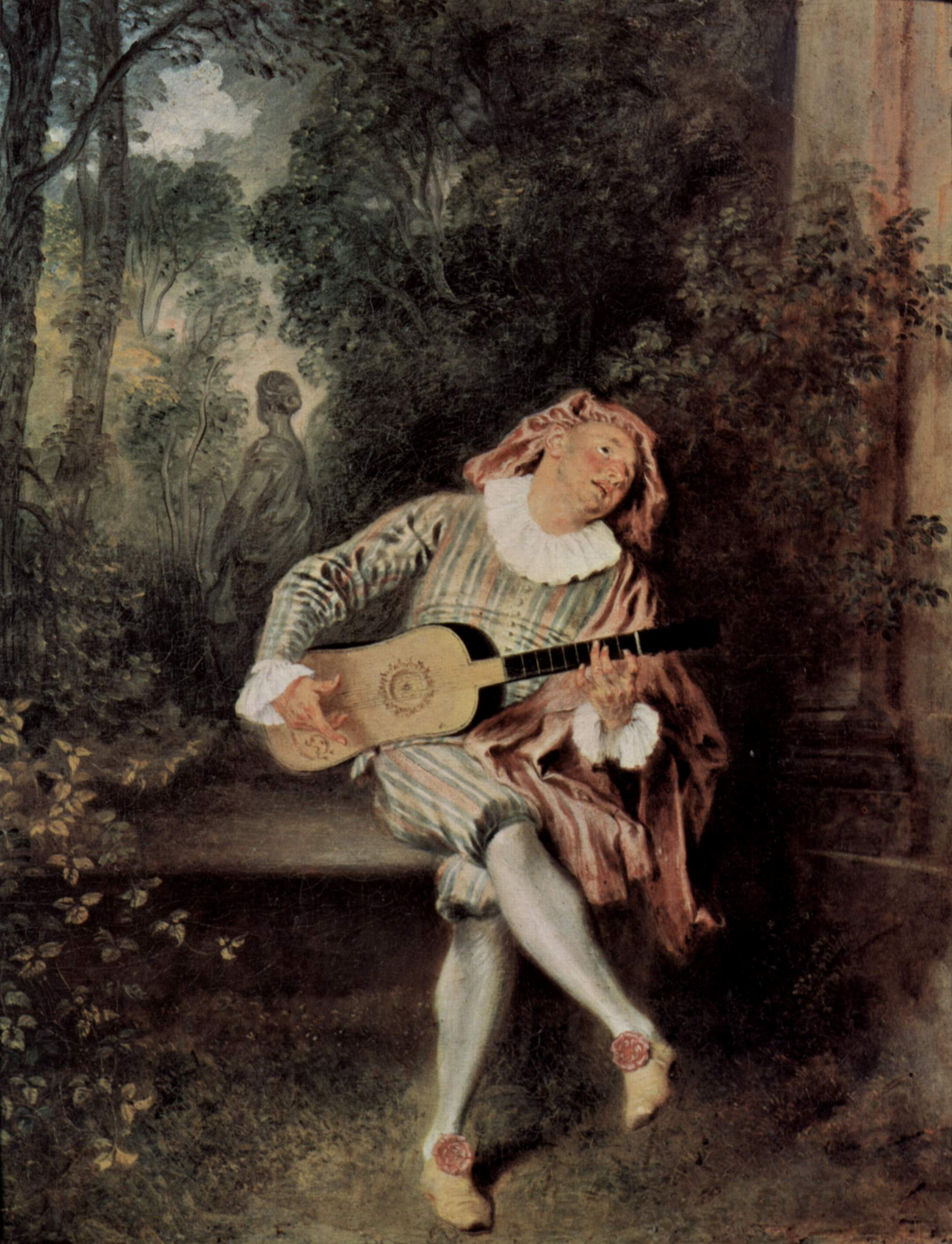
S-образный изгиб: Антуан Ватто. «Меццетин»

Более профессиональный художник владеет соотношениями между объёмно-пространственным изображением человека и линейно-ритмическим построением полотна, и создаёт силуэт модели так, чтобы тот находится с большим соответствием с положением фигуры в пространстве; в то время как более «слабый» мастер создаёт произведения, в которых линейно-силуэтное начало обладает почти самодовлеющей декоративной орнаментальностью. Лаконичные линии, обрисовывающие силуэт модели, часто сопряжены с незыблемой статичностью позы.

## Идеология и содержание
Художники создают портреты по заказу — для частных людей и общественных организаций, или же вдохновлённые собственным интересом или привязанностью к модели. Портреты могут являться важными государственными или семейными знаками, создающимися для увековечивания памяти изображённого. Часто наследие художника включает огромное количество портретов членов его семьи — но не только по причине его привязанности к ним, а ещё и потому, что родственники являются бесплатными и наиболее удобными натурщиками. (Например, бедный Сезанн оставил 27 портретов жены, которую не очень любил).

### Отличие портрета от непостановочной фотографии

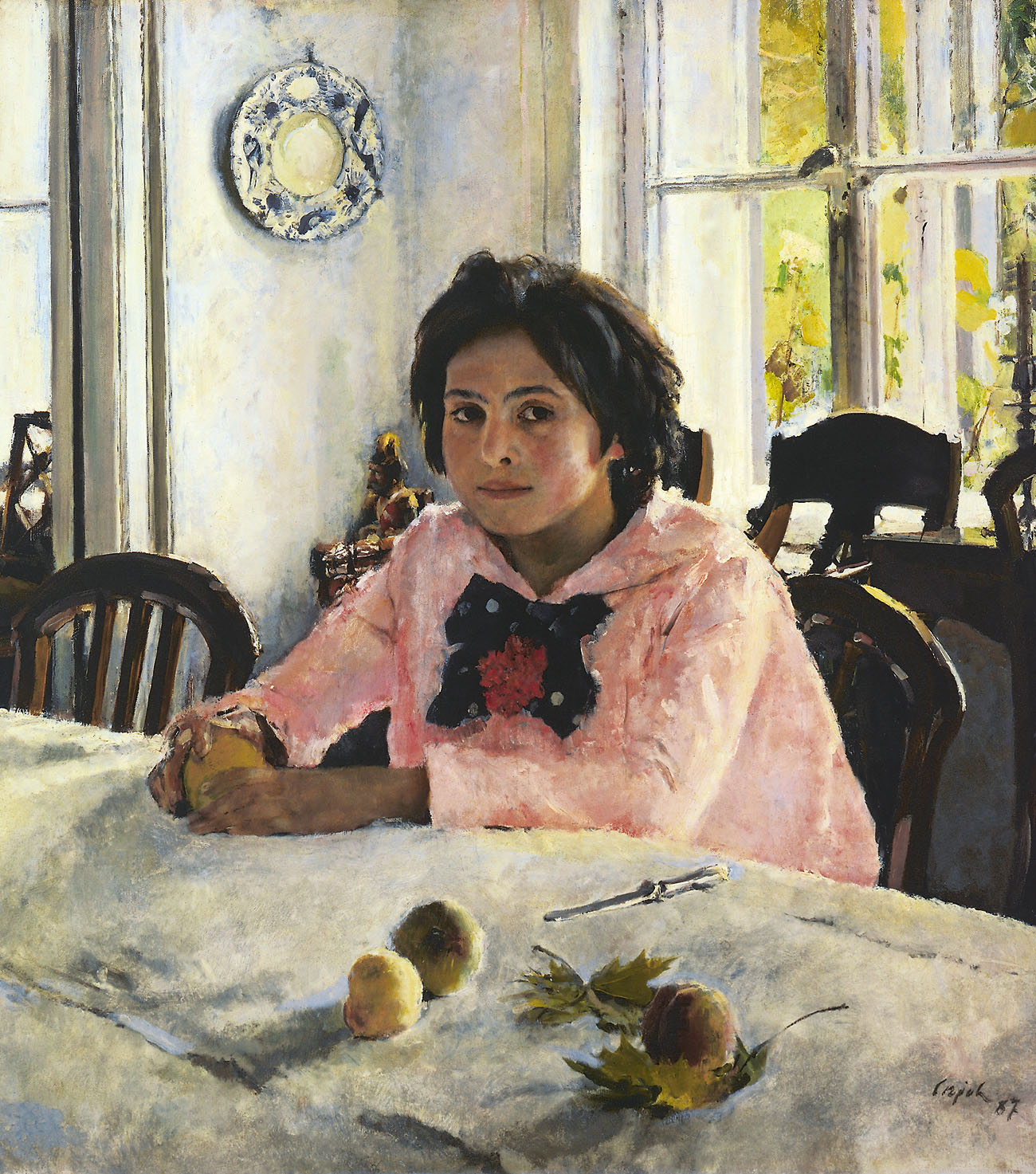
Валентин Серов. «Девочка с персиками» (Портрет Веры Мамонтовой), 1887, ГТГ

Юрий Лотман пишет: «Бытовое представление склонно отождествлять функцию портрета и фотографии: предметами обоих является отражение человеческого лица, причём отражение это в основе своей механическое… Портрет представляется наиболее „естественным“ и не нуждающимся в теоретическом обосновании жанром живописи. Кажется, что если мы скажем нечто вроде: Портрет — живопись, которая выполняла функцию фотографии тогда, когда фотография ещё не была изобретена, то мы исчерпаем основные вопросы, невольно возникающие у нас, когда мы начинаем размышлять об этом жанре живописи. Слова о „загадочности“ и „непонятности“ функции портрета в культуре кажутся надуманными. Между тем, не убоявшись возражений этого рода, осмелимся утверждать, что портрет вполне подтверждает общую истину: чем понятней, тем непонятней… У фотографии нет прошлого и будущего, она всегда в настоящем времени. Время портрета — динамично, его „настоящее“ всегда полно памяти о предшествующем и предсказанием будущего…Портрет постоянно колеблется на грани художественного удвоения и мистического отражения реальности».
Портретист XVIII века Латур в одном из своих писем делился эмоциями: «Сколько нужно сосредоточенности, умения комбинировать, сколько тягостных поисков, чтобы суметь сохранить единство движения, несмотря на изменения, которые происходят в лице, во всех формах от колебания мыслей, от чувств души; а ведь каждое изменение создаёт новый портрет, не говоря о свете, который постоянно меняется и заставляет изменяться тона цветов в соответствии с движением солнца и времени». Таким образом, можно сформулировать, что портрет, в отличие от фотокарточки, является «сделанным» произведением искусства, на которое потрачено много времени и умственных усилий автора, благодаря чему по качеству и глубине передачи он будет намного более сложной и многоуровневой работой, гораздо лучше передающей личность.

### Сходствов портрете
Изображение внешности персонажа — единственное средство построения художественного образа человека в изобразительном искусстве. (Все эти и нижеследующие требования по большей части не соблюдаются в портрете XX века, приближающемся к нефигуративному искусству, см.: История портрета). В Новое время проверяемое сходство стало важным критерием для портретной живописи с конца Средневековья и начала эпохи Возрождения.
Портрет может считаться вполне удовлетворительным, когда воспроизводит оригинал в точности, со всеми чертами его внешности и внутреннего индивидуального характера, в наиболее привычной его позе, с наиболее свойственной ему экспрессией. Удовлетворение этим требованиям входит в круг задач искусства и может приводить к высокохудожественным результатам, если исполняется одарёнными художниками, способными вложить в воспроизведение действительности свой личный вкус, талант и мастерство.

Сходство в портрете — результат не только верной передачи внешнего облика портретируемого, но и правдивого раскрытия его духовной сущности в единстве индивидуально-неповторимых и типических черт, присущих ему как представителю определённой исторической эпохи, национальности, социальной среды. Однако вследствие практической невозможности сопоставления зрителем изображения с моделью портретом часто называют всякое индивидуализированное изображение человека, если оно является единственной или по крайней мере главной темой художественного произведения.

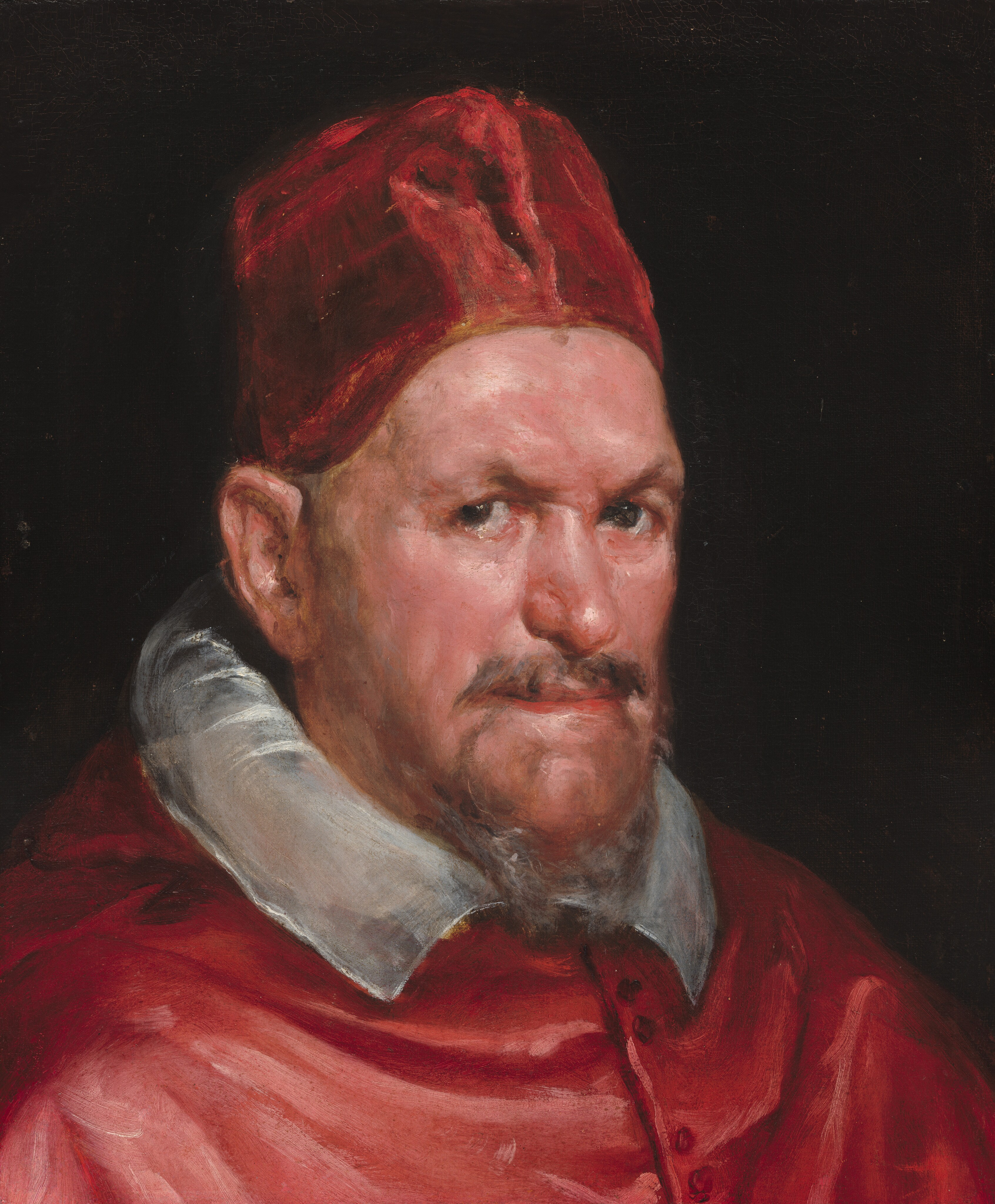
Диего Веласкес. «Портрет папы Иннокентия X» (этюд головы), 1650. Когда художник закончил картину, папа воскликнул: «Тропо веро!» (Слишком правдиво!)

— Большая советская энциклопедия

 |

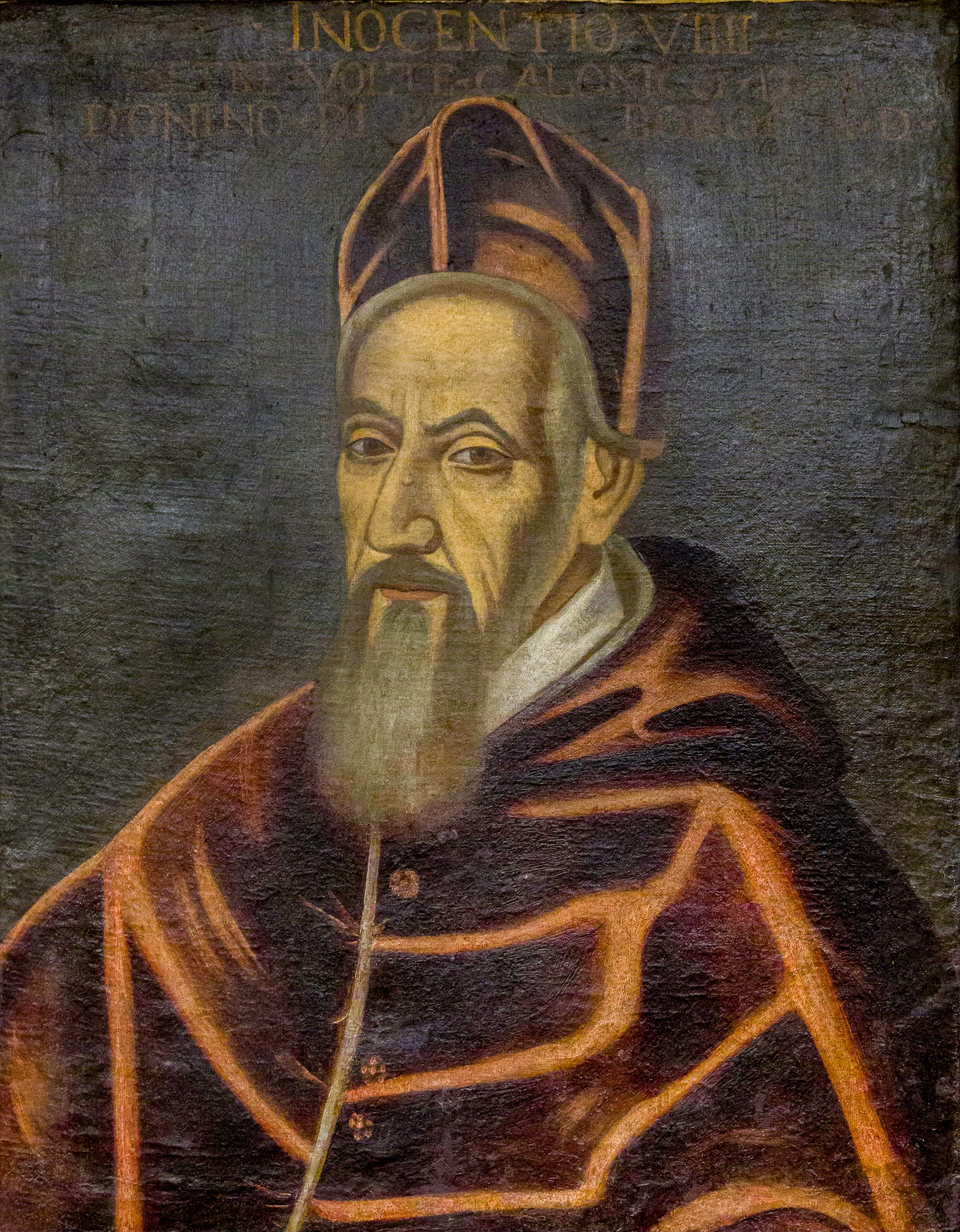
Неизвестный малозначительный художник XVII века. «Портрет папы Иннокентия IX»: пример работы художника-примитива, где живописцу, возможно, удалось передать внешнее сходство, но не удалось воспроизвести характер

Обычно различают сходство внешнее, которое имеет ценность как исторический документ или семейная реликвия, и сходство внутреннее — эстетическое, которое убеждает, что именно таким должен быть портретируемый.
Философ Коллингвуд пишет: «Мы можем свободно предположить, что в портретах таких великих художников, как Рафаэль, Тициан, Веласкес или Рембрандт, сходство было достигнуто. Однако, как бы ни было разумно наше предположение, это всего лишь предположение, и только. Натурщики давно уже умерли, так что подобие теперь уже не проверить. Поэтому, если бы единственным достоинством портрета было его сходство с натурой, мы никак не смогли бы отличить (за исключением тех случаев, когда изображённые люди всё ещё живы и ничуть не изменились) хороший портрет от плохого <…> Тем не менее, нам удаётся отличать хорошие портреты от плохих, и наша способность к этому объясняется тем фактом, что хотя, заказывая портрет, заказчик требует не произведение искусства, а только сходства, художник, выполняя его требование, может выдать больше, чем требовалось, — как сходство, так и произведение искусства». Теоретики отмечают: «Мы способны воспринимать рисунок, не спрашивая о сходстве, но пока мы не поверили в его сходство, мы не назовём его портретом».
«На чём основывают свою художественную оценку портрета, уничтожающую или одобрительную? Всегда и прежде всего на сходстве, на сличении модели и картины, на отыскивании соответственных черт, на узнавании живого оригинала. Если оригинал знаком, сличают непосредственно; если он неизвестен, пытаются в своём воображении представить его себе таким, каким он был или должен быть в действительности. И эта работа сличения, эта очная ставка между картиной и действительностью заходит обыкновенно так далеко, что произведение искусства, портрет, перестаёт быть центром внимания, превращается во что-то второстепенное, в какую-то загадку, обманчивый фокус, который нужно разгадать, для того чтобы через него вернуться опять к той же действительности. Как будто в портрете играет главную и самодовлеющую роль не сам портрет, не изображение, а живой оригинал, стоящий позади», пишет Борис Виппер. Гращенков добавляет, что чем сильнее художественное обаяние этого «сходства», тем меньше потребность в сличении портретного изображения с подлинником, так как зритель верит художнику, что человек был именно таким.

Для изображения правдоподобного человеческого лица необходимо владеть навыками рисования и знать анатомию

Стоить отметить, что в понятие «сходство» в различные исторические эпохи вкладывалось вполне различное содержание: от магического двойника, в котором внешний облик увековечивается с максимальной достоверностью, до прекрасной маски, сквозь идеальные черты которой может проступать индивидуальность модели. Гращенков указывает, что в понятии «портретное сходство» порой синтезируются, а порой и спорят два начала — документальное и эстетическое. Облюбованный художником повторяющийся тип изображения может также поощряться заказчиками и пользоваться популярностью.
В восточных культурах сходство вообще не является важным качеством портретной живописи, — внимание художника (и зрителя) в основном направлено на точность в передаче атрибутики.

### Реализм
Для создания реального живописного портрета художники должны овладеть чувственным восприятием человека в окружающей его среде, а также овладеть мастерством реалистической живописи. На протяжении развития портретного жанра художники занимаются поисками, испытывают стремление к объективной передаче реального образа человека. Однако в различные периоды развития искусства эти успехи оказываются различными. В определённые периоды в соответствии с историческими условиями, которые сковывают познавательные возможности искусства, реализм принимает в портрете сложные формы. Таким образом, реалистические искания в портретном образе каждой конкретной эпохи имеют свои качественные особенности.

#### Передача внутреннего мира и отступления от реальности
Хорошо написанный портрет, как считается, должен показывать внутреннюю сущность модели с точки зрения художника — не только физические, но и духовные черты. Подобная необходимость была сформулирована ещё на заре сложения европейского портрета, когда в 1310 году Пьетро д’Абано сказал, что портрет должен отражать и внешний облик, и психологию модели. (Так, Латур говорил о своих моделях: «Они думают, что я схватываю только черты их лиц, но я без их ведома спускаюсь в глубину их души и овладеваю ею целиком»).

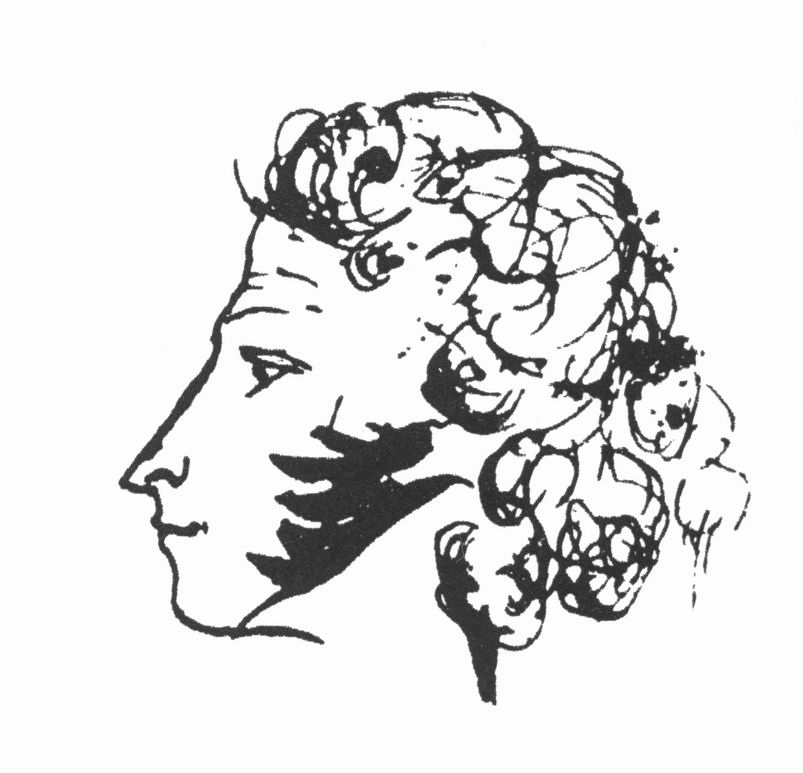
Автопортрет Пушкина пером и тушью трудно назвать максимально реалистичным, однако дух он передаёт

Дело заключается не в том, чтобы произведение напоминало оригинал (в таком случае изображение можно назвать «буквальным»), а в том, чтобы чувства, возбуждаемые произведением, напоминали чувства, вызываемые оригиналом (это уже «эмоциональное» изображение). Когда говорится, что портрет похож на портретируемого, имеется в виду, что зритель, глядящий на портрет, «чувствует, будто» находится в присутствии этого человека. Именно к такому сходству стремится художник. Он знает, какие чувства нужно вызвать у аудитории, и создаёт своё произведение таким, чтобы он вызвал эти самые чувства. До некоторой степени это получается путём буквального изображения натуры, однако за этой гранью эффект достигается благодаря искусному отступлению от буквального изображения. Данное «сходство — это подобие, но не тождество. Отступление от тождества в границах подобия не только допустимо, но необходимо для целей портрета». От хорошего портрета требуется, чтобы он с максимальной точностью воспроизвёл все характерные анатомические особенности головы, движения — но это не означает, что такой буквальный рисунок окажется идентичным и совпадёт со внутренним и внешним состоянием портретируемого. Прямое внешнее сходство с портретируемым (фотография), как бы велико оно не было, ещё не доказательство художественного сходства.

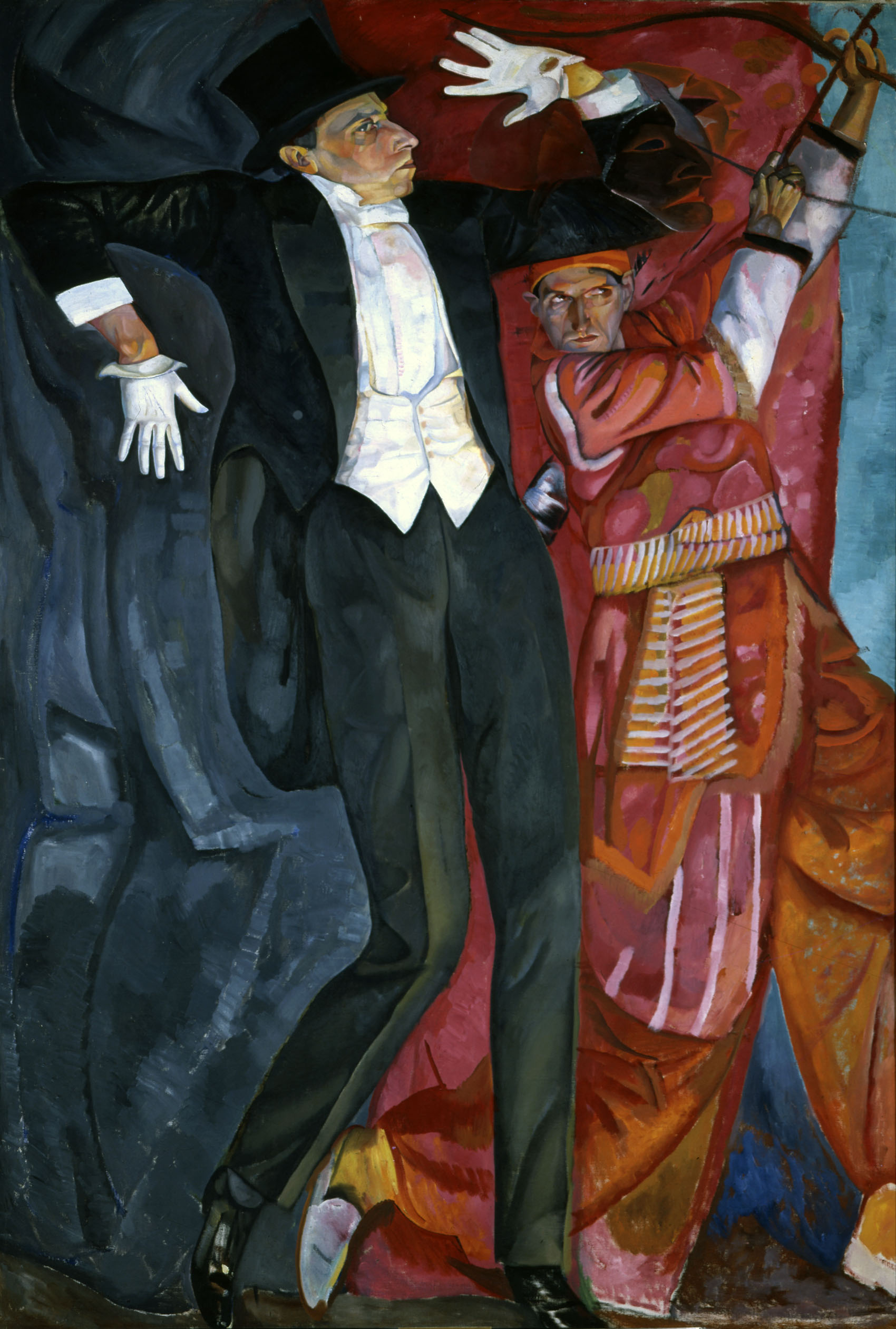
Б. Д. Григорьев. «Портрет Мейерхольда»

Таким образом, это значит, что ради достижения эмоционального сходства художник может отказываться от некоторых чёрт буквального сходства. И действительно, сходство не всегда является главной задачей портретиста — он может преднамеренно изменять внешность человека на полотне, украшая или совершенствуя его изображение, чтобы подчеркнуть или спрятать определённые качества модели. Порой зрители больше всего хвалят именно те работы, которые, как кажется, совсем не похожи на оригинал с точки зрения анатомии, — и лишь потому, что эти портреты ухватили некое невыразимое свойство модели. «Художник-портретист не стремится к буквальному сходству. Он сознательно игнорирует некоторые из видимых элементов, другие он видоизменяет и даже вводит такие элементы, которых вообще не видит в натурщике. Всё это делается искусно и систематически, чтобы вызвать у клиента ощущение, что портрет „похож“ на оригинал». Сходство в портрете в итоге формулируется как то, что художник представил в качестве обобщённого, важного, отобранного из реального множества того, что представляет собой человек. Фотография удерживает застывшее выражение лица в один момент, рисунок даёт общее совокупное впечатление от лица.

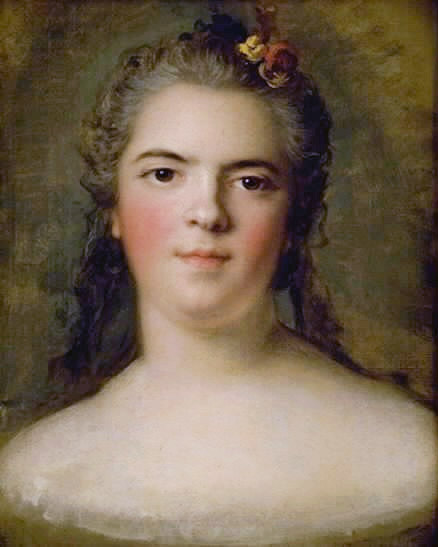
Ж.-М. Натье. «Принцесса Мария Луиза Елизавета Французская», 1749

Также на достижение сходства влияли и сторонние факторы. В период классицизма в среде знатоков искусства выработалась даже антономическая пара оценочных терминов — «правда» (точное подражание натуре) и «лесть». Последняя отражала, например, вполне естественное желание модели портрета выглядеть в изображении лучше, чем на самом деле. От художников ожидалось, что они с помощью портрета могут приукрасить «натуру», сохраняя при этом с ней связь при помощи сходства. О подобных портретах писал Джакомо Казанова: «редки, и очень редки те, что идеально похожи и вместе с тем сообщают неуловимый оттенок красоты лицу, на них запечатлённому. Подобные художники достойны состояния, что они наживают. Таков был парижанин Натье; ему было восемьдесят лет, когда я свёл с ним знакомство в пятидесятом году нынешнего столетия. Он писал портрет уродливой женщины; у неё было в точности такое лицо, как он изобразил на холсте, и, несмотря на то, на портрете она всем казалась красавицей. Внимательно разглядывали и не могли увидеть разность. Он добавлял и убавлял, но что — неведомо».

#### Сторонние влияния

##### Ожидания заказчиков
Фуфана свой портрет писати заказала,

Но живописцу то сказала:

Ты видишь, я крива;

Однако, напиши, что я не такова

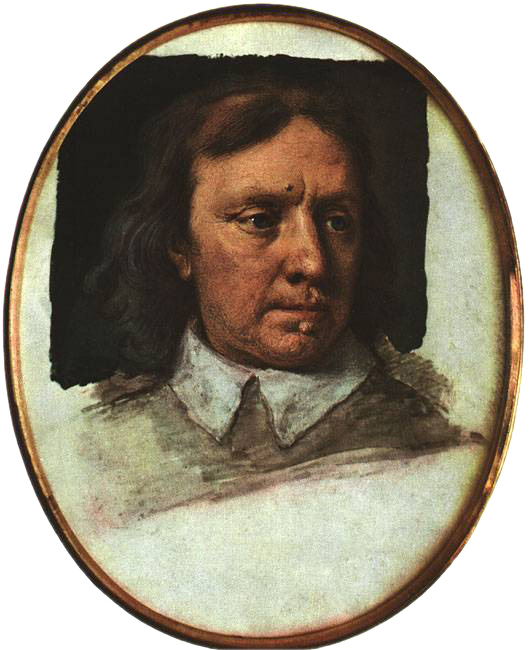
Самуэль Купер. «Незаконченная миниатюра с портретом Кромвеля»

Теоретик портрета Норберт Шнайдер пишет: «Важно помнить, что портреты всегда — продукт компромисса. Они — результат соглашения между художником и моделью, между эстетикой, обусловленной относительно независимыми правилами или традициями жанра — и индивидуальными требованиями патрона».
Воплощение в полотне одновременно и ожиданий модели, и её реальной внешности является важным аспектом творчества портретистов. Как правило, каждый художник последователен в своём подходе к передаче сходства: клиенты, которые отправлялись к Джошуа Рейнольдсу, знали, что они получат светский идеальный портрет, в то время как модели Томаса Икинса не сомневались, что их напишут максимально реалистично. «Здесь важно понять, что стиль художника — не прихоть его игривого ума и не зависимость от определённого материала или технологии, но тип его взаимоотношения с миром. Он не может по-другому. Рембрандт, например, не мог, даже на заказ, писать более светлые и прозрачные портреты так же, как Ренуар — тяжёлые и тёмные».

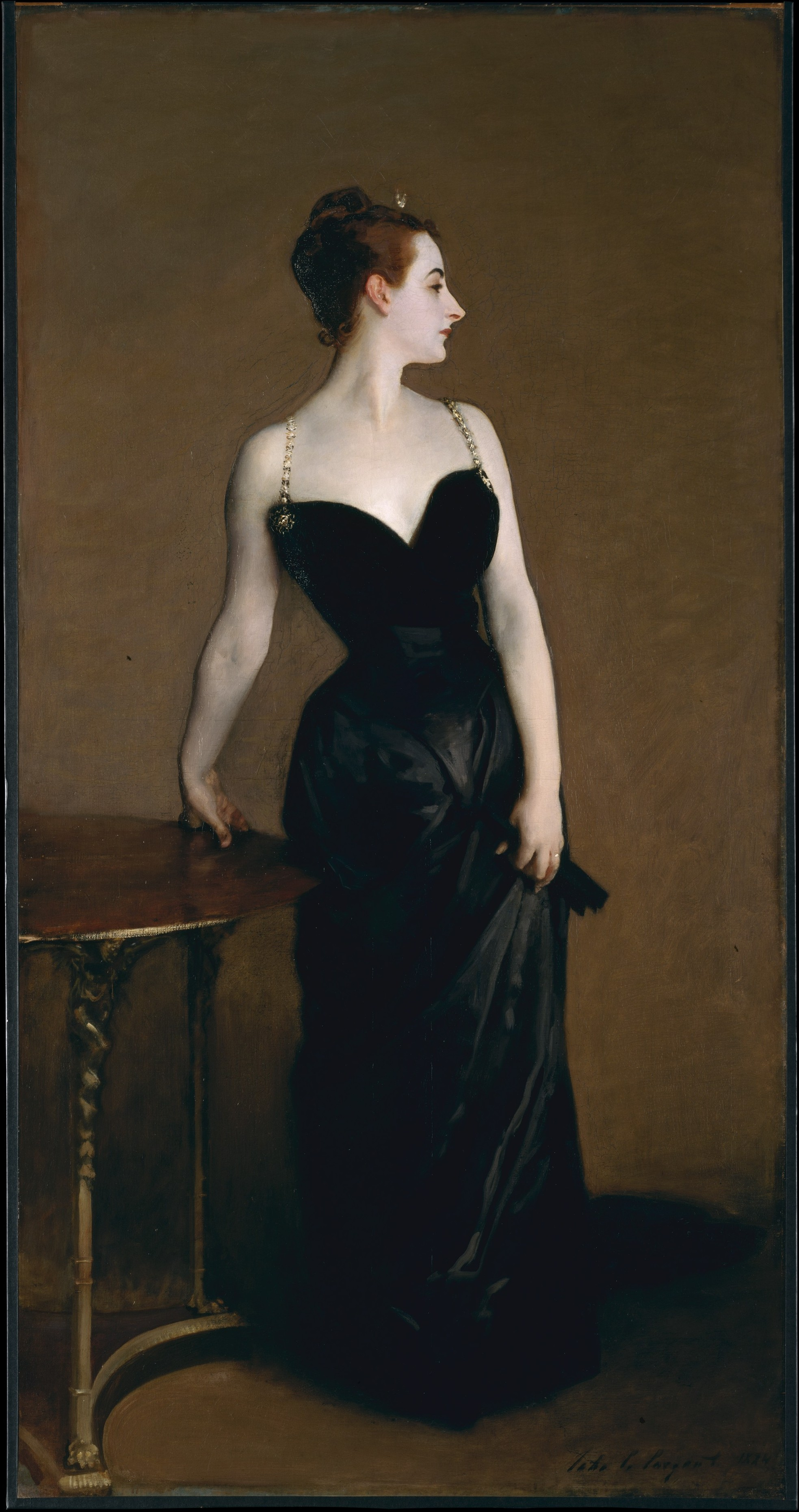
Джон Сарджент, «Портрет мадам Икс», 1884, Музей Метрополитен

Модель, заказывая портрет, обычно точно представляет, что ей нужно. Редкостью было требование полного реализма от пуританина Оливера Кромвеля, который требовал от художника, чтобы тот написал его без прикрас: «Мистер Лели, я надеюсь, Вы приложите всё своё искусство к тому, чтобы нарисовать мой портрет в точности похожим на меня, без всякой лести, отметив все эти морщины, прыщи и бородавки, которые Вы видите. В противном случае я не заплачу Вам за неё ни фартинга». Обычно модели стремились к более благообразному виду. Нередко перед написанием портрета художник и клиент могли заключать письменный контракт, в котором заказчик обговаривал свои требования.

«Подход к сходству в портрете у заказчика и художника различный. Если заказчик, зритель понимает под портретом только и исключительно то, что обладает несомненным сходством с неким лицом-оригиналом, то художник, отталкиваясь от оригинала, который он воспринимает всего лишь как модель, строит свой особый художественный мир. И непонимание этой разницы взглядов порой приводило в истории портрета к настоящим курьёзам». Иногда клиент или его семья остаются недовольны произведением искусства, и художник сталкивается с необходимостью переписать работу или отказаться от гонорара. Так, знаменитый «Портрет мадам Рекамье» Ж. Л. Давида был отклонён моделью, точно также, как не менее известный «Портрет мадам Икс» Джона Сарджента. Виппер даже говорит о прямой «вражде» между портретистом и заказчиком, поскольку у них обоих стоят совершенно разные задачи: у одного — создать произведение искусства, у другого — увидеть на полотне свой внутренний мир. «Существует особая точка зрения по поводу сходства в портрете — мнение портретируемого. Она обычно прямо противоположна мнению художника… Человек очень редко видит себя таким, каков он есть, а если узнаёт, то обычно очень поражён, если художник изобразил его наружность правдиво».
Великий Эннёр пристыдил даму, плакавшую, что портрет её вышел совсем не похож. «Эх, сударыня! — сказал знаменитый эльзасец, — когда вы умрёте, ваши наследники почтут за счастье иметь прекрасный портрет, подписанный Эннёром, и им будет совершенно всё равно, похожи вы или нет».
Гращенков пишет: «жизненные суждения человека о собственной личности, о своей внешности, характере и внутреннем мире далеко не тождественны с тем, что думает на этот счёт художник. И чем сильнее расходятся их взгляды, тем острее может быть конфликт между требованиями заказчика и волей художника». (Особенно очевидно это становится при сравнении автопортретов художников и изображений их же коллегами).

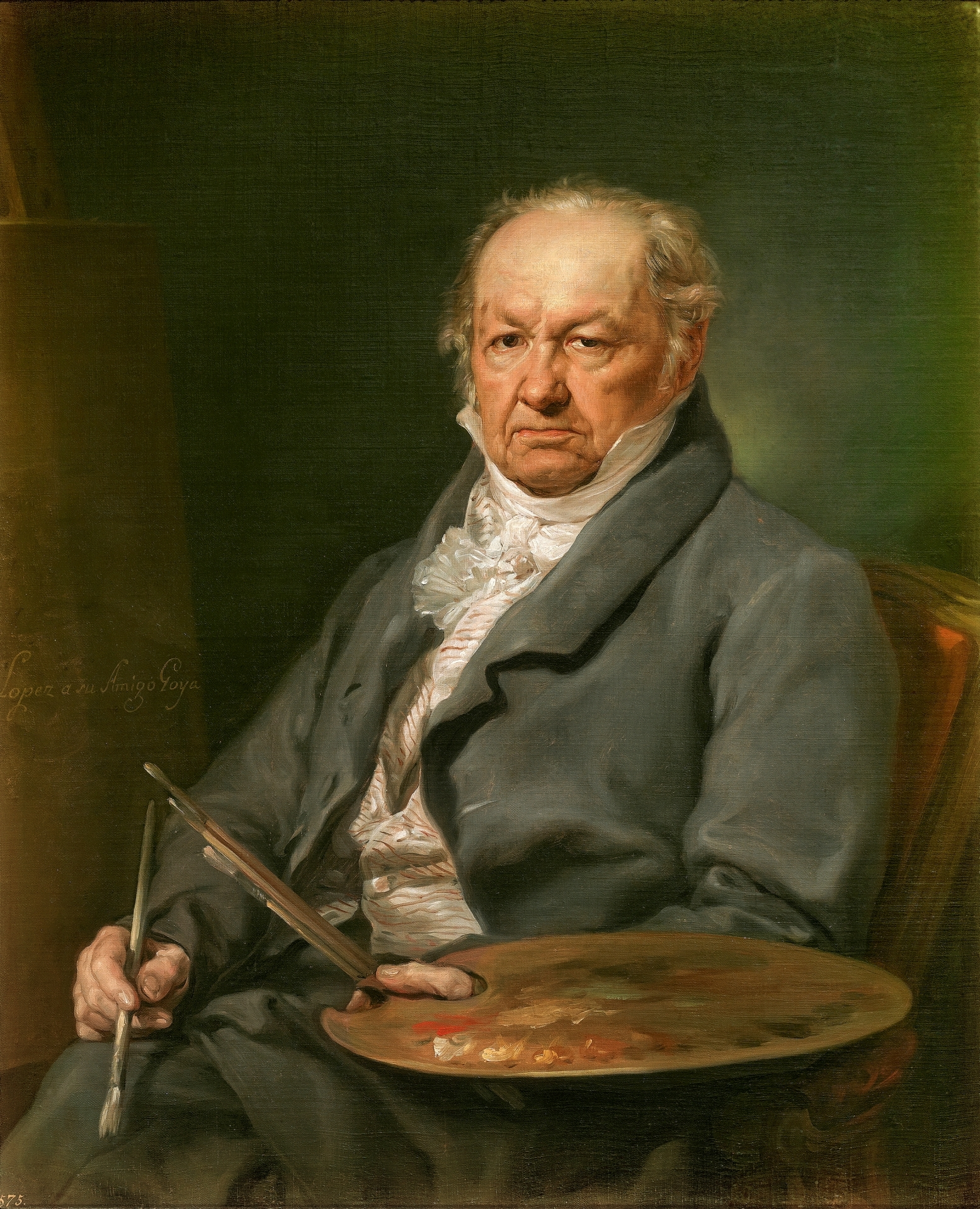
Академический художник Висенте Лопес-и-Портанья видел Гойю почтенным и полным достоинства мастером
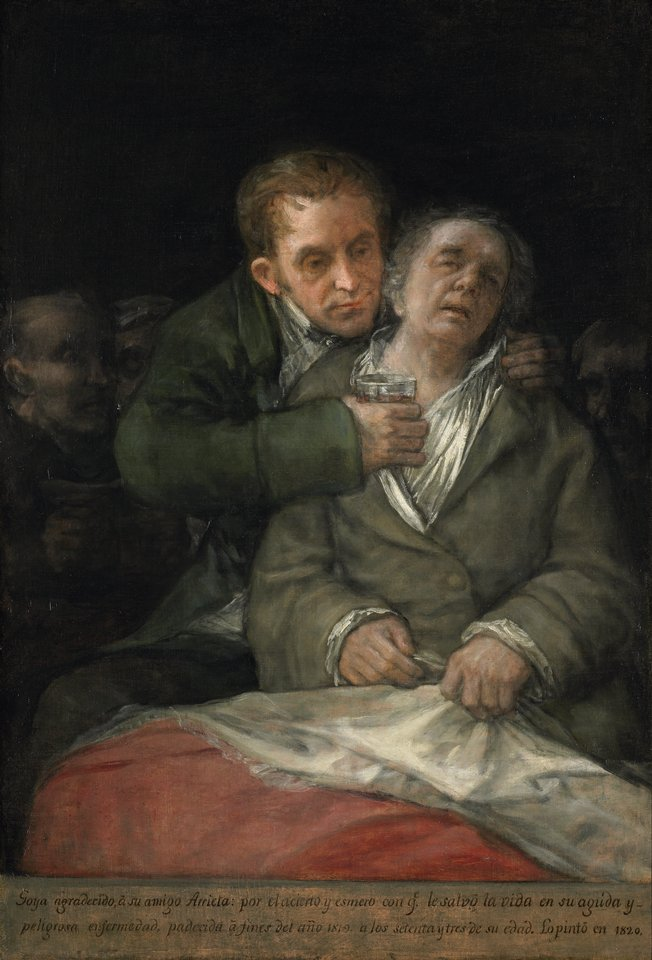
в то время как сам Гойя пишет свои автопортреты весьма мрачными, например, в виде больного и очень усталого человека, которому необходима поддержка доктора
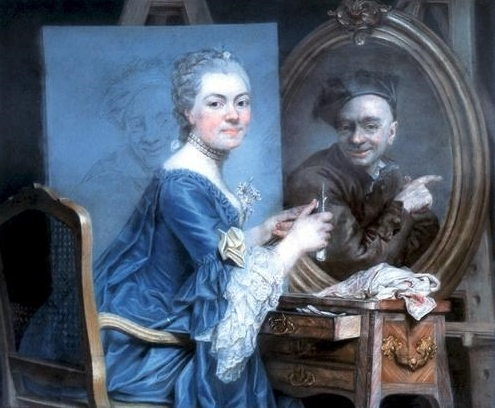
Мари-Сюзон Рослин в своём автопортрете позиционирует себя как художницу, мастера, которой доверили создание портрета Мориса Латура
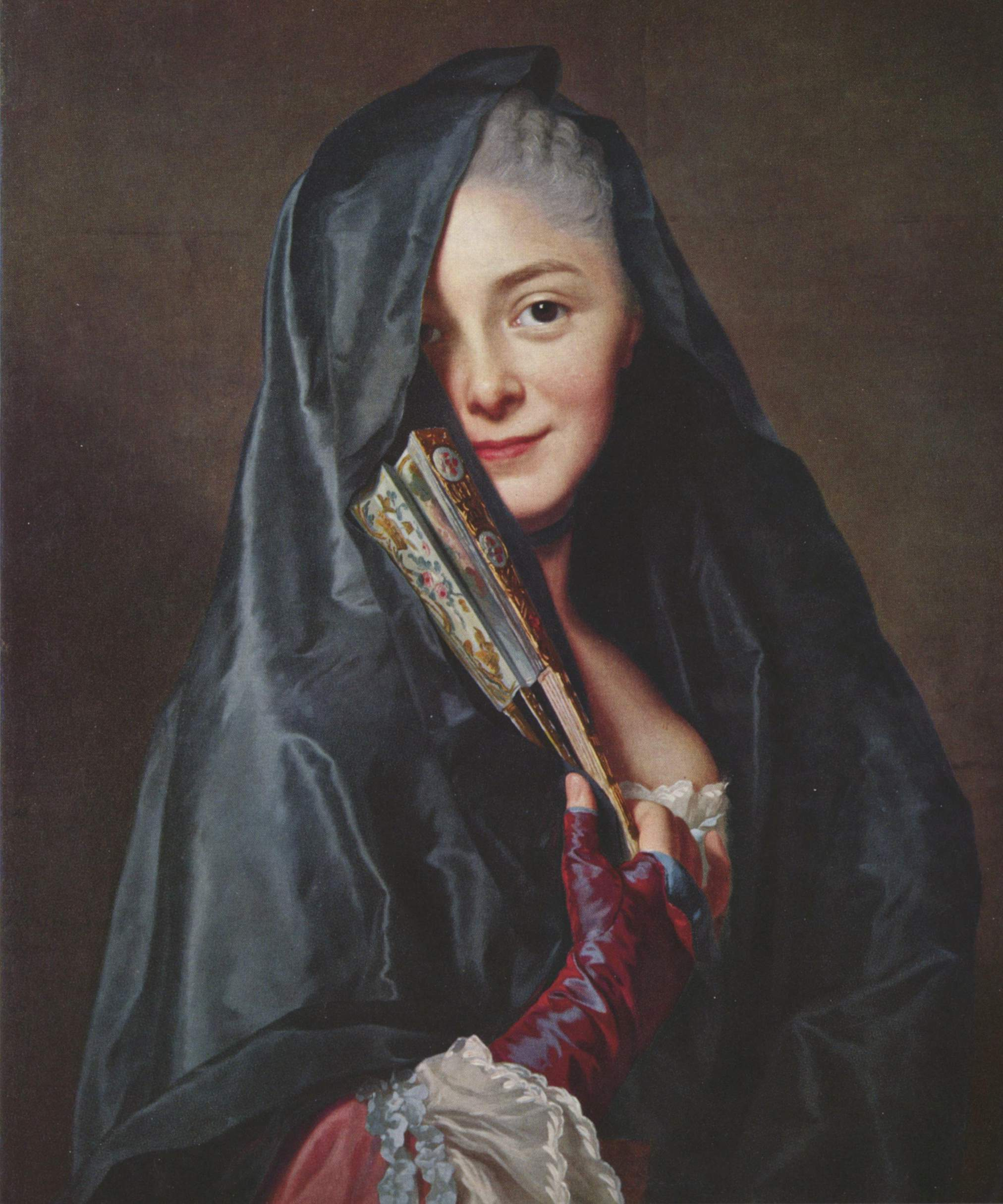
а её муж Александр Рослин видит в ней очаровательную и привлекательную женщину с некой загадкой (см. «Дама под вуалью»)

##### Влияние личности художника на портрет
В портрете, в том числе и фотопортрете (в отличие от обычной фотографии), объективному изображению реальных черт лица сопутствуют определённые отношения мастера и модели. Эта трактовка отражает собственное мировоззрение мастера, его эстетическое кредо и т. д. Всё это, переданное в специфически-индивидуальной художественной манере, вносит в портретный образ субъективную авторскую окраску и делает портреты, принадлежащие кисти лучших мастеров портретного жанра, одновременно и максимально точно передающими психологию модели, и несущими черты сразу узнаваемой руки художника. «Портрет не только изображает индивидуальность человека, но и выражает индивидуальность художественной личности автора. Художник вживается в облик модели, благодаря чему постигает духовную сущность человеческой индивидуальности. Такое постижение происходит только в акте эмпатии (перевоплощения) в процессе слияния Я модели и Я автора. В результате возникает новое единство, подобное тому, которое возникает между актёром и его ролью. Благодаря такому слиянию модель на портрете выглядит как если бы она в действительности была живая», «портрет — плод духовного coitus’a оригинала с художником».
Автор портрета, как правило, не бесстрастный регистратор внешних и внутренних особенностей портретируемого: личное отношение художника к модели, его собственное мировоззрение, его творческая манера накладывают на произведение зримый отпечаток. Николай Евреинов отмечает, что у малокультурных народов существует суеверное предубеждение против портрета, основанное на вере, будто живая душа человека переходит в нарисованное изображение; но на самом деле пленённой оказывается душа портретиста в миговом, минутном или часовом её переживании. Благодаря этому «рука» портретиста легко узнаётся в его работах. Альфонс Доде, глядя на это с другой стороны, обобщает: «художник, обладающий длинным носом, стремится удлинить носы во всех портретах, которые он пишет». В некоторых случаях можно говорить об идеализированной «маске», которой награждает живописец всех своих моделей. Именно поэтому портреты, выполненные с одного и того же человека разными художниками, могут совершенно различаться по передаче внутреннего мира.
Так, например (к аспекту о намеренном искажении внешности модели художником и отказа от определённых деталей), известна история с портретом Амбруаза Воллара кисти Пикассо. Воллару портрет не понравился, и картину продали Морозову в Москву. Тем не менее, несмотря на то, что картина выполнена в стиле кубизма, считается, что Пикассо изобразил Воллара более удачно и проницательно, чем его коллеги, писавшие Воллара реалистично.

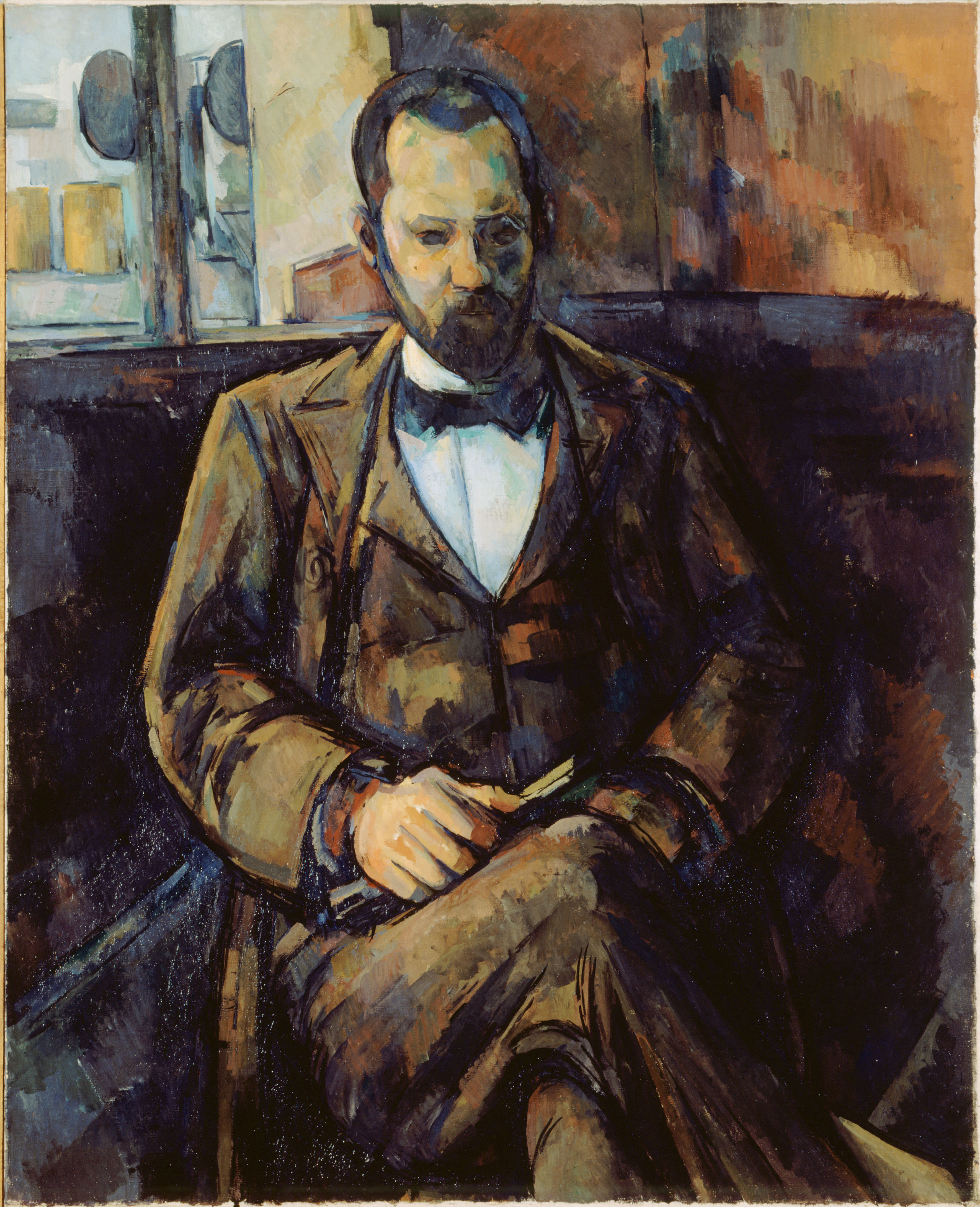
Поль Сезанн. Портрет Амбруаза Воллара (постимпрессионизм)
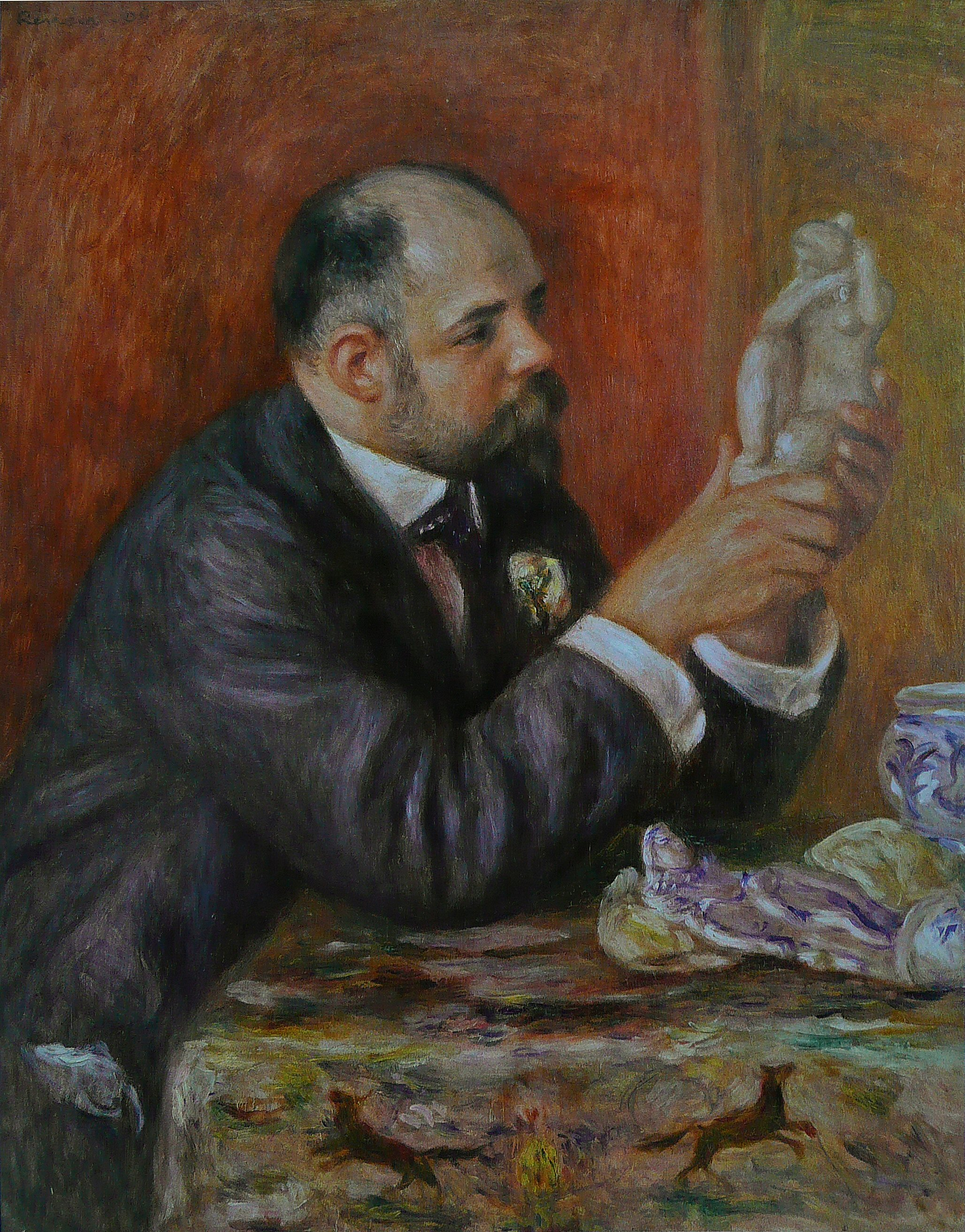
Пьер Огюст Ренуар. Портрет Амбруаза Воллара (импрессионизм)
Пабло Пикассо. Портрет Амбруаза Воллара (аналитический кубизм)
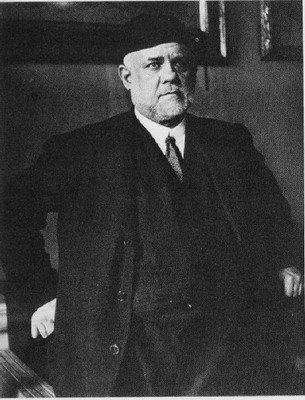
Фотография Амбруаза Воллара

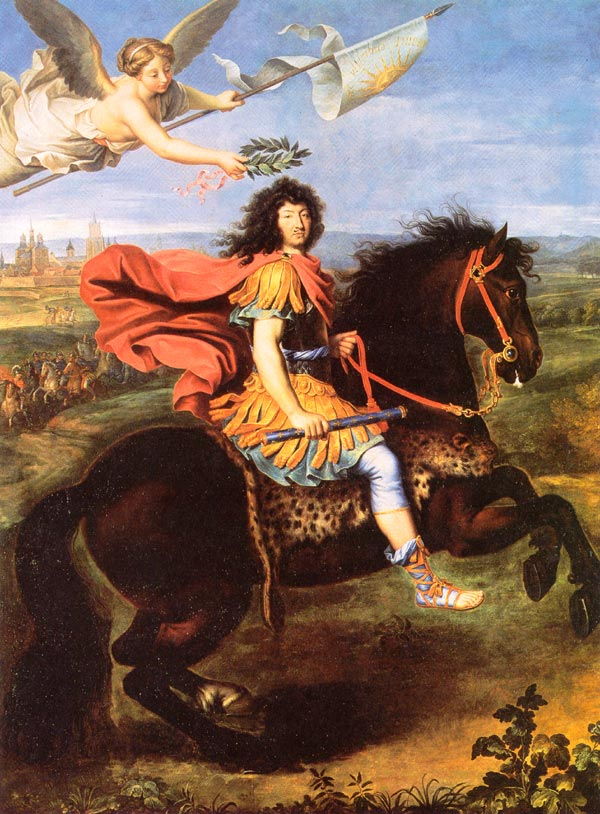
Пьер Миньяр. «Конный портрет Людовика XIV перед битвой при Маастрихте», 1673
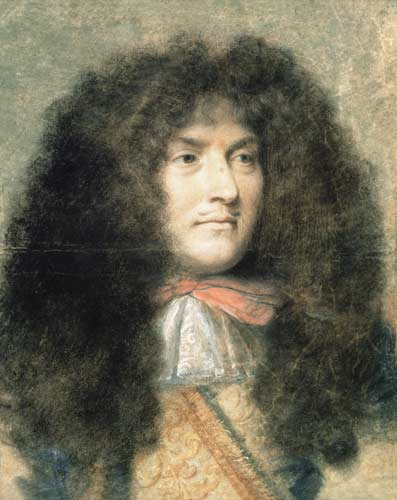
Шарль Лебрен. «Портрет Людовика XIV», 1673. Лебрен был близким к королю человеку, десятилетиями вместе с ним работавшим над общей мечтой — Версалем. Поэтому, несмотря на неизбежную идеализацию, его портрет более «дружеский», чем верноподданнический портрет кисти Миньяра.]]

Кроме того, на ощущения зрителя от портрета влияет разница в социальном положении между моделью и художником — мастер определённой стадии развитии общества отражает социальную дистанцию, черты сословной принадлежности. Например, барочный живописец XVII века, который находился на максимальном удалении от Короля-Солнца, в своём портрете короля отражал лишь его парадное великолепие, могущество. А уменьшение социальной дистанции между моделью и зрителем ведёт к тому, что художник желает проникнуть во внутренний мир человека, уничтожаются знаки аллегорического подтекста, отчётливости социального амплуа.

##### Влияние эпохи на портрет и его след в культуре
Причиной успеха портрета не всегда является точное внешнее сходство, которое удовлетворяет мнению заказчика-модели, но и также какие-то другие аспекты: например, если портрет максимально точно соответствует зрительному представлению отдельных людей, увлекательно и талантливо отражая их характер, социальное положение или профессию — в этом случае он близок к портрету-типу (о поджанрах портрета смотри ниже).

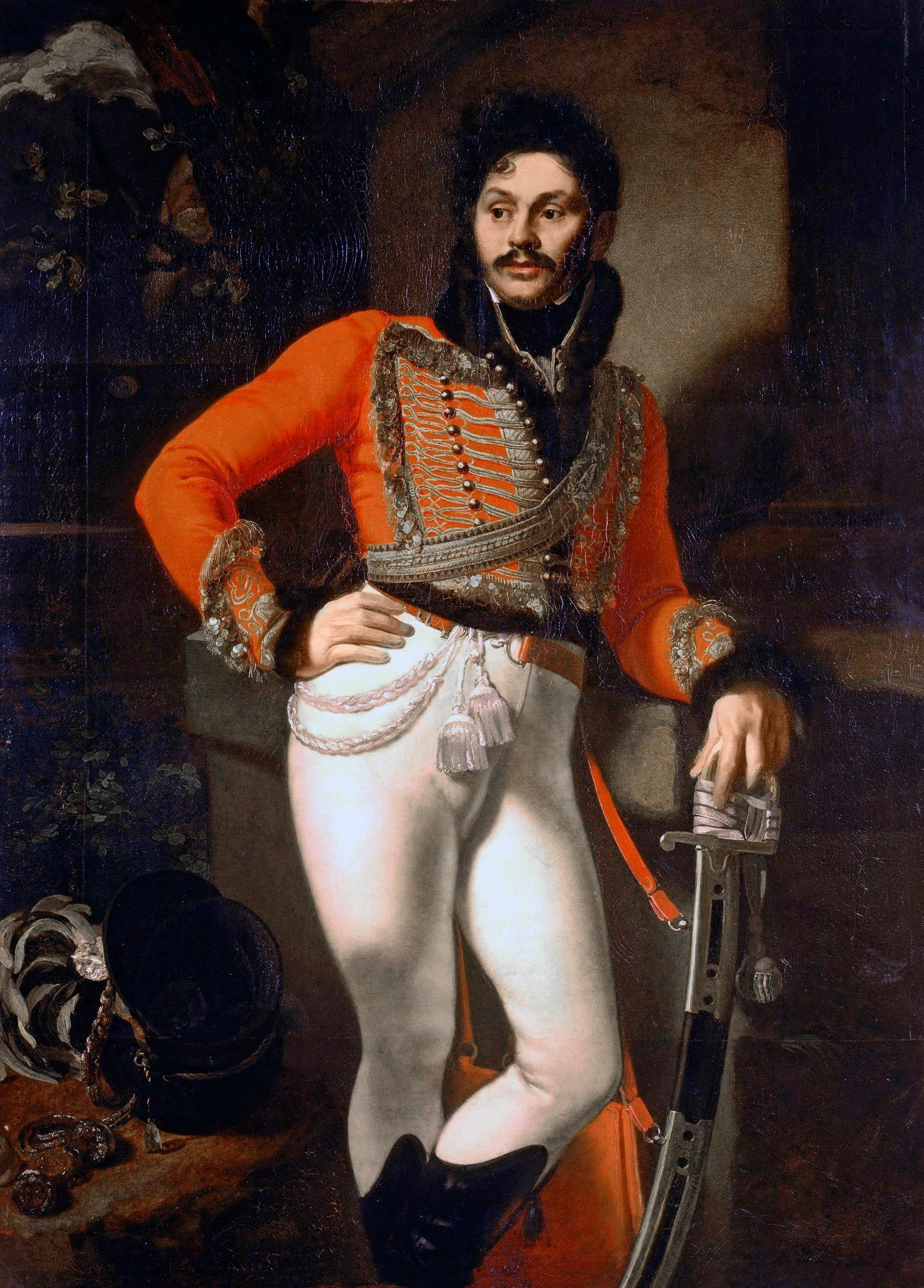
Орест Кипренский. «Портрет гусара Евграфа Давыдова», 1809. Картина, написанная как портрет конкретного человека, превратилась в образец типажа эпохи

Кроме того, вдобавок, «хороший портрет — это не столько суждение о конкретном человеке, сколько представление об образе жизни людей определённых эпох, их идеалах и представлениях о человеке… Портрет даёт современному зрителю возможность совершенно уникального общения. Диалог художника с самим собой или моделью перерастает во внутренний диалог человечества». Борис Виппер, отмечая эту уникальную особенность портрета, говорит о ней как о «хитром обходе божественной воли, не давшей человеку бессмертия». «Концепция личности в портрете находится в сложной зависимости от мировоззрения, эстетических и социальных идеалов, от стиля своего времени. Взаимоотношения художника и портретируемого не есть постоянная величина — динамика формирования образа для каждого исторического периода имеет свои особенности. За портретом и моделью в том или ином виде стоит самосознание их эпохи. Проблема „портрет и время“ — это проблема социальной психологии в портрете… портрет — своего рода зримая летопись времени».
«Совокупность портретов, написанных в один и тот же период, создаёт яркую картину общества, много рассказывает о жизни и времени (…) Портрет предполагает не только передачу внешнего облика, но и раскрытие внутренней жизни человека, его характера и психологии, и, что особенно важно, в индивидуальных особенностях портретируемого художник должен увидеть и отразить то типическое, общее, что связывает человека с современностью», считают исследователи.
В «Эстетике» Гегель выразил точку зрения, которая стала одно время почти нормативной: он бушевал насчёт «почти отталкивающе реалистичных портретов» и требовал, чтобы художник-портретист льстил своей модели, обращая меньше внимания на наружность, и «показывая нам то, что подчёркивает общий характер субъекта и неизменные душевные качества». Согласно этому мнению, духовная природа должна предопределять наше изображение человеческого существа. Такое понятие личности проистекает из принципа внутренней природы в немецкой идеалистической философии. Портреты XVIII—XIX века действительно отличаются меньшей реалистичностью по сравнению с предыдущим периодом.

##### Идеал в портрете

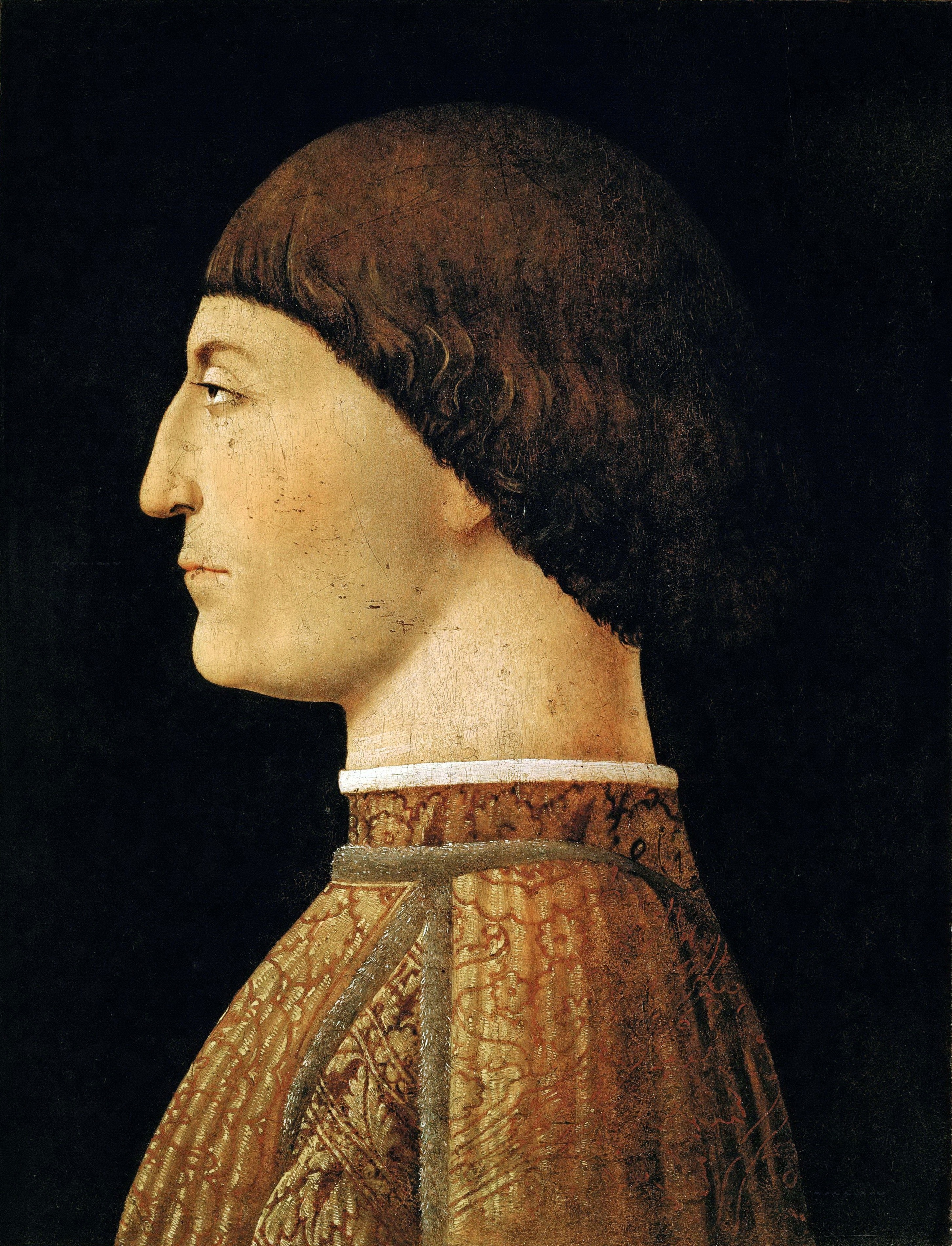
Пьеро делла Франческа, «Портрет Сиджизмондо Малатеста», 1450, Лувр. Профильный портрет известного кондотьера эпохи Раннего Возрождения отличается гармоническим восприятием личности и приближением к идеалу эпохи

Виктор Гращенков пишет, что для понимания портрета следует учитывать тот идеал, который лежал в основе художественных устремлений эпохи, когда картина была создана. Этот идеал, который находил своё преломление в изображении конкретной личности, формировался из сплава социальных, религиозных, этических и эстетических воззрений и был достаточно чётким нормативом, который определял характер личности, изображённой на портрете, и диктовал художнику манеру изображения модели. Но этот идеал, само собой разумеется, никогда не может стопроцентно совпадать с действительностью, а подчас может с ней даже расходиться, и это противоречие диктуемого эпохой идеала и сути изображённого человека неизбежно отразится в портрете. «В своём произведении, сознательно или бессознательно, художник должен слить воедино то единственное и неповторимое, что присуще облику индивидуальной модели, с тем умозрительным идеалом личности, который порождён его воображением».
В своём трактате по живописи Джованни Паоло Ломаццо (1538—1600) выражает основную цель новых стандартов, возникших в Ренессанс, требуя от портрета, чтобы художник «подчёркивал достоинство и величие человеческого создания, выражая победу Природы»

Алексей Антропов. «Портрет императрицы Елизаветы»

Франсуа Буше. «Портрет мадам Помпадур» — пример идеализированного портрета

Таким образом, определение портрета можно сформулировать таким образом:

Портрет есть понимание индивидуальной личности сквозь призму господствующего мировоззрения данной эпохи.

Для глубины проникновения портретиста в личность модели важно, в какой исторический период развития искусства создавалась картина. Так, если художник творил в тот период, когда индивидуальность подчинялась ремесленно-корпоративному единству, это являлось определённой гарантией успеха в создании портрета в условиях неразвитости культуры данного жанра. С другой стороны, из-за этого возникают чёткие объективные ограничения в трактовке образа человека (как, например, у Антропова). Носители подобного метода, обладая целостным видением, не могут углубляться во внутренний мир модели (даже если модель и ситуация провоцирует к этому), так как рискуют потерять почву под ногами. В таких портретах не может быть обыденных приземлённых ситуаций даже в самых камерных, интимных изображениях.
Абстрактная идеальность может сказываться в фиксированном характере движений модели — кокетливом положении рук, наклонённой голове и т. д.. Для произведений определённых исторических периодов характерны горделивое позирование, недоступность: демонстрируя свои достоинства, модели портретов предлагают зрителю воспринимать себя как образец, причём образец недосягаемый, к которому зритель должен стремиться, но вряд ли сумеет достичь. «Таким образом, возникает своего рода парадокс: модель хочет выглядеть не только по моде (иначе говоря, как все), но и как её законодательница, настаивая на том, что её „я“ — лучшее из возможных». На образный строй портрета влияет идеология эпохи, в которую он создаётся, так, в эпоху Просвещения полотно в силу подчёркнутой демонстративности поз и жестов моделей может стать средством воспитательного воздействия с использованием разветвлённой и хорошо разработанной системы способов общения со зрителем. Модель может быть «заинтересована» в реакции зрителя, может рассчитывать на взаимопонимание и «настойчиво адресовываться зрителю» (жестами, см. ниже), а может и обходиться без реакции внешнего мира, настолько её внутренний мир может быть богатым.

### Зрительные характеристики

#### Настроение, мимика, глаза и руки

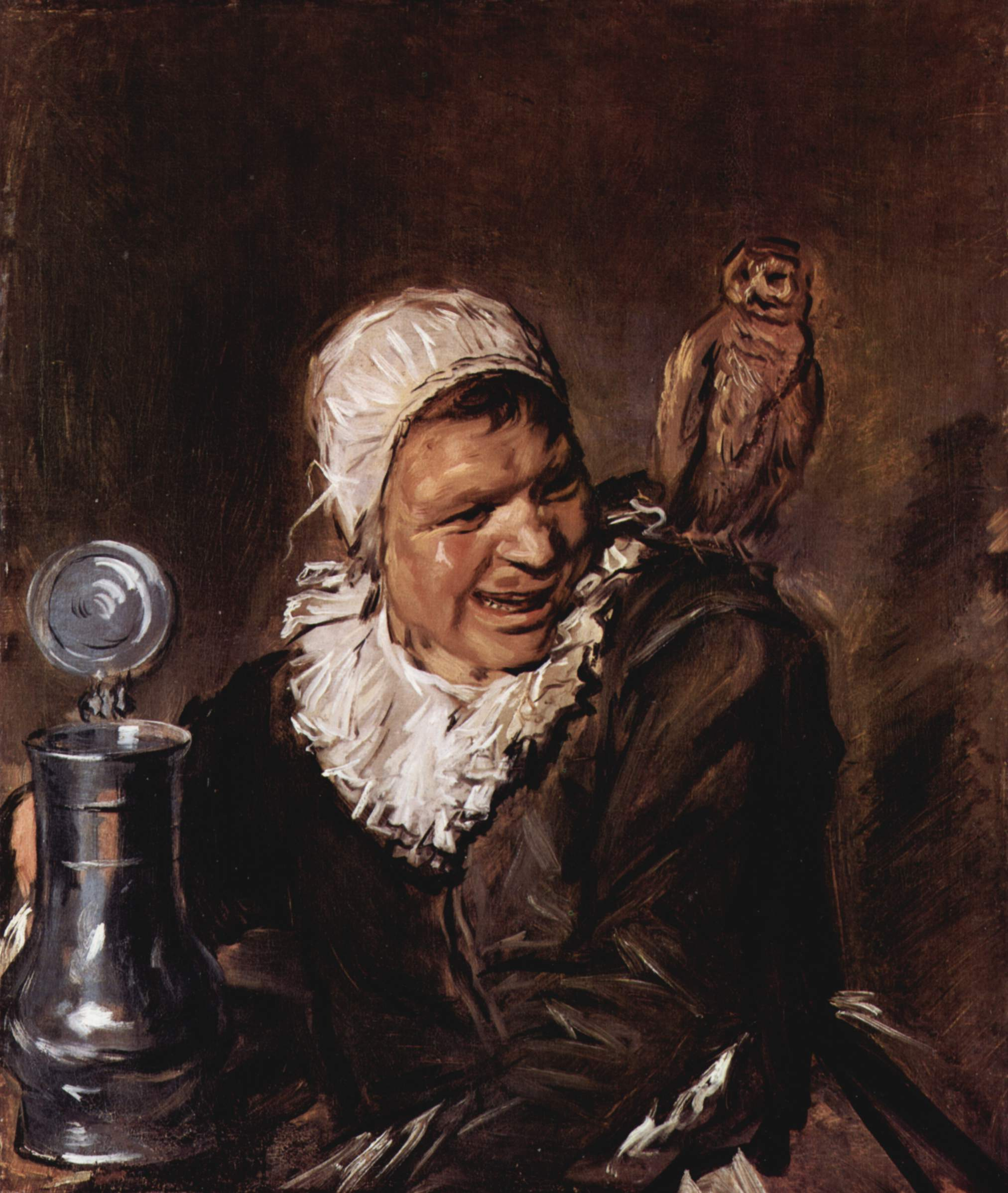
Франс Халс. «Гарлемская ведьма» — хотя на картине изображён реальный человек, это уже не портрет, а жанровая картина

Ключевым пунктом успешного портрета является хорошее владение рисунком и глубокое знание художником пластической анатомии, которое позволит ему грамотно передать внешность и индивидуальность модели.

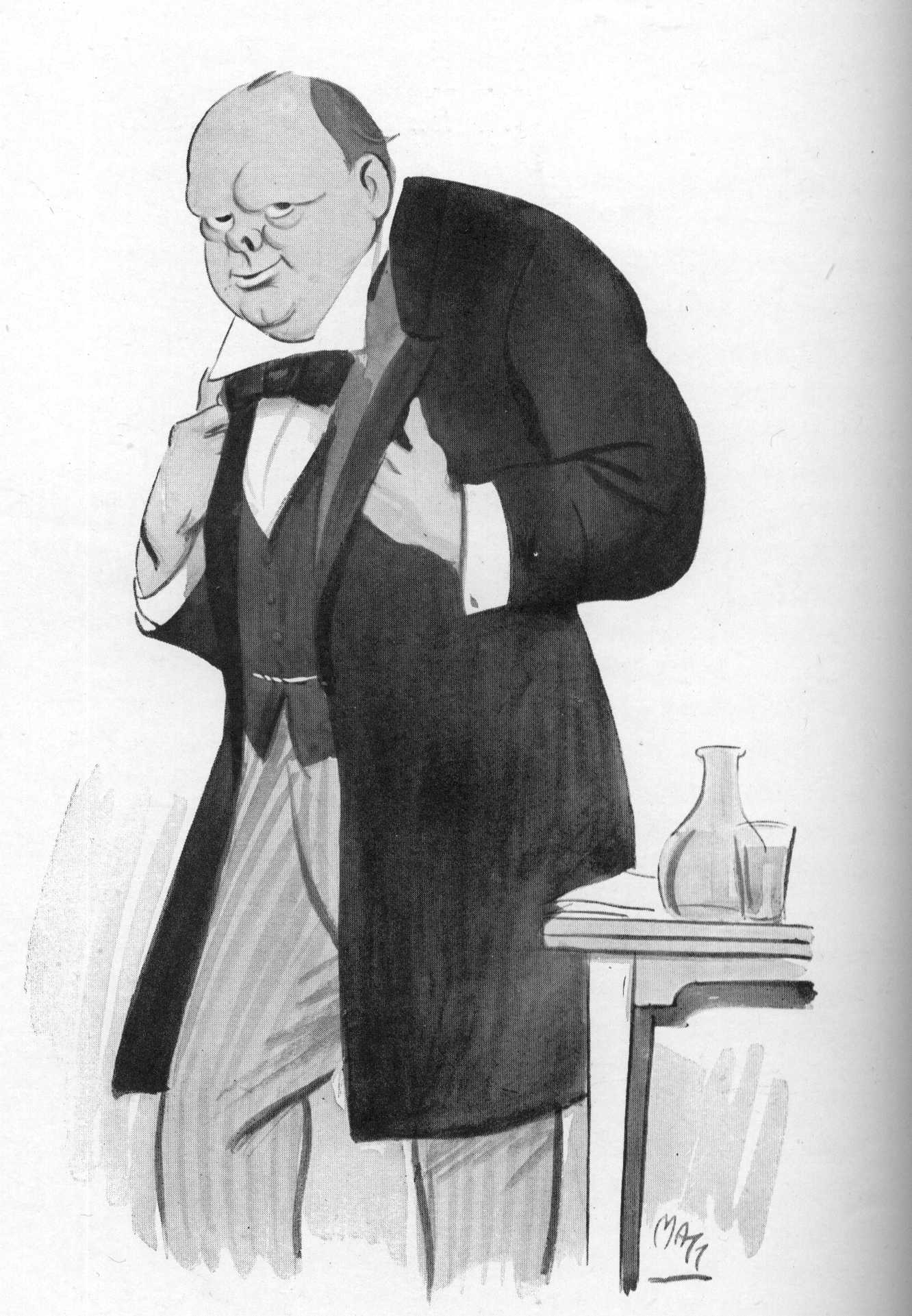
Мэтт. Карикатура на Уинстона Черчилля (1923) мгновенно опознаётся благодаря подчёркиванию самых ярких черт модели, но не является настоящим портретом

Лицо человека асимметрично, мастер должен воспроизвести его, учитывая тонкие различия между обеими сторонами, — все отклонения от симметрии важны для портретного сходства. Кроме того, художник должен уметь изображать натуру во взаимосвязи с окружающей средой, освещением и с учётом цветовых особенностей самой модели.
Художники могут бороться за реализм, подобный фотографическому, или же за импрессионистическое подобие — но всё это отличает портрет от карикатуры, которая пытается показать характер модели через преувеличение её физических особенностей. Художник вообще должен делать попытку репрезентативного изображения — «Единственная экспрессия, допустимая в портретной живописи — это экспрессия, передающая характер и моральные качества; и никакой временной, мимолётной, случайной гримасы» (Э. Бёрн-Джонс).

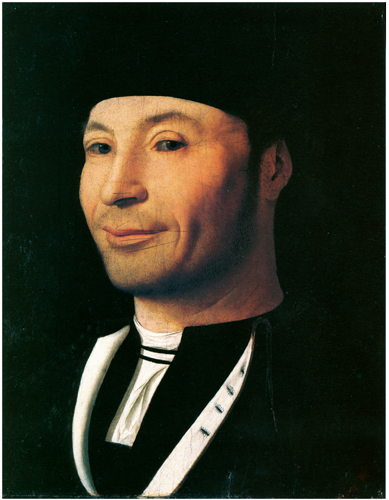
Антонелло да Мессина. «Портрет неизвестного», музей Чефалу

В большинстве случаев это приводит к тому, что модель изображается с серьёзным выражением лица, лишь изредка — с небольшой улыбкой. Рот обычно нейтрален, и поэтому большая часть выражения лица передаётся через глаза и брови. Модель в портрете находится в особенной форме бытия — созерцании-мышлении, сосредоточенности, вбирании в себя мира, погружении в самого себя. Человек освобождается от страсти, случайного настроения, погружён в мысли. На портрете человек обычно не действует, не говорит. «На портрете человек молчит, но это красноречивое молчание. Портрету противопоказаны аффекты (гнев, ярость, бурное веселье и т. д.) — сильное кратковременное чувство, связанное с активной двигательной реакцией. Для портрета характерен одушевлённый покой». Душа, как правило, передаётся через выражение глаз, через взгляд, устремлённый на зрителя. Глаза — один из наиболее выразительных знаков, поскольку передаёт важнейшее из пяти чувств. «Застывшие и широко открытые, они предназначены для восприятия безграничного мира как упорядочного космоса, где красота чувственная занимает своё определённое, отведённое ей место». А «взгляд, направленный, на зрителя, обращён ко всему человечеству».
Также портрету противопоказано комическое. (Там, где на портрете модели смеются, жанр портрета находится на границе с другими жанрами — этюдом, эскизом, «жанром» и т. п.). Улыбка, тем не менее, иногда появляется в портретах. Гращенков пишет: «Улыбка, даже едва приметная, освобождает лицо от бесстрастной отчуждённости; она как бы приоткрывает внутренний мир человека, делая его более определённым и доступным для постороннего взора. Малейшее движение губ мгновенно меняет всю мимику, выражение глаз, придаёт всему лицу живое единство. Как и глаза, губы всегда что-то „говорят“».
Важным моментом, создающим настроение портрета, является взгляд: модель может смотреть прямо на зрителя, будто приглашая его к разговору, или же взгляд может быть уведён мимо, лишён активной направленности, кажется невидящим и сосредоточенным на собственных мыслях. От этого изображённый человек кажется более задумчивым и спокойным. Если поворот головы направлен в одну сторону, а зрачки — в другую, то есть человек как бы оглядывается — то в портрете возникает движение. Если взгляд и движение направлены в одну сторону, модель кажется более спокойным.
Упоминается о важной роли языка тела модели: «важнейшей портретной проблемой для живописца (а также и скульптора, графика, литератора) является передача человеческого лица и его рук. Лицо и руки передают нам практически всю информацию о конкретном человеке. При этом в лице мы сосредотачиваем свой взгляд прежде всего на глазах, а в руках — на пальцах. Недаром говорят, что глаза — зеркало души человека, а руки — зеркало его тела». Гращенков пишет, что изображение рук — одно из важнейших средств психологической характеристики. «После лица и глаз руки портретируемого много могли рассказать о нём зрителю. Их форма, их движения и жесты, как они прикасаются к чему-нибудь или как они держат какой-нибудь предмет — всё это становится неповторимой частью индивидуального облика человека». Осанка также является важным способом подчеркнуть индивидуальность модели. Кроме того, мимика и жесты рук попросту позволяют налаживать контакт со зрителем, а отстранённое «древнеегипетское» лицо остаётся вещью в себе. Если жест человека обращён не прямо к зрителю, а к некой аудитории, как бы находящейся за пределами полотна, возникает ощущение своего рода хроникальной отстранённости. Украшения, пышная причёска, одежда, разумеется, также являются существенной частью образной характеристики модели.

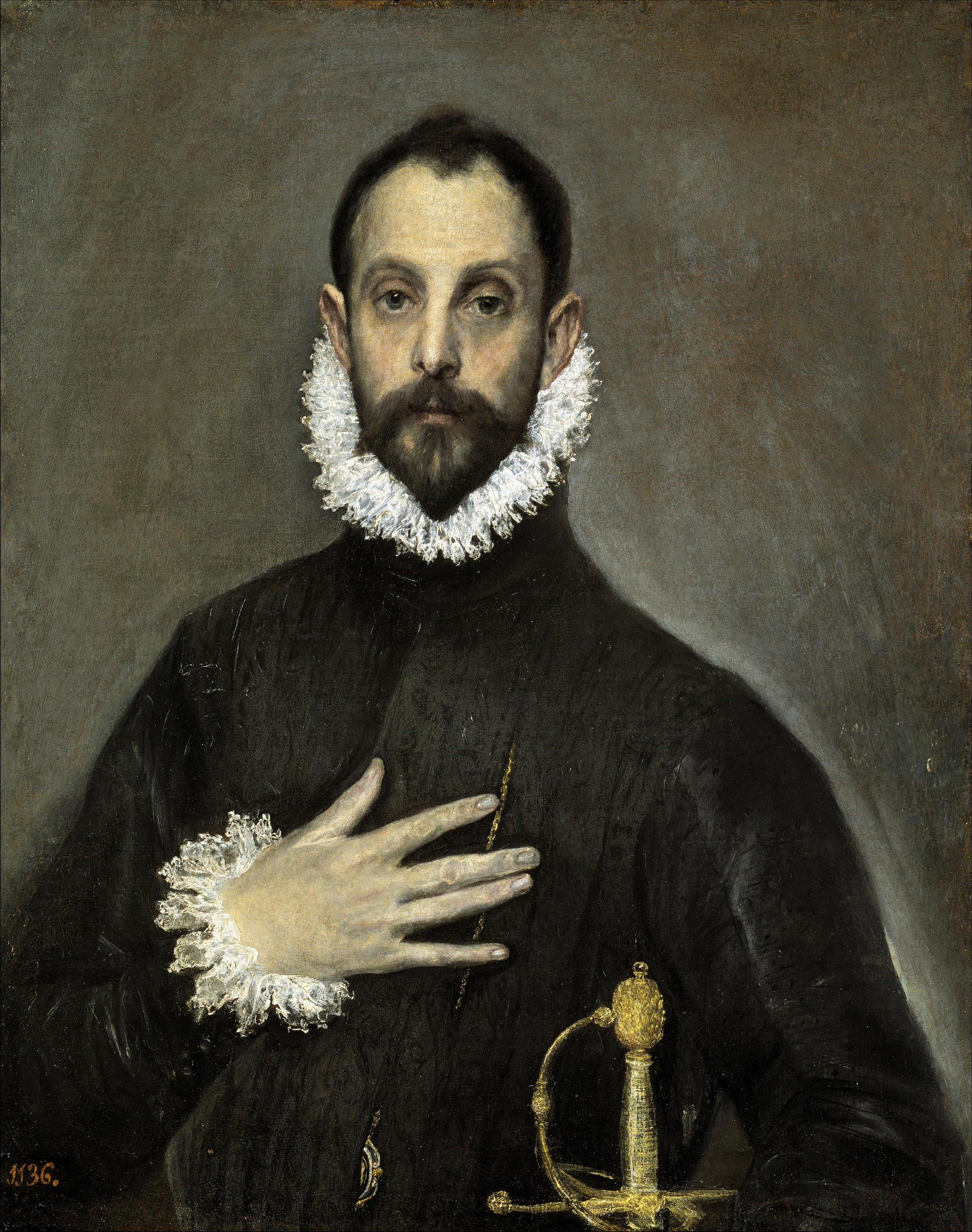
Эль Греко. «Портрет кабальеро с рукой на груди», ок. 1580
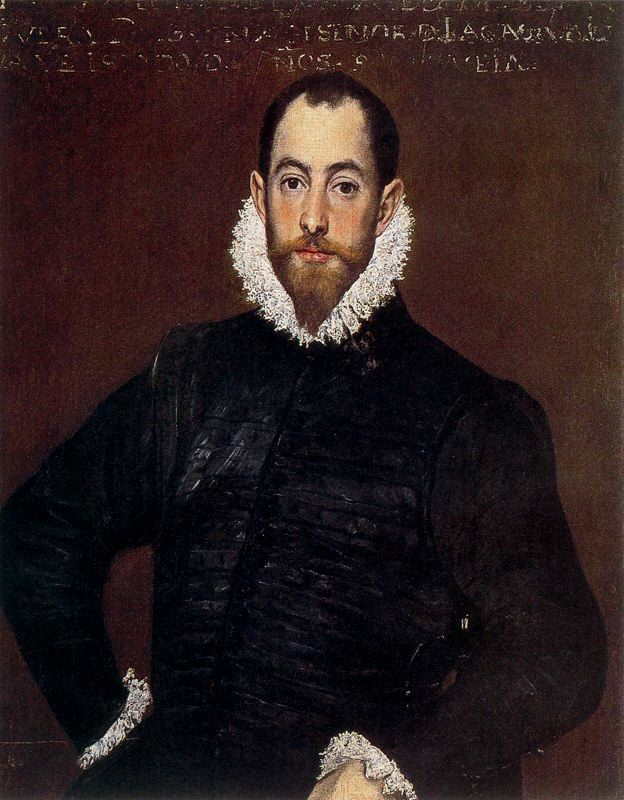
намного трепетней его же «Портрета кабальеро из семьи де Леива» без жестикуляции
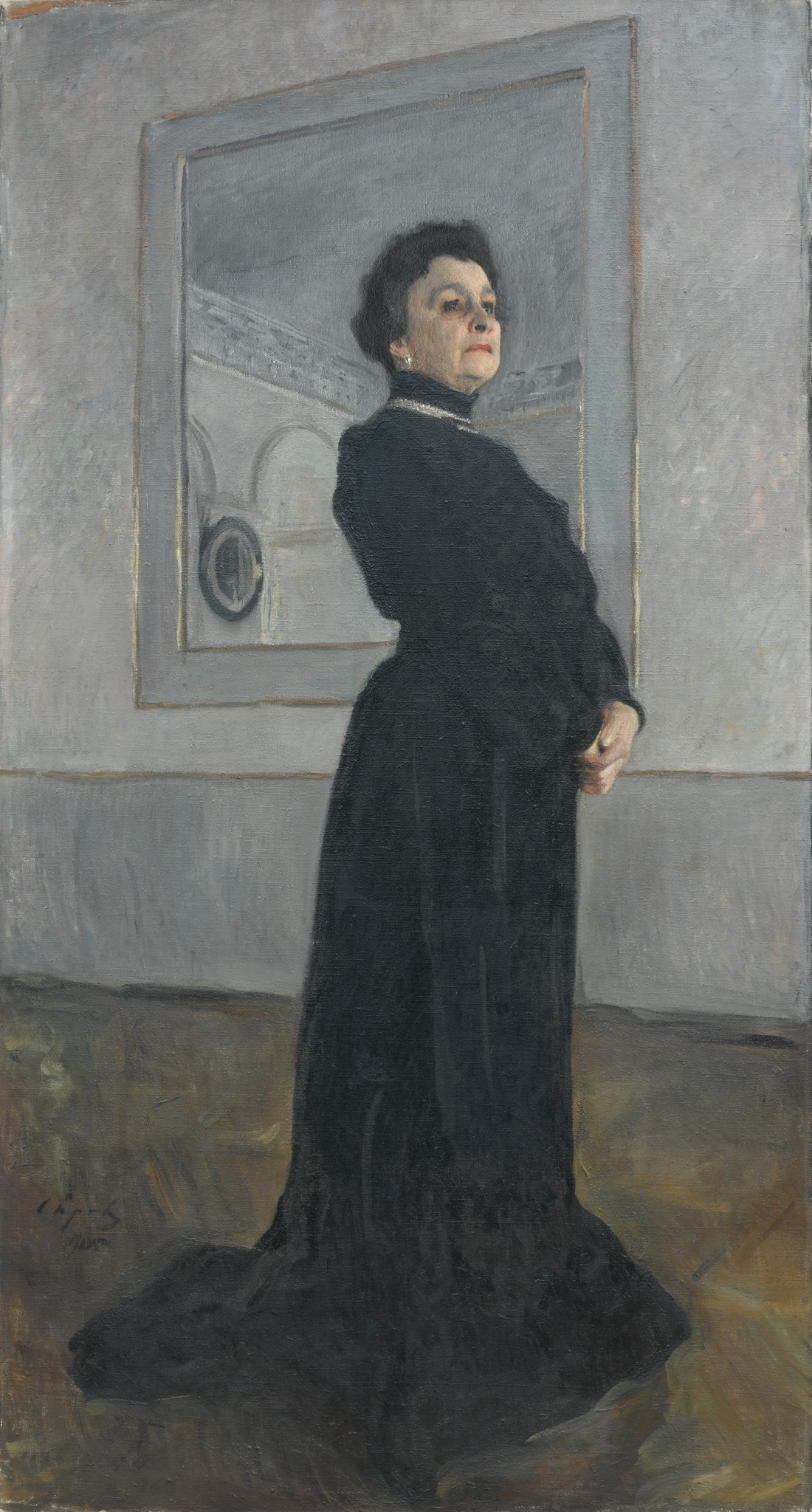
Валентин Серов. «Портрет актрисы Ермоловой». Великая актриса изображена с подчёркнуто гордой осанкой

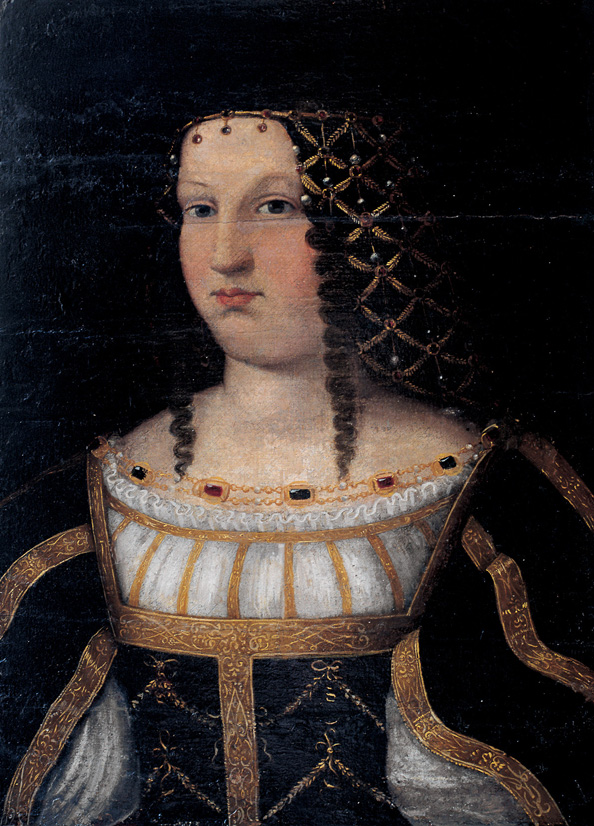
Хотя сохранилось несколько портретов, на которых, возможно, изображена Лукреция Борджиа, все они достаточно неудачны, и ни один из них не позволяет нам представить, какой был её характер на самом деле.

Кроме анатомического сходства, портретист обращает внимание на передачу других характеристик модели — социальное положение, национальность, возраст, религиозные и нравственные признаки, характер и проч. При этом учебники по рисунку предупреждают, что порой случается так, что художник, натренировавшись в передаче сходства с моделью, может при этом отнюдь не приобрести способности к выражению её характера — ведь добиться физического сходства в рисунке гораздо проще, чем выразить внутреннюю сущность человека. Об этой опасности не стоит забывать: «натуралистически остро переданная внешность может остаться простой маской, за которой нет ничего индивидуально-духовного. Так нередко бывало на ранних стадиях развития иллюзионистического портрета».

#### Красота в портрете

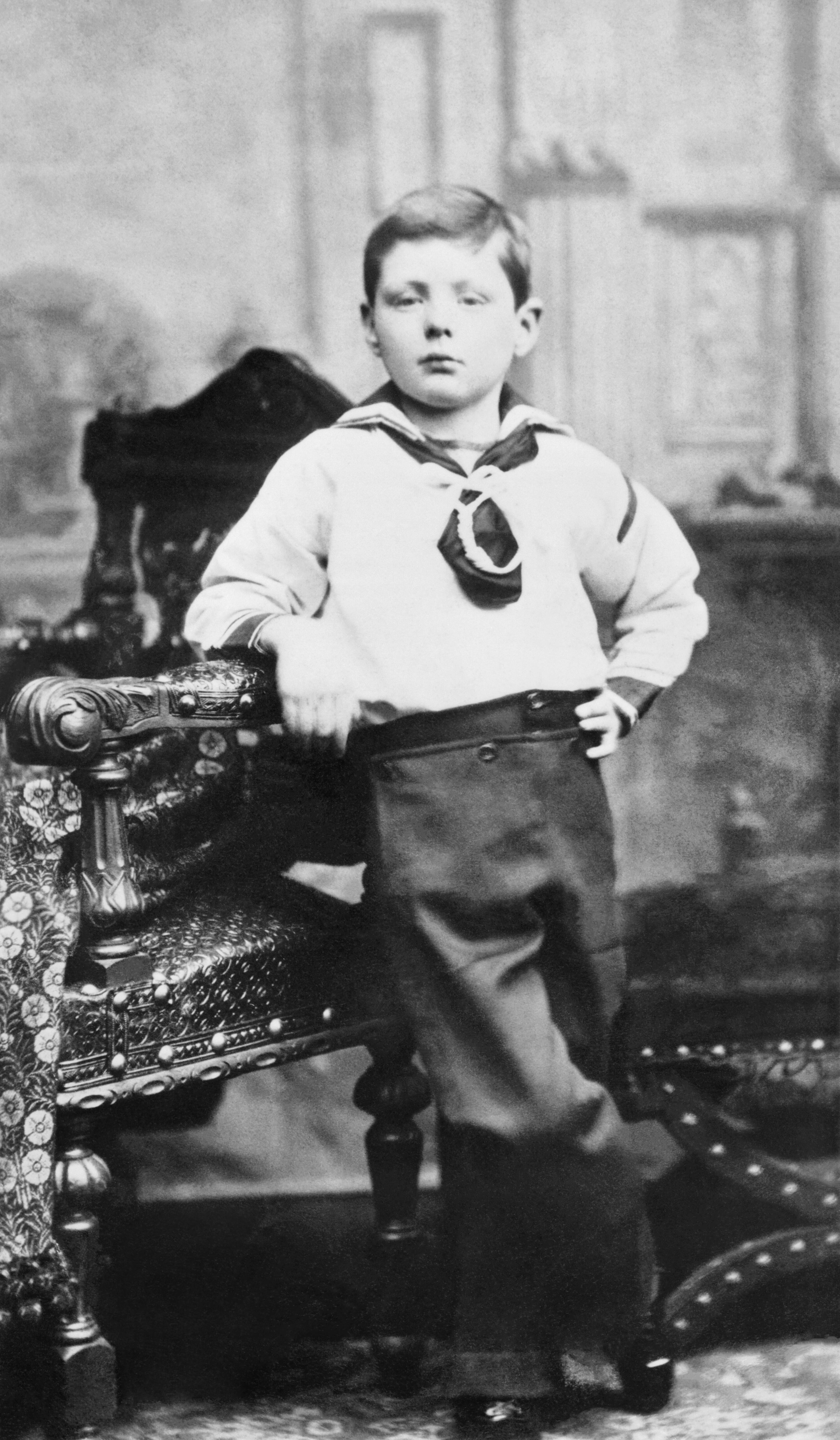
«Уинстон Черчилль в возрасте 7 лет». Фотопортрет, 1881 год. Ирландскому фотографу удалось поймать мгновение и ухватить в лице и позе ребёнка все те черты превосходства, которые будут отличать Черчилля в его взрослую карьеру.

Академик Лихачёв пишет: «Иногда точка зрения, с которой подходят к произведению искусства, бывает явно недостаточна. Вот обычная „недостаточность“: портрет рассматривают только так: „похож“ он или не „похож“ на оригинал. Если не похож — это вообще не портрет, хотя это, может быть, прекрасное произведение искусства. А если просто „похож“? Достаточно ли этого? Ведь искать похожести лучше всего в художественной фотографии. Тут не только похожесть, но и документ: все морщинки и прыщики на месте. Что же нужно в портрете, чтобы он был произведением искусства, кроме простой похожести? Во-первых, сама похожесть может быть разной глубины проникновения в духовную суть человека. Это знают и хорошие фотографы, стремящиеся ухватить подходящий момент для съёмки, чтобы не было в лице напряжённости, связанной обычно с ожиданием съёмки, чтобы выражение лица было характерное, чтобы положение тела было свободным и индивидуальным, свойственным данному человеку. От такой „внутренней похожести“ многое зависит в том, чтобы портрет или фотография стали произведениями искусства. Но дело ещё и в другой красоте: в красоте цвета, линий, композиции. Если вы привыкли отождествлять красоту портрета с красотой того, кто изображён на нём, и думаете, что не может быть особой, живописной или графической красоты портрета, вне зависимости от красоты изображаемого лица, — вы ещё не можете понимать портретной живописи». Именно потому так знамениты портреты стариков, например, рембрандтовские — несмотря на то, что юность и красота моделей уже прошла, портретист наслаждается, передавая их богатый внутренний мир и внутреннюю красоту.

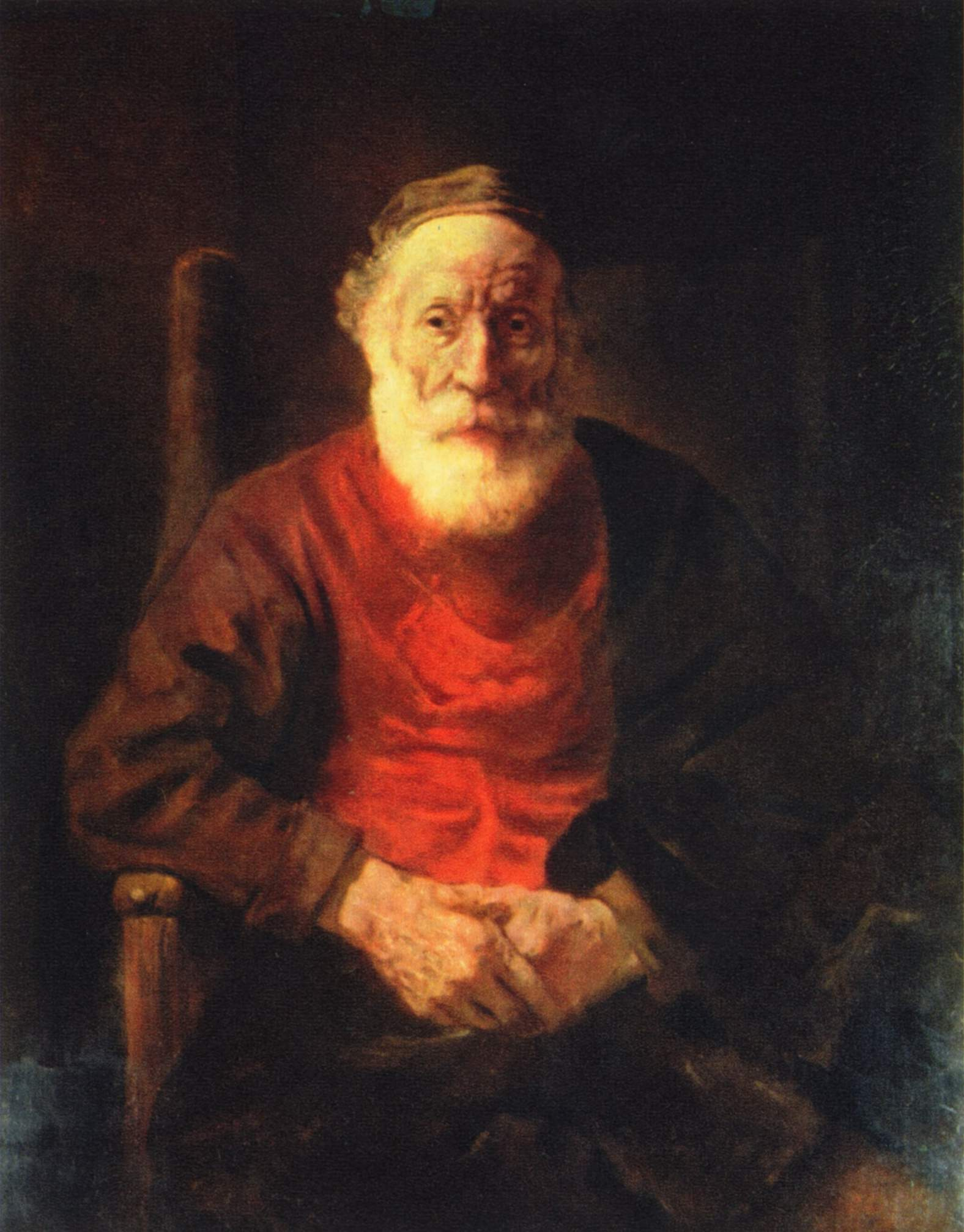
Рембрандт. „Портрет старика“, 1654

Любопытно указание на влияние изобразительных средств на образ: трактовка полотна в едином цветовом ключе может быть своеобразной метафорой человеческого темперамента.

#### Позирование
Портреты могут изображать людей, как подчёркнуто позирующих, так и в повседневной жизни — за каким-либо занятием. В некоторых исторических периодах целью портрета было запечатлеть и показать власть и могущество изображённых, поэтому был распространён так называемый «парадный портрет»; в другие эпохи художники более стремились отразить спонтанность, естественность и полноту жизни.
Исторически портреты прежде всего увековечивали память влиятельных и могущественных мира сего. С течением времени жанр заказного портрета всё больше стал распространяться на состоятельных представителей среднего класса. Сегодня портретная живопись всё также является предметом заказа правительств, компаний, клубов и частных лиц.

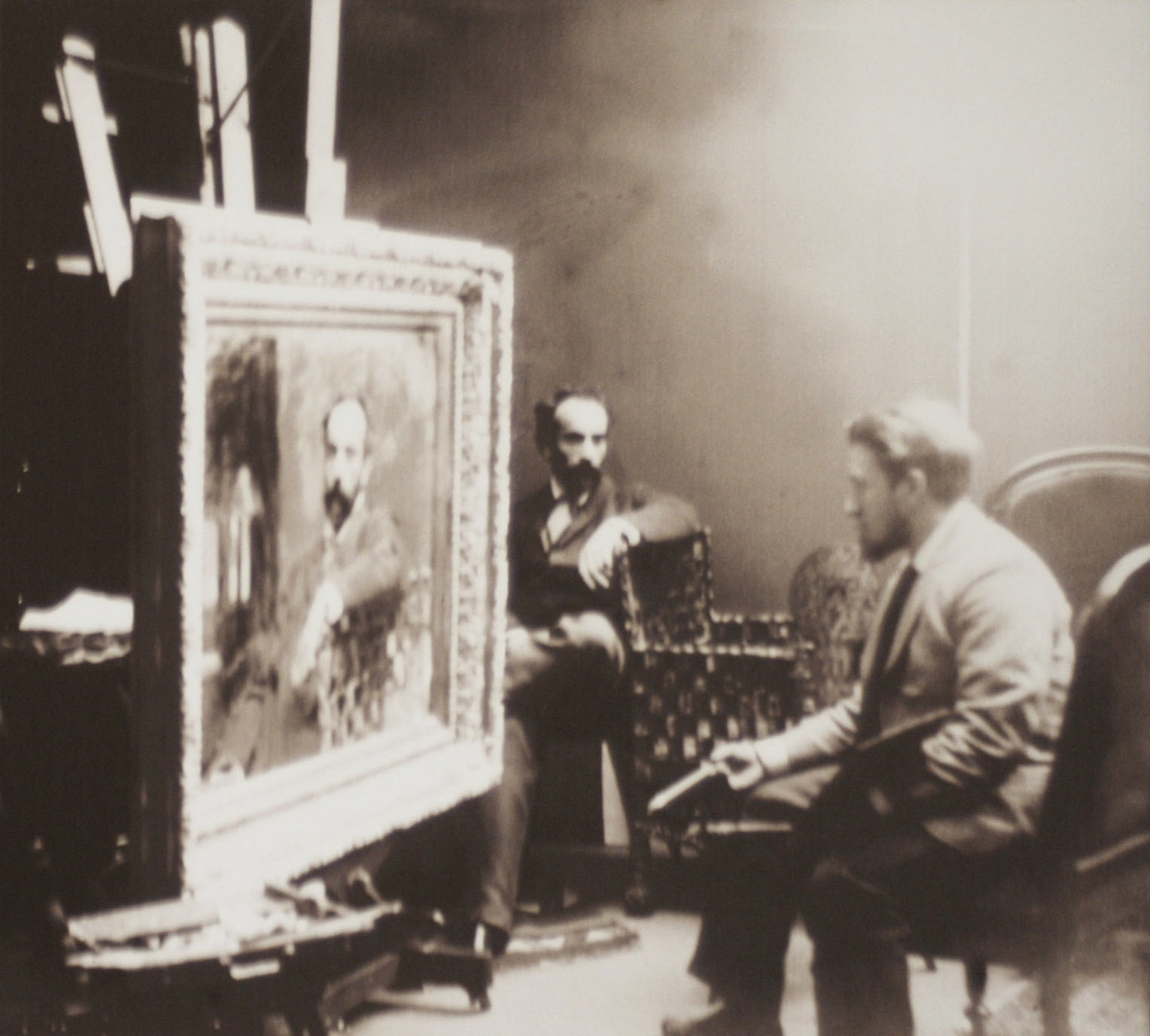
Валентин Серов пишет портрет Исаака Левитана (фото)

Создание портрета, как правило, отнимает большое количество времени, обычно требуя нескольких сеансов позирования. Так, например, Сезанн требовал от модели более 100 сеансов. С другой стороны, Гойя мог написать портрет в течение одного долгого дня. Среднее число сеансов — четыре. В XVIII веке требовался примерно год на создание законченного портрета. Современный британский художник Сергей Павленко нарисовал парадный портрет королевы Елизаветы II за год, в течение которого она дала ему 6 сеансов позирования.
Иногда портретисты предоставляют своим моделям несколько набросков, из которых заказчик выбирает приглянувшийся вариант позы (так делал, например, Джошуа Рейнольдс). Некоторые, например, Ганс Гольбейн-младший, рисовали с натуры только лицо, остальную часть полотна выполняя уже без позирующей модели. Ван Дейк изящные руки и фигуры для заказных портретов часто писал с натурщиц, обладавших более совершенными формами тела. Веласкес надевал платья своих принцесс на манекены в студии и писал одежду с натуры отдельно.

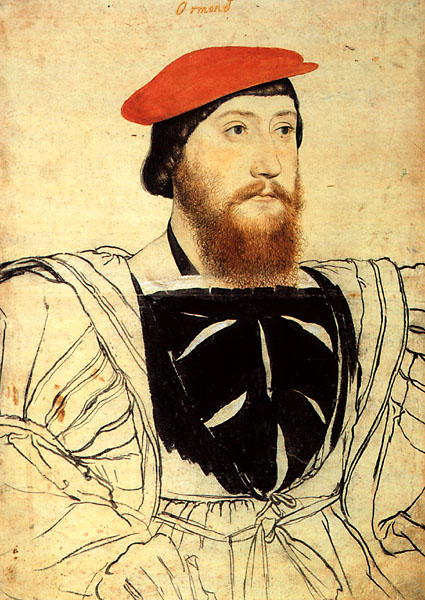
Ганс Гольбейн-младший. Набросок портрета сэра Томаса Болейна: цветом проработаны только лицо и манишка

При написании портрета модель на сеансе позирования просят принять непринуждённую и естественную позу. Затем художник изучает свой предмет, ища то выражение лица, которое, как ему кажется, наилучшим образом отражает сущность модели. Считается, что компонентами, передающими настроение, являются не только лицо, но и поза, и жесты, а также костюм позирующего. Чтобы модель оставалась занятой и не скучала, квалифицированный художник будет поддерживать беседу с нею — что заодно позволит лучше узнать её характер. Элизабет Виже-Лебрен советовала льстить женщинам и хвалить их внешность, чтобы атмосфера на сеансах позирования была максимально позитивной. Внутренняя скованность сообщает образу замкнутость и неуверенность в себе.
При сложных работах художники обычно делают эскиз (карандашом, углём, и т. п.), который бывает особенно полезен в тех случаях, когда модель не может долго позировать. В большинстве случаев лицо заканчивается первым, а остальное — потом. Многие крупные художники писали сами только голову и руки, а одежду и фон доверяли заканчивать своим ученикам. Были даже мастера, которые специализировались исключительно на драпировках.
Без позирования написать по-настоящему ценное художественное произведение в жанре портрета невозможно (о «портретах по фотографии» см. выше). Так, Делакруа не относил к числу портретов те, где идеализируются черты знаменитого человека, которого автор картины не видел, а также портреты по репродукциям, поскольку к подобным изображениям примешивается выдумка и неверное истолкование.

### В современном искусстве

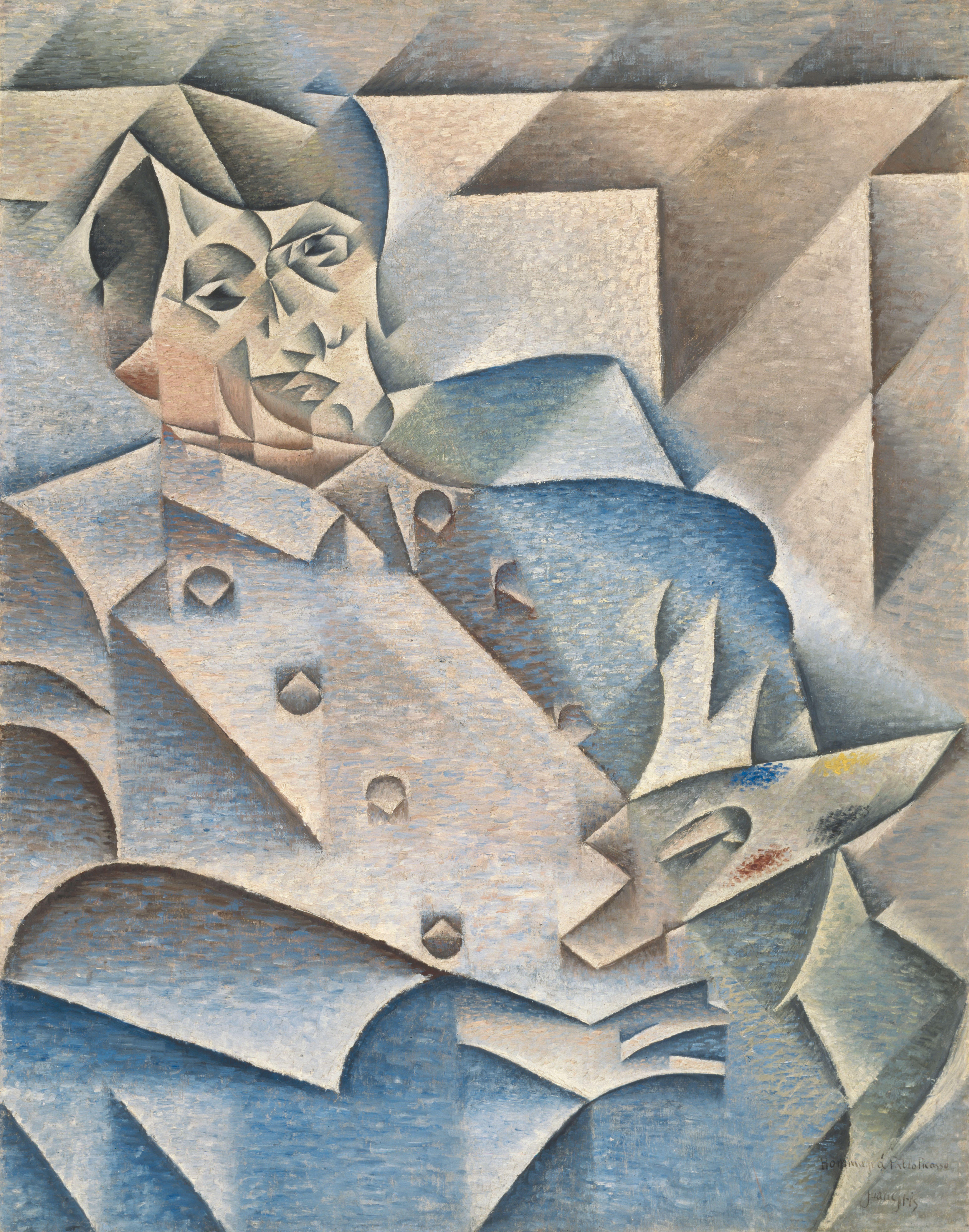
Хуан Грис. «Портрет Пикассо», 1912

Бесспорным является факт, что в XX веке, с наступлением эры нефигуративного искусства и кризиса личности, жанр портрета находится в упадке (подробнее см.: История портретного жанра в XX веке). Большинство теоретических выводов, приведённых в данной статье, невозможно приложить к произведениям данного периода, так как они перестали быть средством запечатления человеческого лица, превратившись лишь в вариации на определённые темы. Некоторые даже отмечают, что в традиционном портрете «надо показать человека таким, каков он есть, а не таким, каким желал бы его смерить художник своим традиционным аршином… В портрете меньше, чем в других жанрах, допустимы всякого рода вольности и отступления, что иной раз выдаётся за изысканность вкуса и творческое новаторство», то есть портрет XX века, как не отвечающий данным требованиям, по большей части перестал являться настоящим портретом в том смысле, который вкладывали в это понятие на протяжении последних веков.

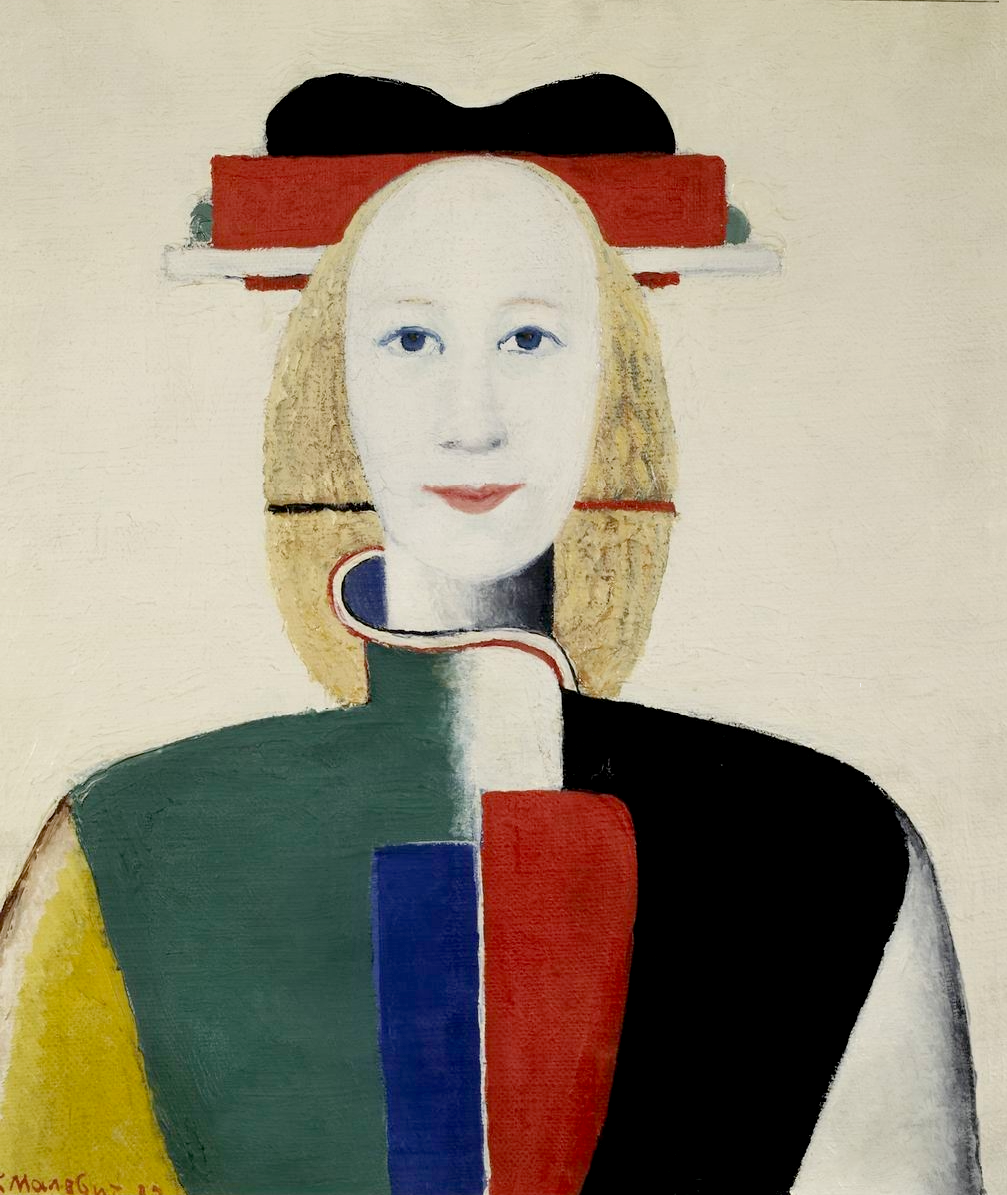
Казимир Малевич. «Портрет девушки с гребнем в волосах», 1932-33

Виппер пишет: «современный художник больше всего стремится к тому, чтобы устранить всякое подозрение, что он копирует действительность, что его картины имеют какое-нибудь непосредственное отношение к окружающей природе, к чувственному миру. Если верить современному художнику, так он не портрет вот этого лица пишет, он синтезирует своё понятие о мире и живущем, он переводит язык вещей на язык четвёртого измерения, он выражает своё настроение по поводу случайного предмета. Итак, два противоположных полюса. Если современный зритель понимает портрет только как фокус со сходством, как список примет, если в художественном произведении он улавливает только бледную тень действительности, то современный художник и слышать ничего не хочет о действительности, о реальном мире, он отнимает у портрета всякую остроту индивидуального чувства, всякое трепетание человеческого организма. Но присмотримся поближе, и тогда оказывается, что в требованиях двух враждебных партий, заказчика и художника, выраженных мною в резком контрасте, вообще идёт речь не о сходстве, а о чём-то другом, эстетическое credo и тех, и других вообще не допускает никакого портрета. Ведь современному зрителю надобно не сходство, а повторение, не портрет, а точный оттиск. А для современного художника портрет не может существовать, потому что он не признаёт не только сходства, но и даже соотносительности».

## Мотив портрета в литературных произведениях
- Николай Гоголь. «Портрет» — повесть о психологической деформации светского портретиста.
- Лев Толстой. «Анна Каренина» — портреты Анны Карениной кисти непрофессионала Вронского и профессионала Михайлова (прототип — Крамской).
- Фёдор Достоевский. «Идиот» — фотографический портрет Настасьи Филипповны, обладающий огромной силой воздействия.
- Иван Тургенев. «Фауст» — говорящий портрет старухи Ельцовой.
- Гончаров. «Обрыв» — живописец Райский.
- А. К. Толстой. «Портрет» — поэма, в которой главный герой влюбляется в портрет.
- Оскар Уайльд. «Портрет Дориана Грея» — волшебный портрет Дориана Грея.
- Артур Конан Дойл. «Собака Баскервилей» — портрет предка, благодаря сходству с потомком помогающий раскрыть дело.
- Эдгар По. «Овальный портрет»
- Михаил Лермонтов. «Штосс»
- Алексей Толстой «Граф Калиостро» — портрет Прасковьи Тулуповой.

## Комментарии
1. ↑  Этимологический словарь русского языка Макса Фасмера: «портре́т», стар. также «патрет», Уст. морск. 1724 г (Смирнов 233). Через нов.-в.-н. Porträt (часто около 1700 г; см.: Шульц-Баслер 2, 604) из франц. portrait; см.: Преобр. II, 110.
2. ↑  Оливер Кромвель, обращаясь в 1657 (?) году к известному портретисту сэру Петеру Лели.